# Kultura dynastii Song

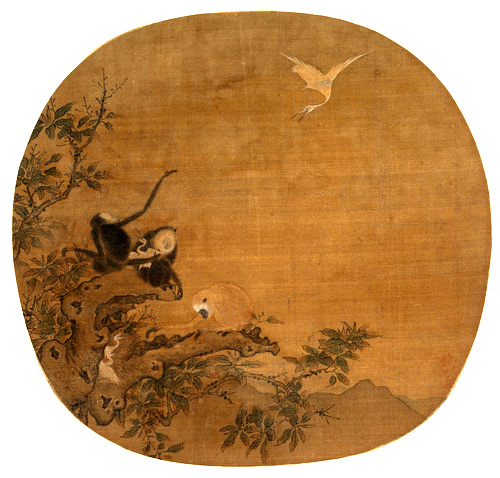
Trzy gibbony łapiące czaplę, obraz autorstwa Yi Yuanji, północna dynastia Song, XI w.

Dynastia Song (960–1279) była okresem niebywałego rozkwitu życia społecznego i kulturalnego w Chinach, sztuk wizualnych, muzyki, literatury i filozofii. Urzędnicy tworzący rządzącą imperium biurokrację, rekrutowani byli drogą surowych i długotrwałych egzaminów, których efektem było stworzenie szerokiej i dobrze wykształconej elity. Sztuka była wysoko ceniona w społeczeństwie, na co wpływ też miało upowszechnienie druku i zwiększenie liczby osób umiejących czytać i pisać.
Rządząca krajem konfucjańska gentry uznawała uprawiane przez siebie gatunki sztuki za bardziej wyrafinowane niż te, które tworzyli zawodowi artyści, zatrudniani i opłacani przez dwór. Zwłaszcza w malarstwie widać poważną zmianę stylistyczną między okresami Północnej (960–1127) i Południowej (1127–1279) dynastii Song, na co częściowy przynajmniej wpływ miało upowszechnienie się politycznych ideałów neokonfucjańskich na dworze.
Miejska populacja korzystała z szerokiej gamy rozrywek, od przedstawień scenicznych po urozmaicone posiłki w licznych restauracjach serwujących regionalne kuchnie wszystkich zakątków cesarstwa. Obchody tradycyjnych chińskich świąt w miastach i na wsiach były okazją do festiwali i jarmarków, a bogato zaopatrzone targi i place dostarczały wykwintnych ubrań i ozdób.

## Sztuki wizualne

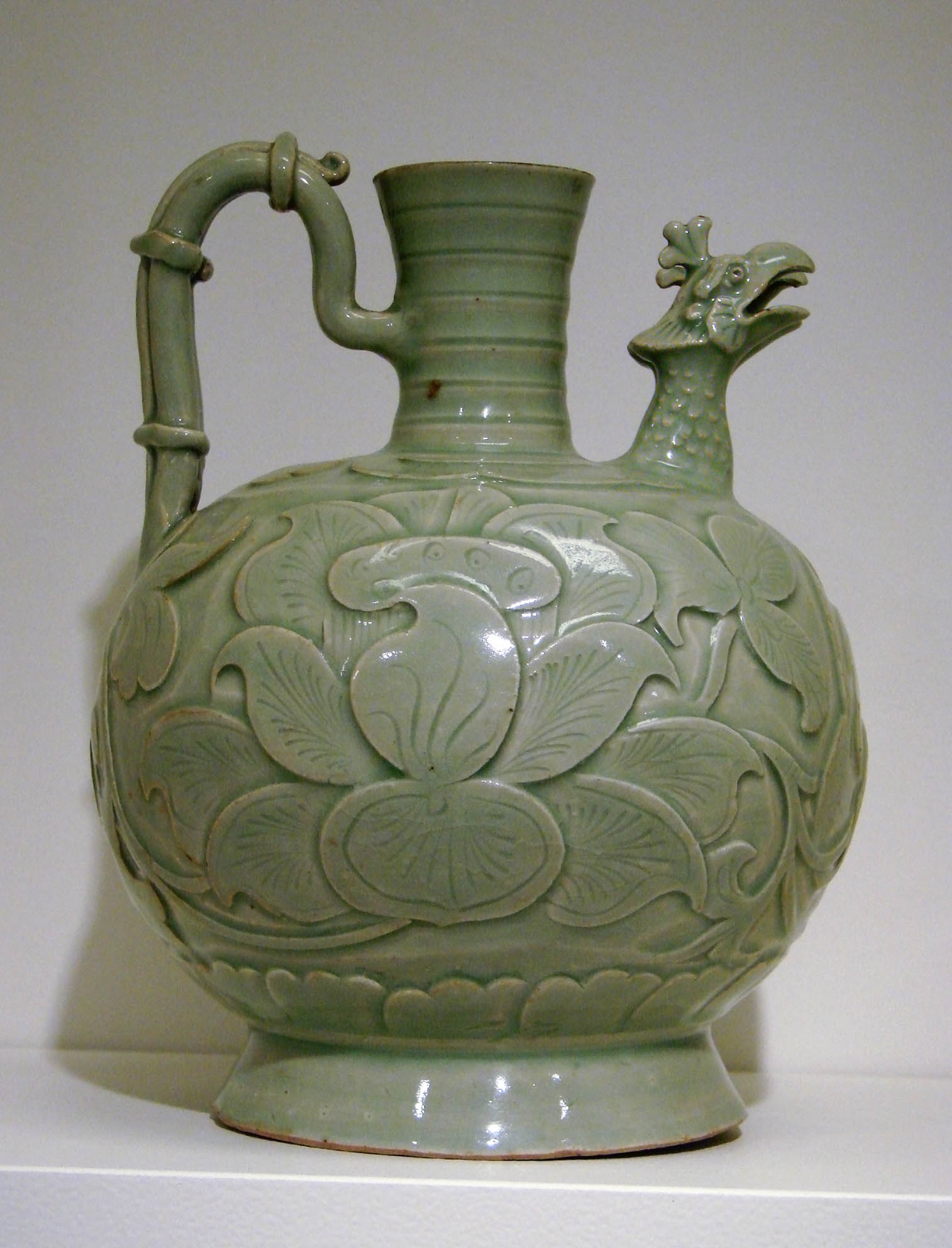
Wazon z dzióbkiem w kształcie głowy chińskiego feniksa, szara kamionka z polewą z celadonu, X w.

Malarstwo chińskie w okresie dynastii Song osiągnęło wyżyny wraz z wielkim rozwojem malarstwa krajobrazowego. Najważniejsza forma tego malarstwa – monochromatyczne, czarnotuszowe krajobrazy shan shui („shan” – góra, „shui” – woda; shanshui po chińsku to tyle co „krajobraz”) stała się jednym z wyróżników malarstwa chińskiego i sztuki chińskiej jako całości. Skupienie na malarstwie krajobrazowym w tym okresie miało silne związki z filozofia chińską: z taoizmem, który podkreślał małość i nieistotność człowieka w wielkim kosmosie i neokonfucjanizmem, który kładł nacisk na odkrywanie wzorów i zasad we wszechświecie, które według wyznawców tej doktryny były przyczyną wszystkich zjawisk, naturalnych i społecznych.
Nastąpił dalszy postęp w produkcji porcelany, zarówno cienkiej, przeźroczystej, jak i cięższej, typu celadon, z wykorzystaniem skomplikowanych technologicznie emalii. Szczególnie popularne były celadony produkowane w Longquan. Songowskie wytwory z czarnej i czerwonej laki reprezentowały niezwykle wysoki poziom rzemiosła, a zdobienia przedstawiały miniaturowe krajobrazy, obrazy natury, lub proste motywy dekoracyjne. Ale choć wyrafinowane odlewnictwo w brązie, ceramika, rzeźbiarstwo pełnofigurowe i w jadeicie, tworzenie wyszukanych ozdób z laki, architektura i malarstwo portretowe i studiów natury, były wysoko cenione za czasów songowskich – to malarstwo krajobrazowe miało rangę najwyższą. Na początku okresu Song pojawił się charakterystyczny styl północny. Artyści nauczyli się tworzyć szczegółowe i realistyczne sceny na pierwszym planie, podczas gdy tło wciąż robiło wrażenie nieogarniętej i nieograniczonej przestrzeni. Odległe szczyty górskie wyłaniają się z chmur i mgieł, a bystre potoki spływają z daleka na sam przód obrazu.

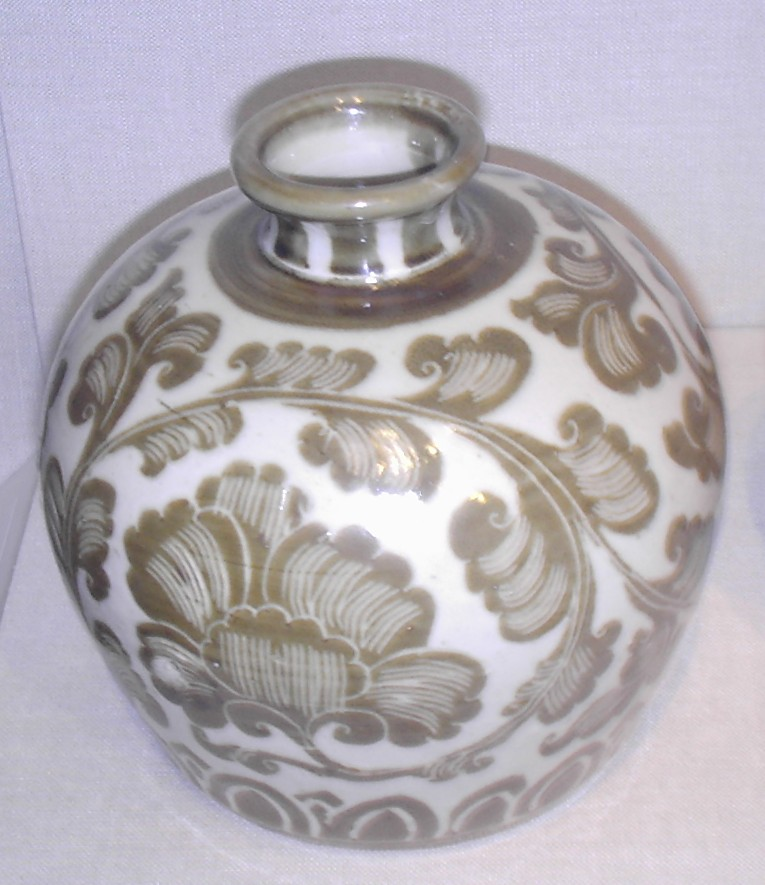
Songowska butelka z porcelany typu ding, XI w.

Między malarstwem Północnej (960–1127) i Południowej dynastii Song (1127–1279) były znaczące różnice. Malarstwo urzędników Północnej dynastii pozostawało pod wpływem ich politycznych ideałów porządkowania świata i zmagania się z szerokimi problemami dotyczącymi całego społeczeństwa. Ich obrazy często przedstawiały ogromne, rozległe sceny krajobrazowe. Urzędnicy dynastii Południowej wierzyli zaś w reformy społeczne podejmowane na podstawowym poziomie, w obrębie grupy lokalnej, co jak sądzili ma większe szanse powodzenia. Ich więc obrazy skupiają się na scenach mniejszych, widzianych z bliższa i bliższych widzowi, podczas gdy tło jest często pozbawione detalu, jako przestrzeń niebędąca w centrum zainteresowania widza lub artysty. Za tę zmianę między erami odpowiada w głównej mierze wzrastający wpływ filozofii neokonfucjańskiej. Zwolennicy neokonfucjanizm koncentrowali się na reformowaniu społeczeństwa „od dołu do góry”, a nie „od góry” (elit władzy) „do dołu” (zwykłych ludzi); widoczne jest to na przykład w zakładaniu przez nich małych, prywatnych akademii w miejsce wielkich, kontrolowanych przez państwo instytucji okresu dynastii Północnej.

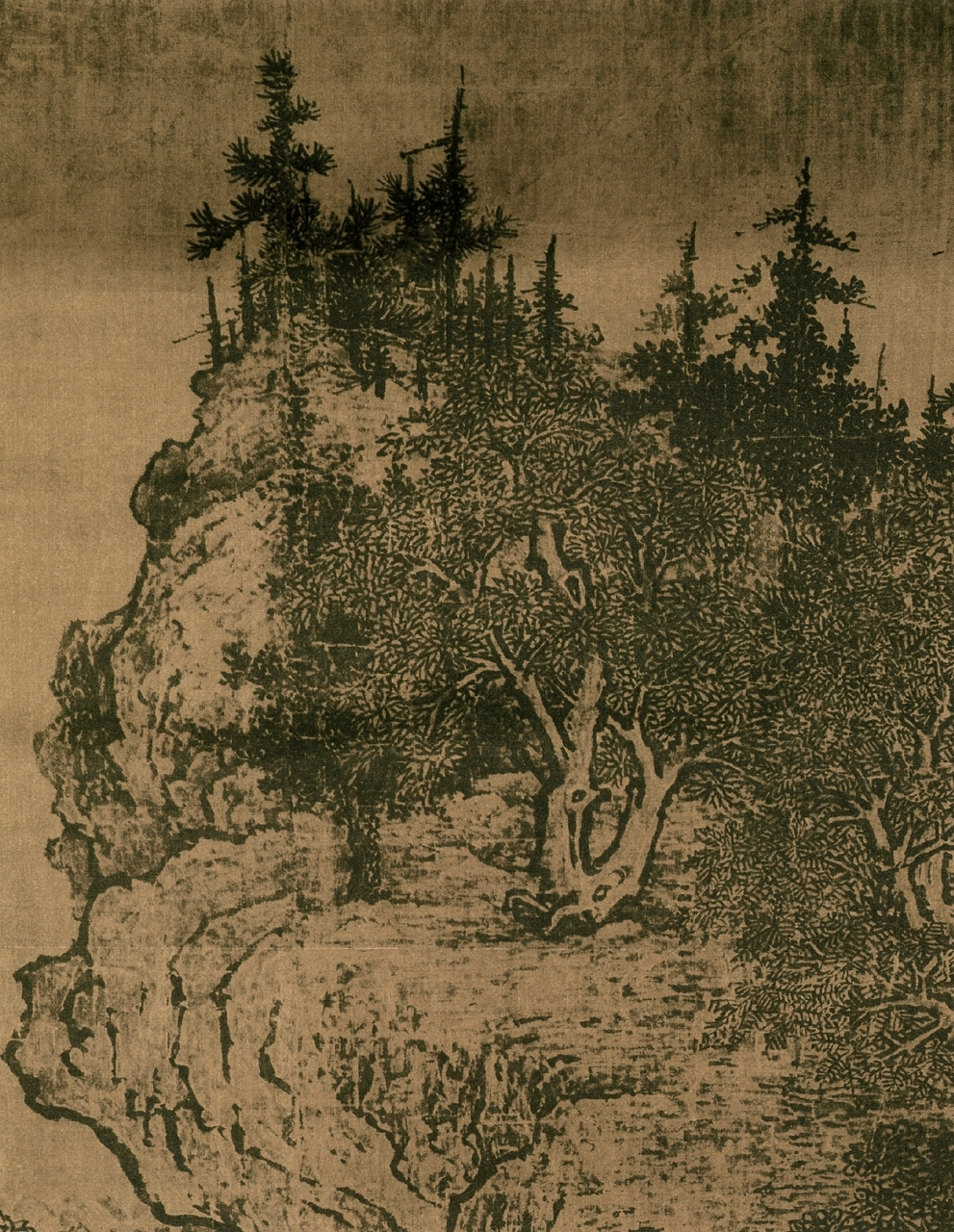
Fan Kuan, Podróż wśród gór i strumieni (detal), północna dynastia Song

Od czasów Dynastii Południowych i Północnych (420–589) malarstwo pozostawało wysoce wyrafinowaną sztuką, związaną z klasą gentry, jako jedna z jej głównych „hobby”: dwie pozostałe to poezja i kaligrafia. Zapaleni kolekcjonerzy sztuki okresu songowskiego często spotykali się w grupach, by omawiać własne obrazy, lub oceniać te należące do ich przyjaciół i znajomych. Bywalcami takich spotkań byli poeta i mąż stanu Su Shi i jego przyjaciel Mi Fei (1051–1107), którzy często pożyczali dzieła sztuki, by je studiować i kopiować, nierzadko proponując wymianę na inne dzieło, jeśli coś im szczególnie przypadło do gustu. Popularne za czasów Południowej dynastii Song małe, okrągłe obrazy często łączono w albumy, a poeci zapisywali na kartach obok wiersze, łączące się z obrazami tematami i nastrojem.
Choć byli tak zapalonymi kolekcjonerami sztuki, songowscy uczeni rzadko doceniali dzieła sztuki zamówione przez osoby, które jak uważali, nie należały do ich klasy społecznej. Anthony J. Barbieri-Low, profesor historii Chin z University of California, zauważył, że podziwu jaki songowscy uczeni żywili dla sztuki tworzonej przez swoich kolegów, nie mieli już dla dzieł autorstwa zawodowych malarzy, żyjących ze sztuki swego pędzla.
Za czasów Północnej dynastii Song (960–1126 CE), pojawiła się nowa klasa uczonych-artystów, którzy nie posiadali kunsztu tromp l’oeil malarzy akademickich, a nawet umiejętności zwykłych artystów malarzy. Malarstwo tych uczonych było proste, a czasami nawet nieporadne, lecz mimo to krytykowali oni pozostałe dwie grupy jako zwykłych rzemieślników, ponieważ byli oni zależni od zamówień, a nie tworzyli wyłącznie dla rozrywki lub auto-ekspresji. Uczeni-artyści uważali, że malarze, którzy koncentrują się na realistycznych odwzorowaniach, którzy używali wielu kolorów, lub – co najgorsze ze wszystkiego – którzy przyjmowali za swą sztukę pieniądze, są nie lepsi niż jarmarczni rzeźnicy i druciarze. Nie można ich było uważać za prawdziwych artystów.
W odróżnieniu od uczonych-urzędników, cesarz i rodzina królewska wysoko ceniła utalentowanych malarzy dworskich. Jednym z największych zawodowych malarzy pejzażystów, otoczonych opieką przez dwór songowski był Zhang Zeduan (1085–1145), autor pierwotnej wersji zwoju Widok wzdłuż rzeki podczas święta Qingming, jednego z najlepiej znanych arcydzieł chińskiego malarstwa. Innym dziełem powstałym w kręgu dworskim był cykl obrazów do zbioru wierszy poetki Cai Wenji (177–250, zachodnia dyn. Han) pt. 18 pieśni fletu nomady, zamówiony przez cesarza Gaozonga (1127–1162).
W epoce Song niewielki renesans, po prześladowaniach pod koniec dynastii Tang, przeżył buddyzm. Widoczne to jest m.in. w kontynuacji prac nad rzeźbami w Dazu w Syczuanie. Songowska świątynia Mingshan w Anyue, podobna w zamyśle do zespołu w Dazu, także zawiera bogaty zestaw rzeźb z tego okresu, w tym postaci buddów i bóstw odzianych w bogate szaty mnisie i cesarskie.

### Obrazy

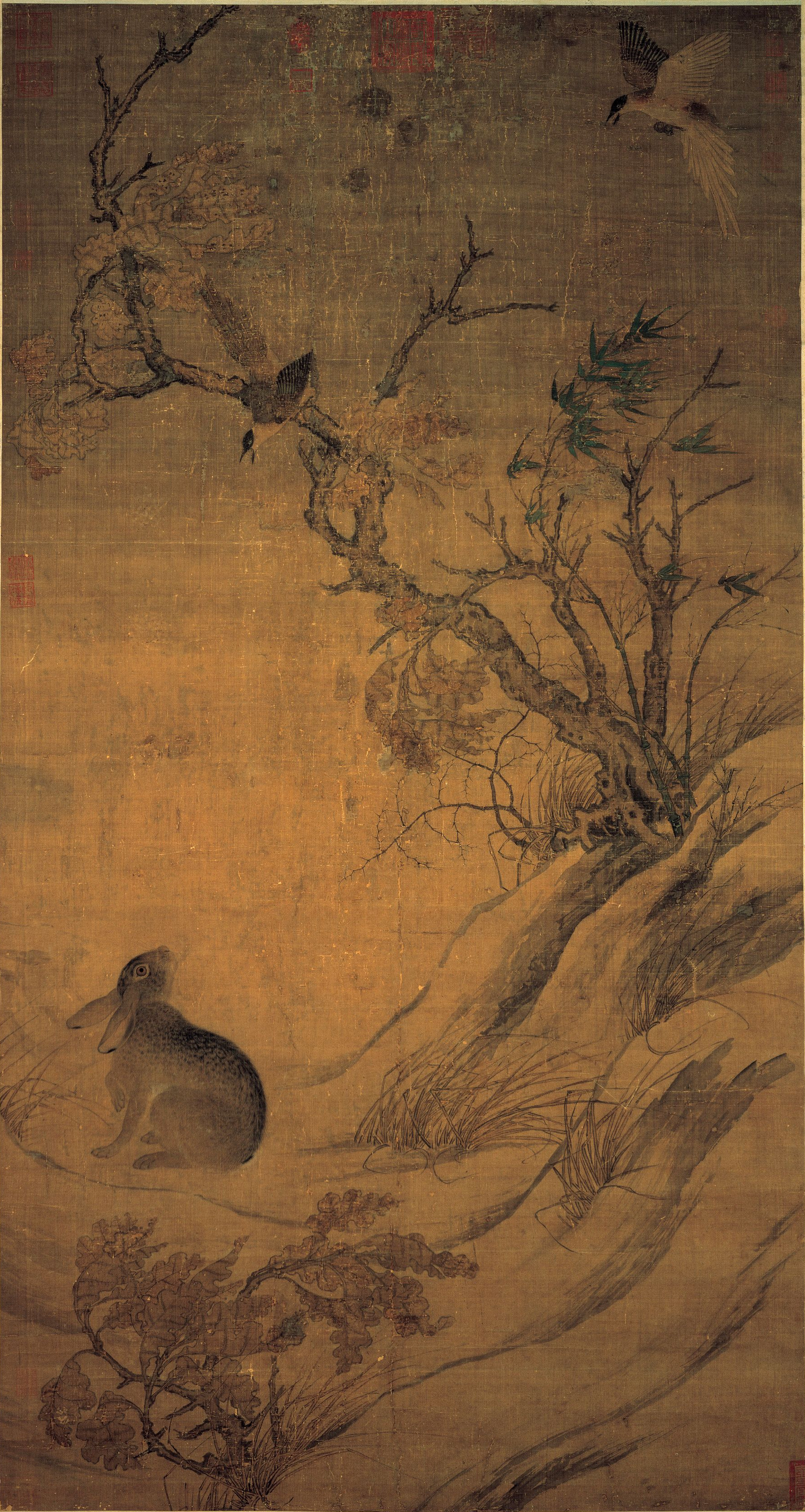
Sroki i zając, sygnowane i datowane przez Cui Baia, 1061.
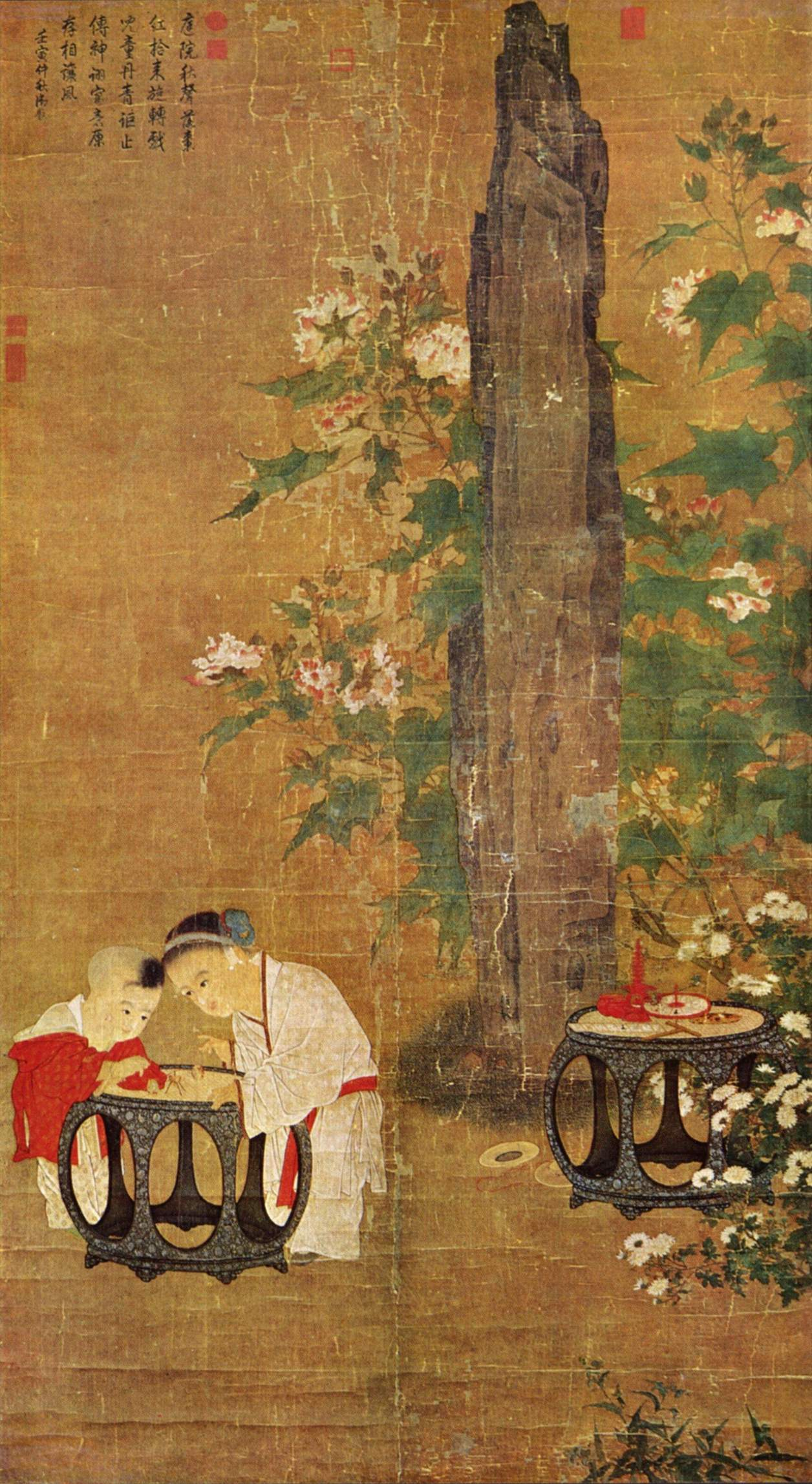
Bawiące się dzieci, Su Han Chen, 1150.
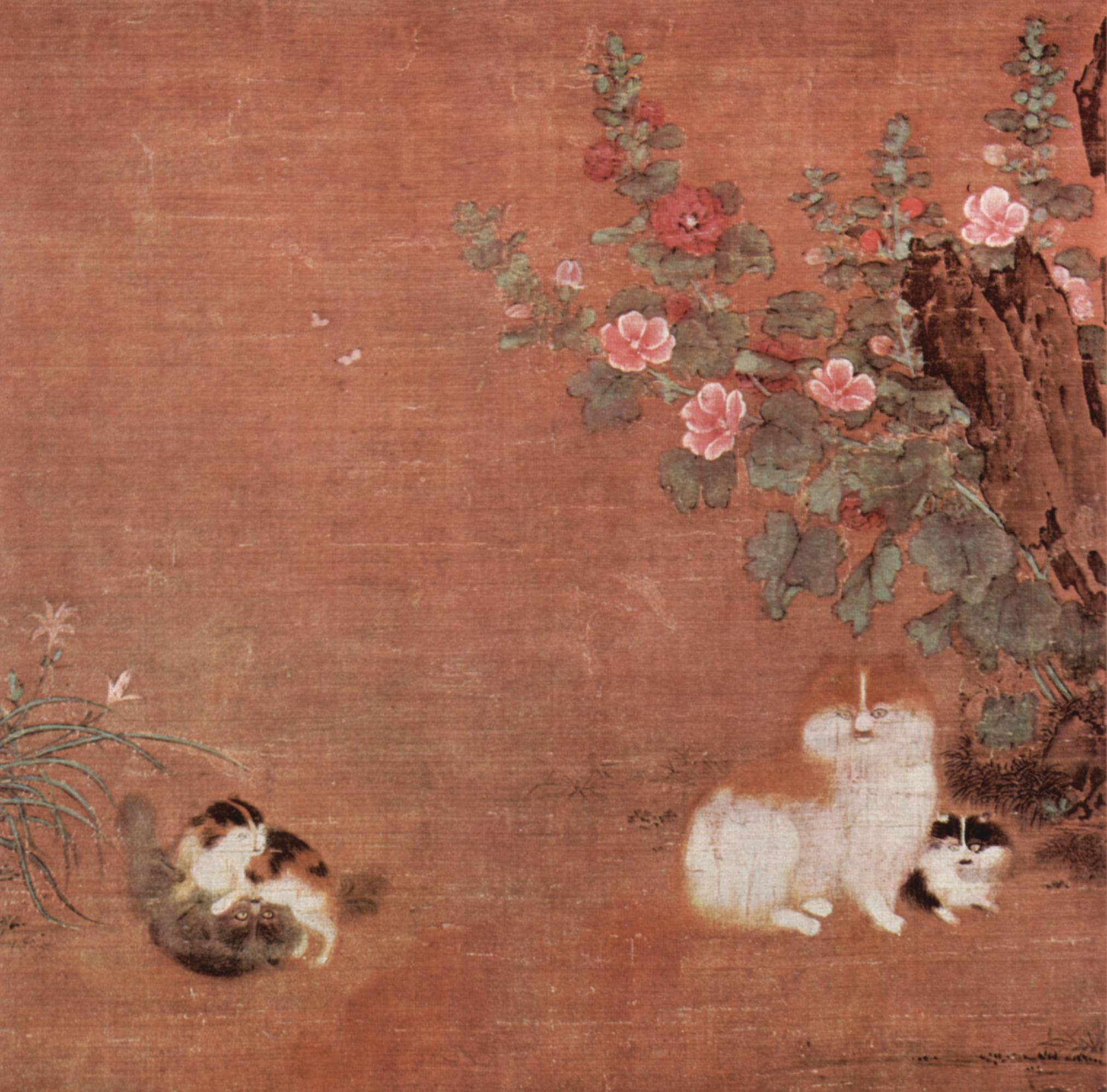
Koty w ogrodzie, Mao Yi, XII w.
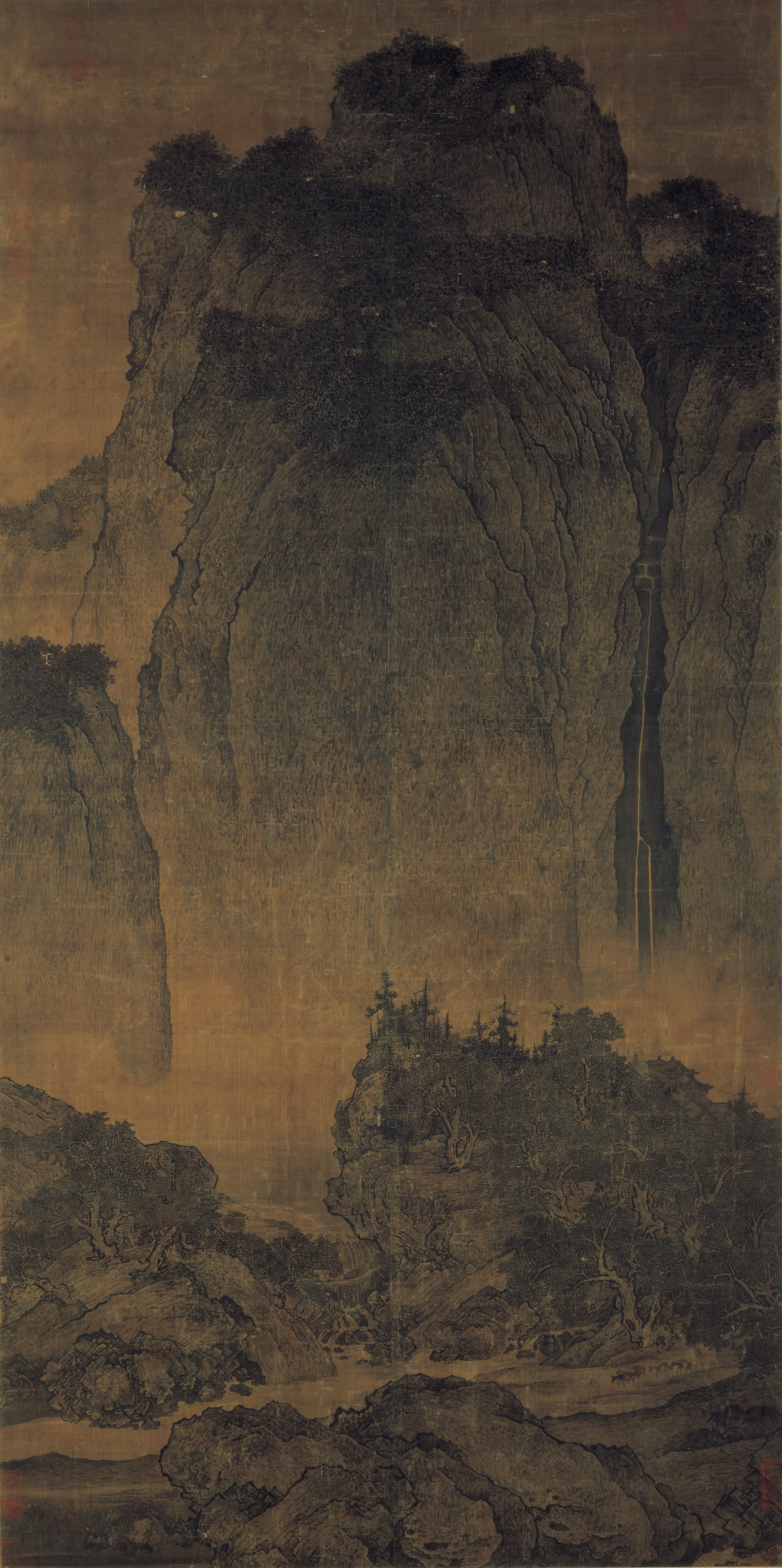
Podróż wśród gór i strumieni, Fan Kuan, XI w.
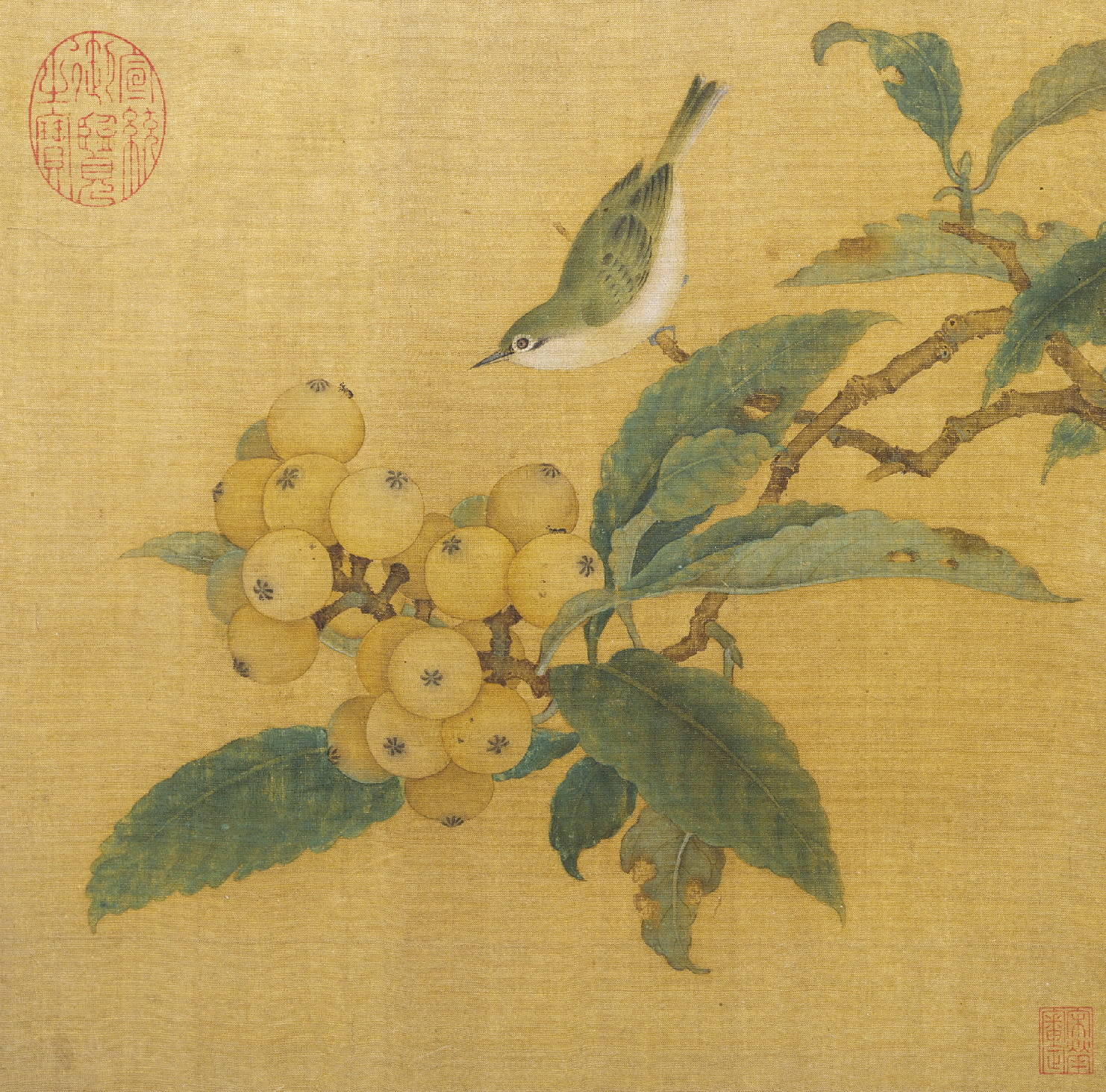
Loquaty i górski ptak, autor anonimowy, Płd. dyn. Song
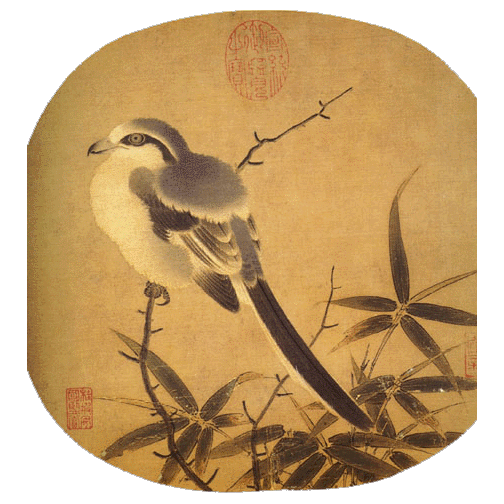
Ptak na gałęzi, Li Anzhong, początek I poł. XII w.
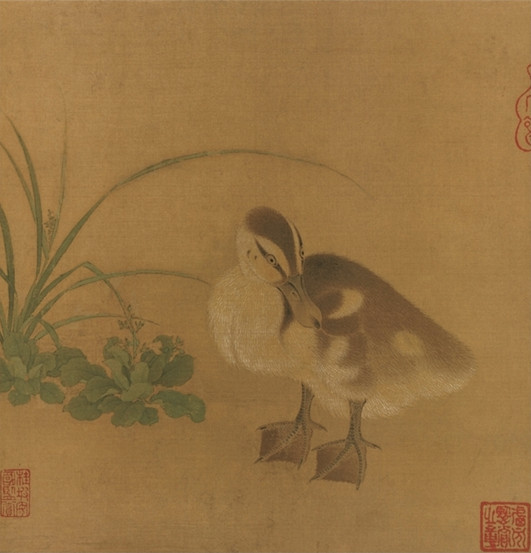
Kaczątko, autor anonimowy, Płd. dyn. Song
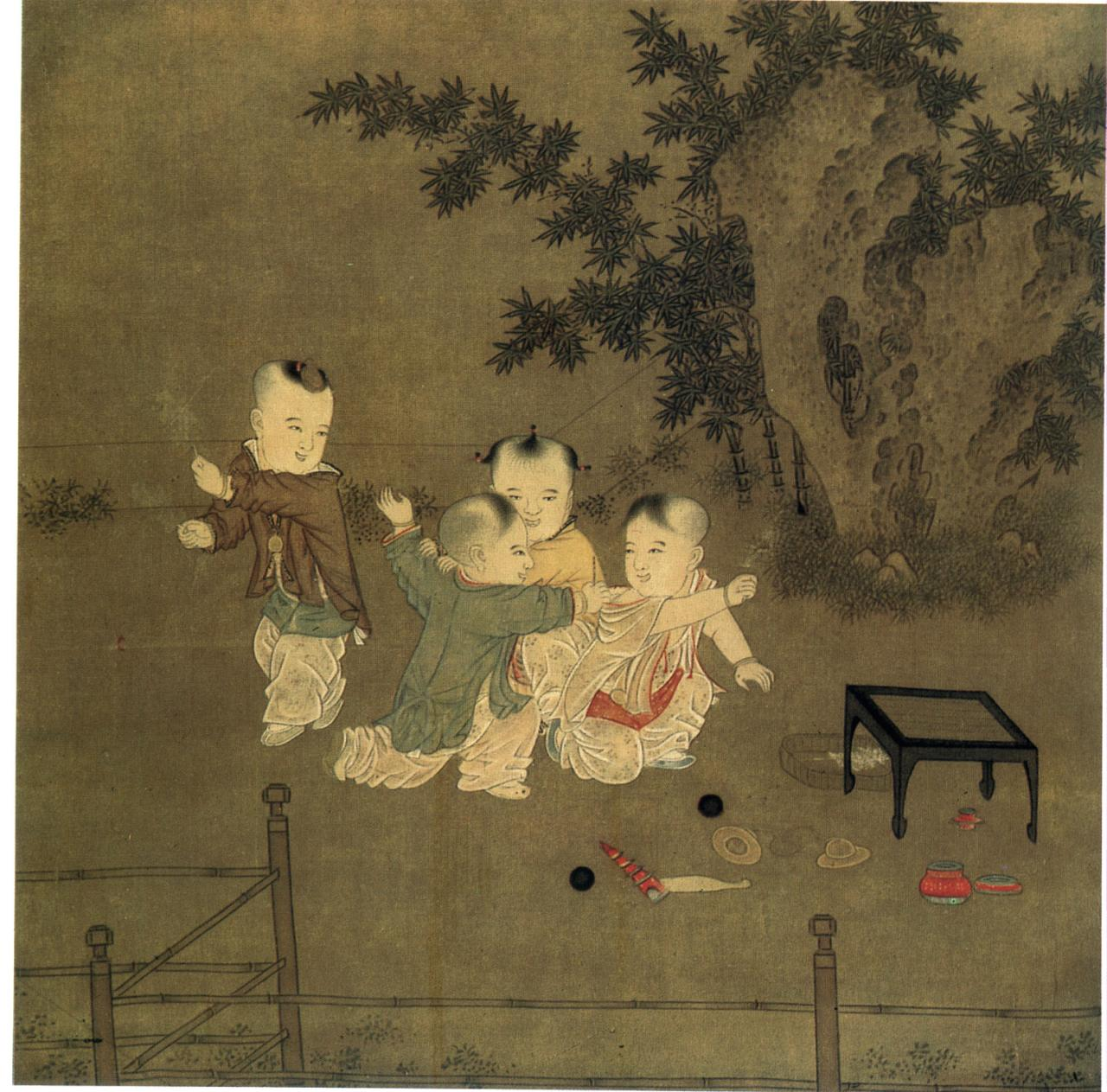
Bawiące się dzieci w pałacu, Płn. lub Płd. dyn. Song
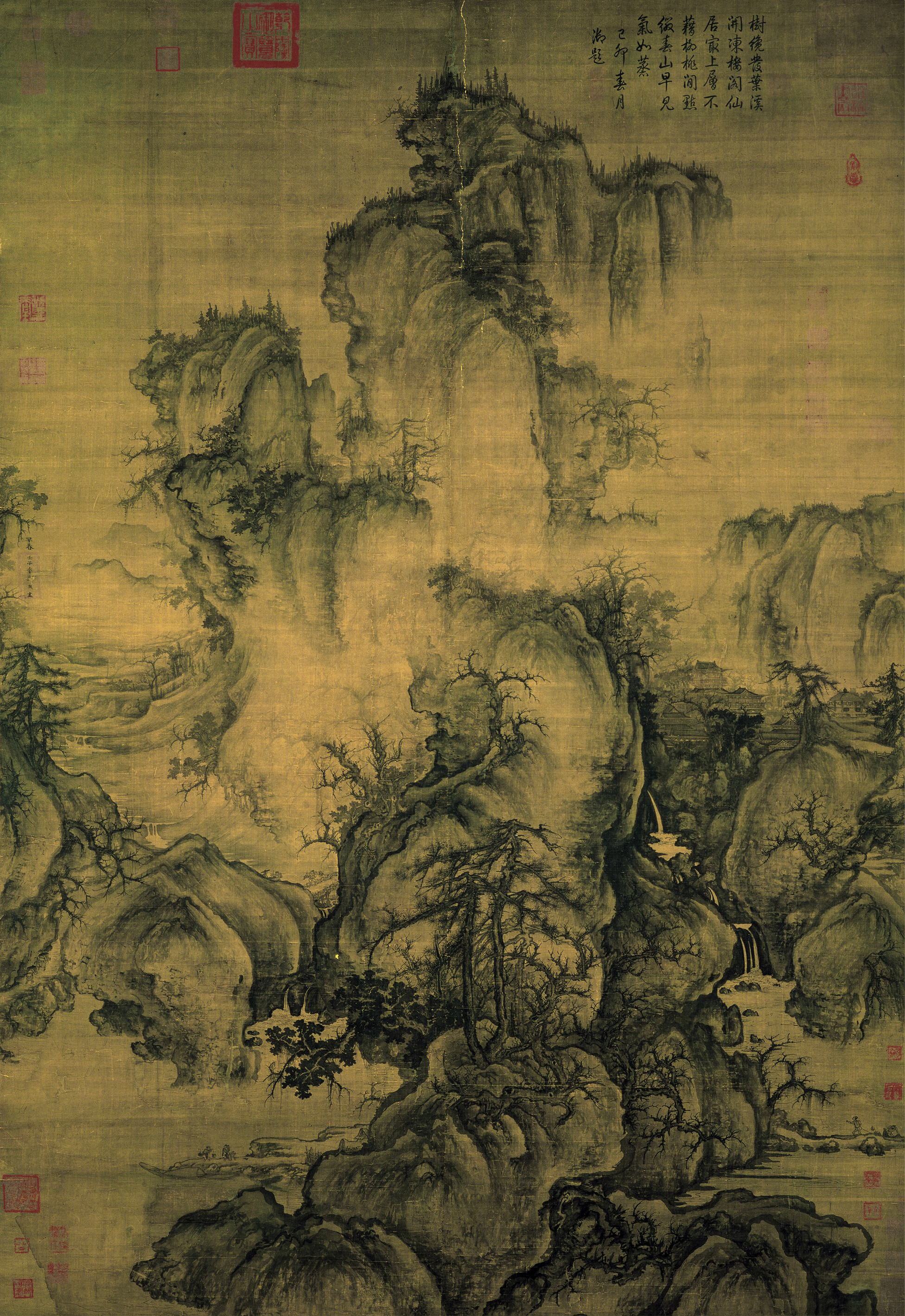
Wczesna wiosna, Guo Xi (ok. 1020–1090), 1072.
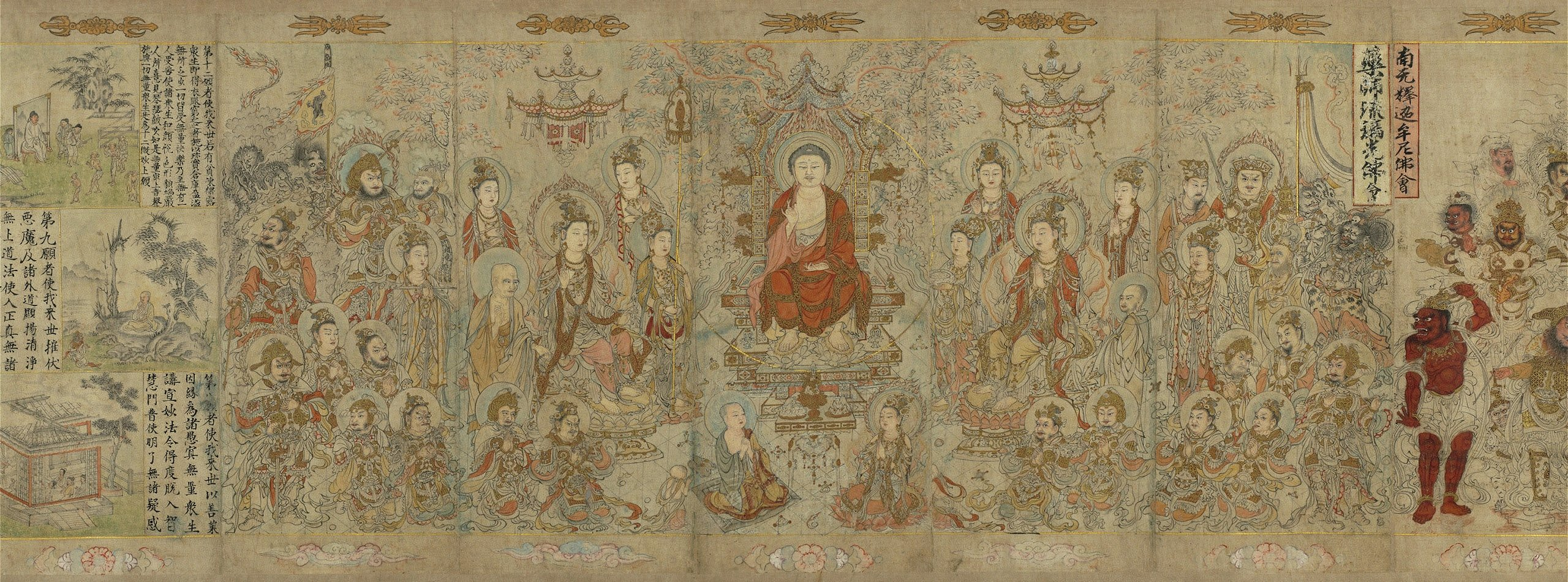
Siakjamuni osiągający stan buddy, Zhang Shengwen, ok. 1173–1176
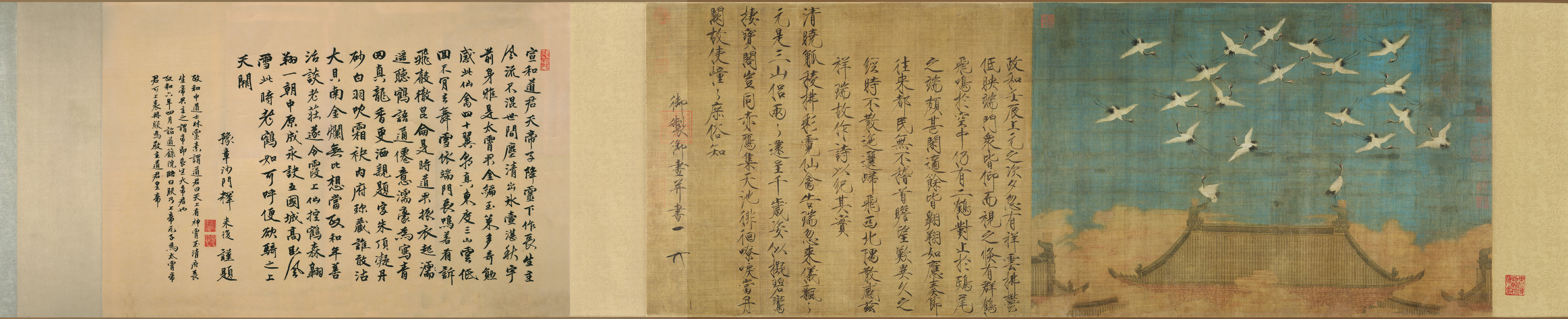
Obraz autorstwa cesarza Huizonga, sławnego uczonego i malarza, 1112
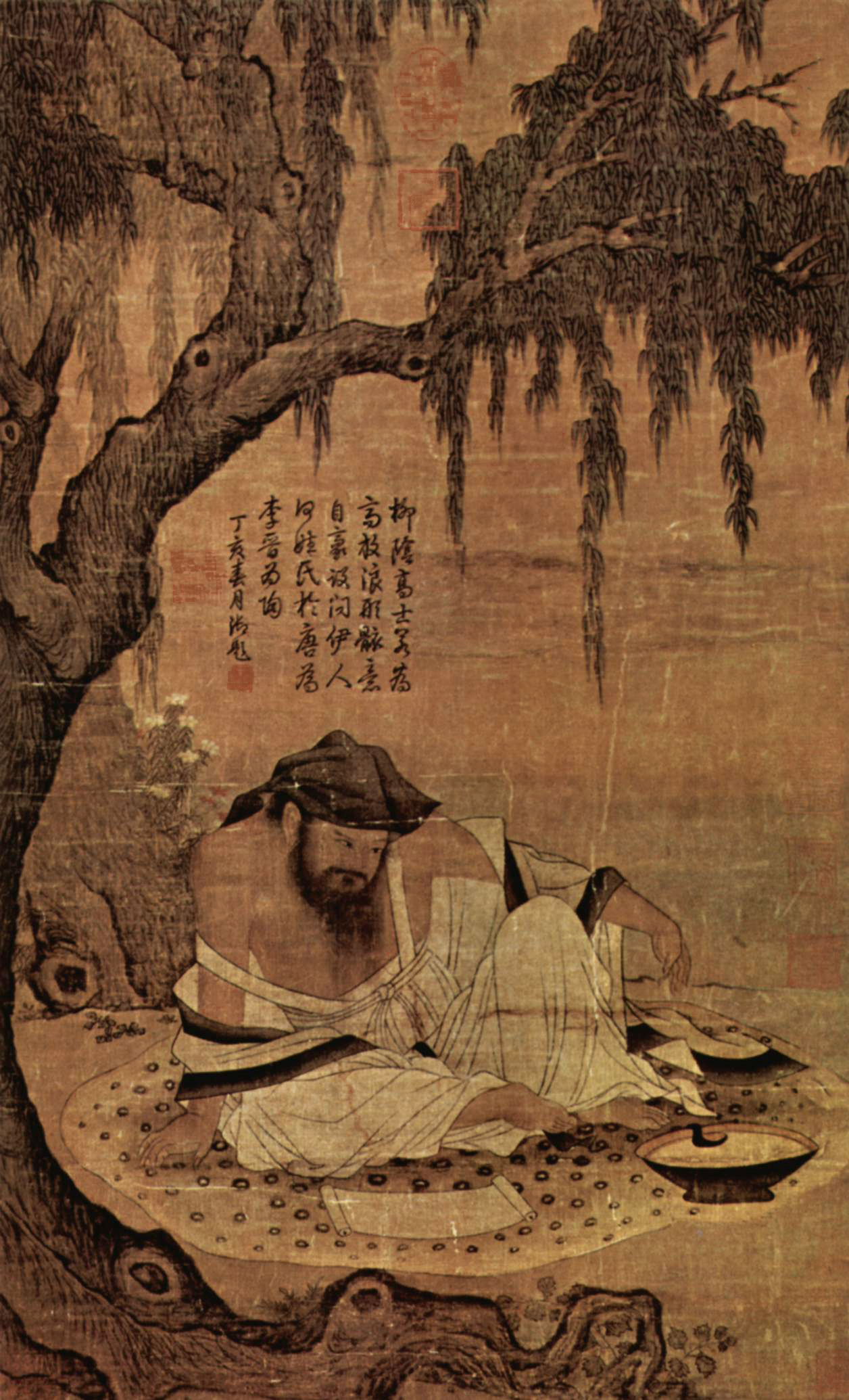
Uczony na łące, XI w.
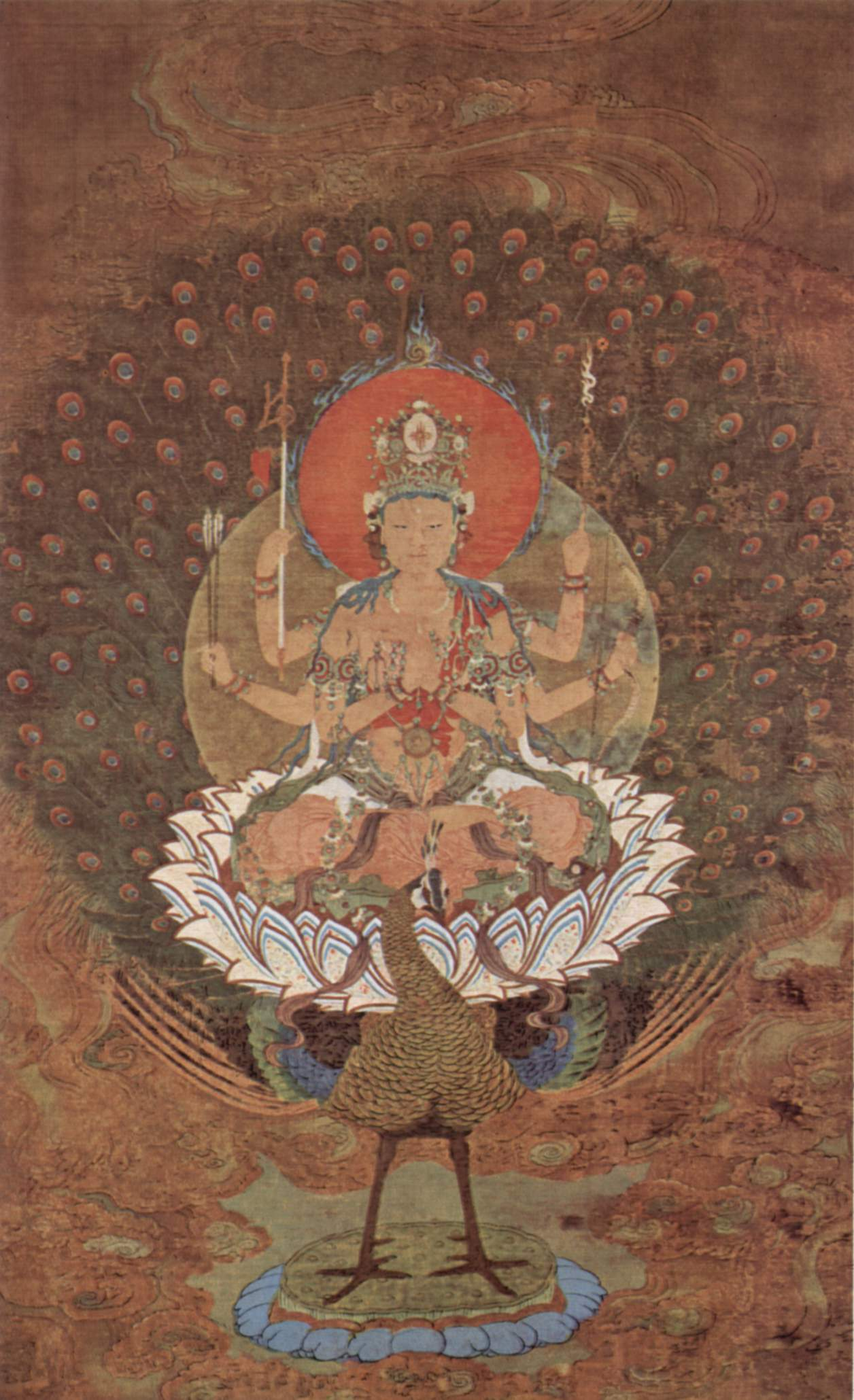
Król Pawi, Gunsho Mingwang, XI w.
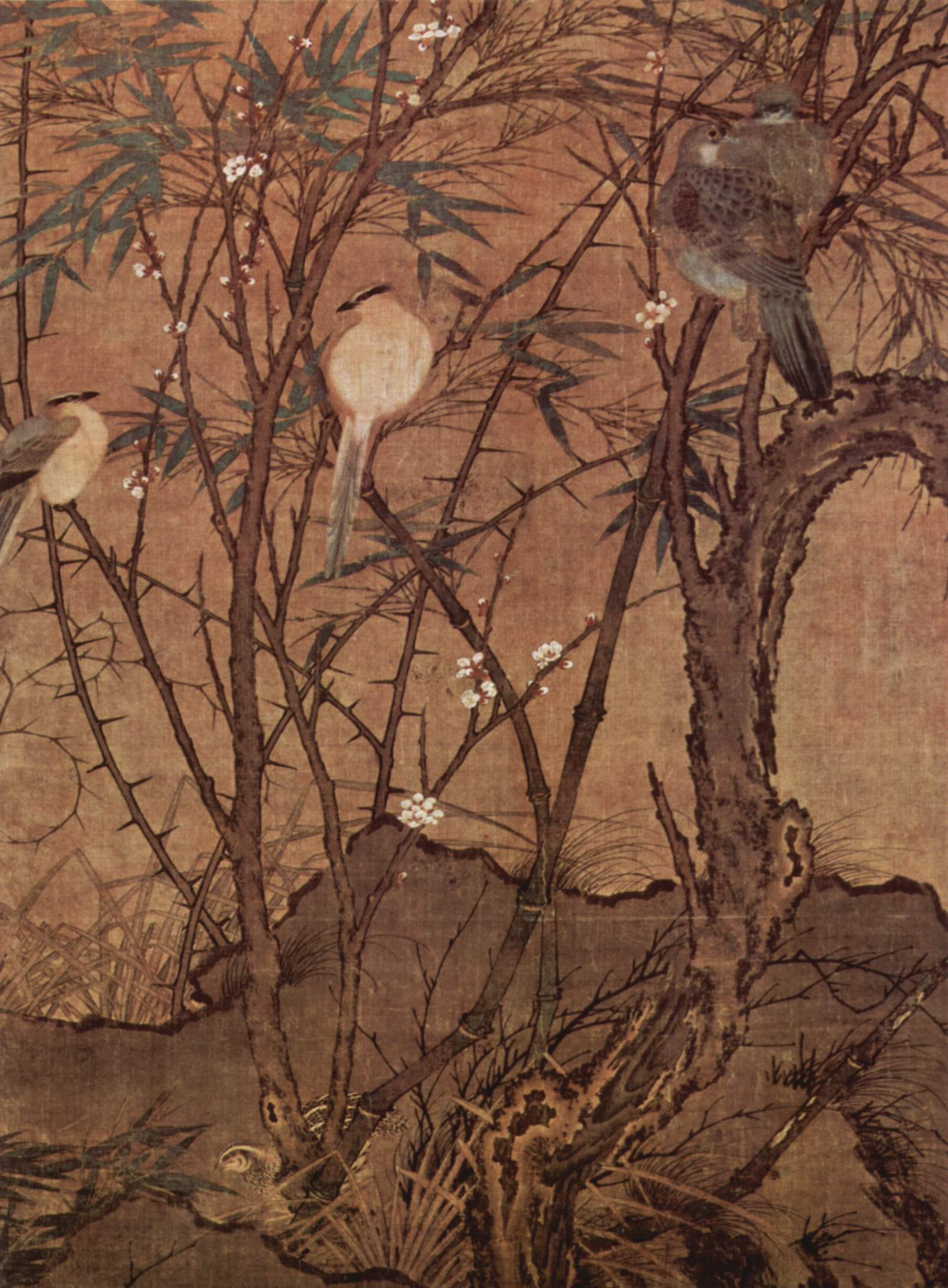
Ptaki wśród bambusów i gałązek śliwy, XII w.
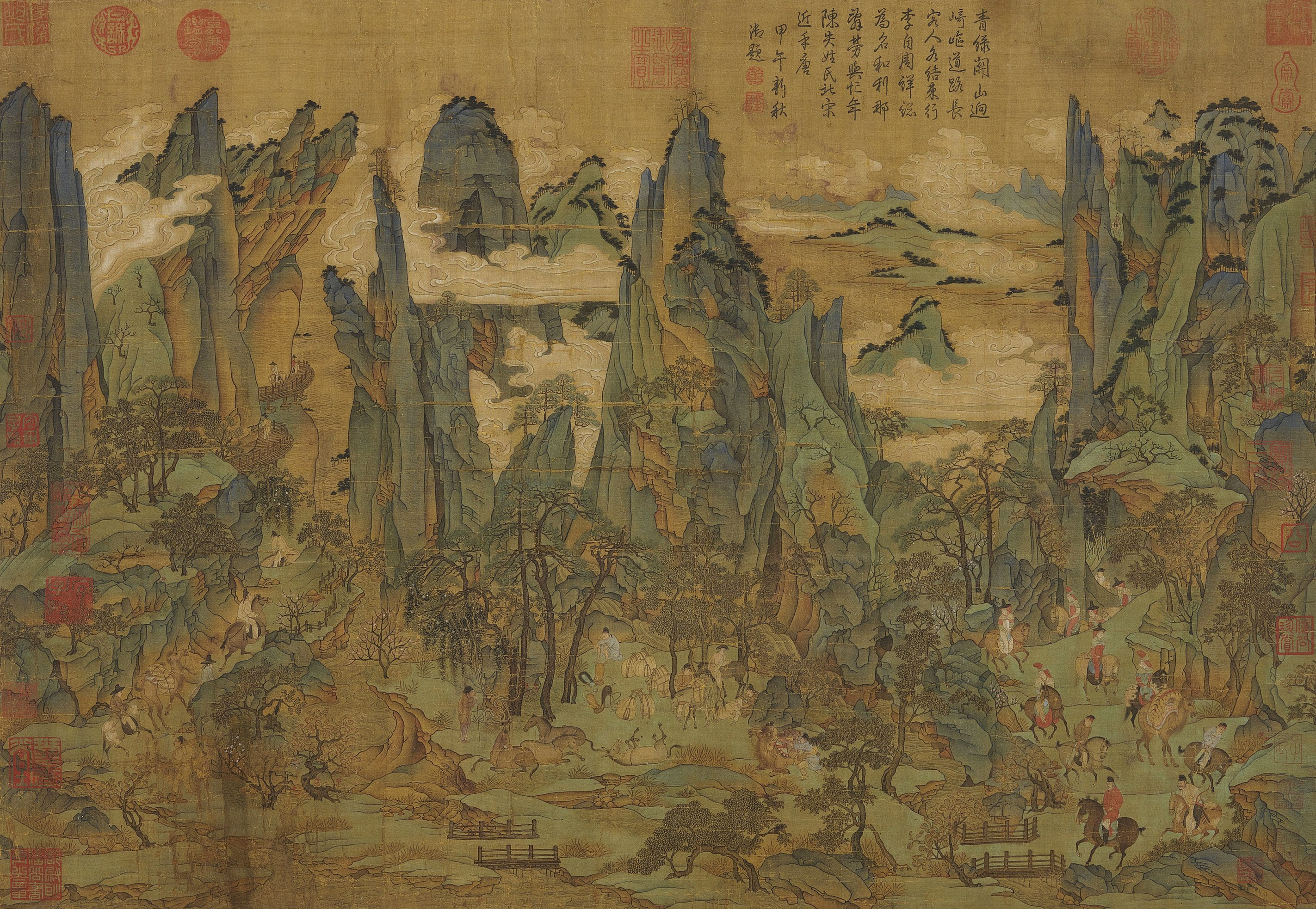
Cesarz Minghuang w drodze do Shu, kopia obrazu z dyn. Tang, XI.w
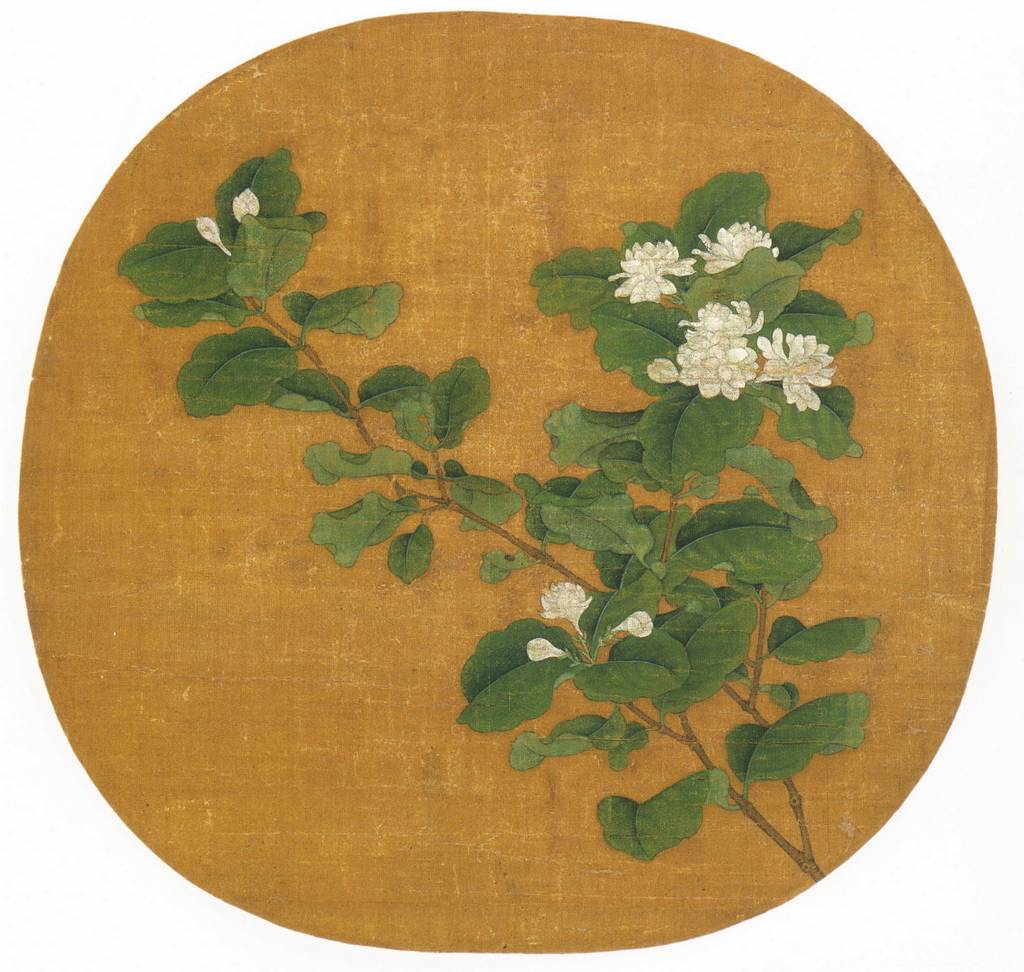
Gałązka białego jaśminu, XII w.
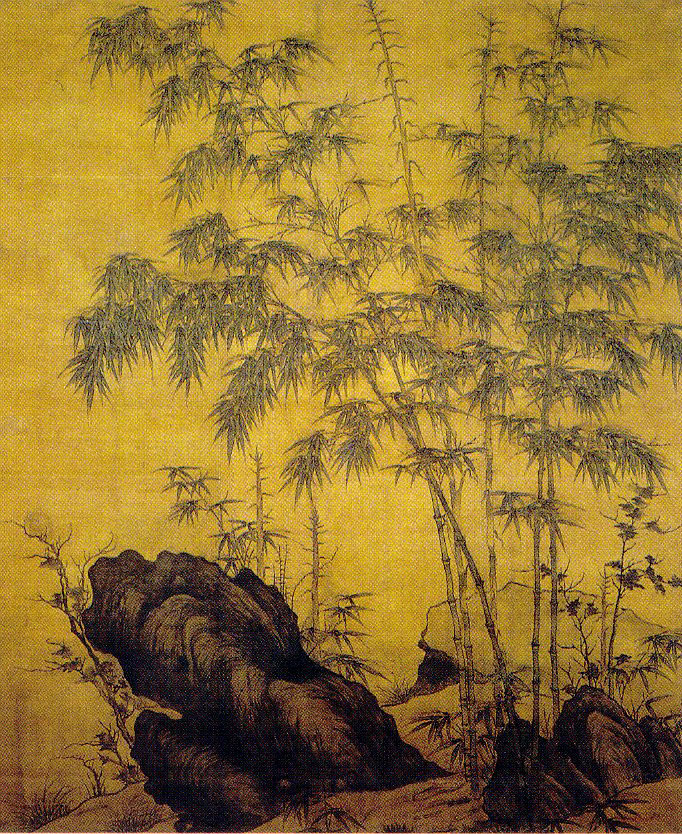
Bambus i skała, Li Kan (1244–1320)
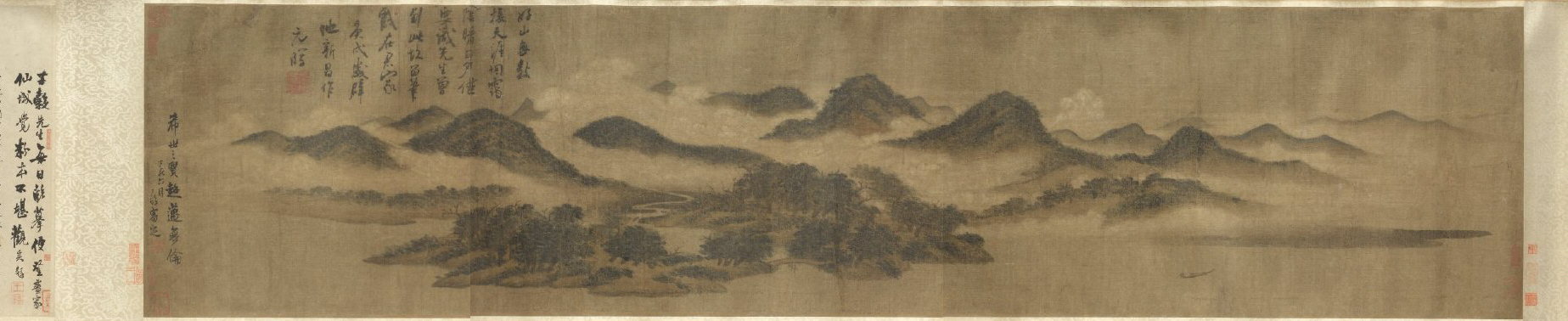
Zachmurzone góry, Mi Youren (syn Mi Feia), 1130.
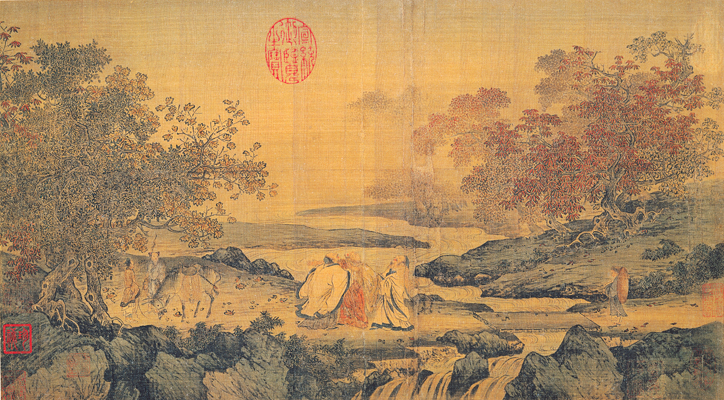
Jedność konfucjanizmu, taoizmu i buddyzmu, obraz w stylu Litang, XII w.
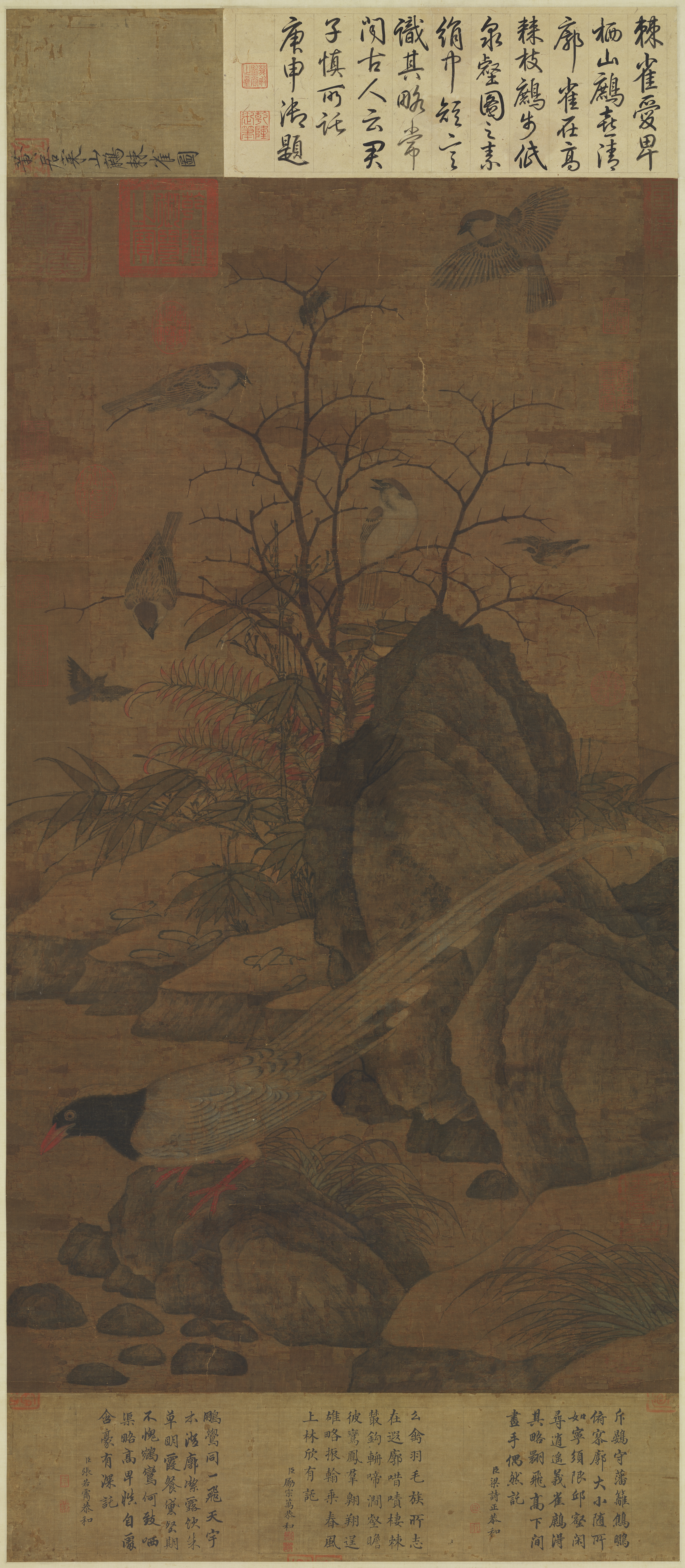
Górska sroka i wróble na jeżynie, Huang Zhucai (933–po 993).
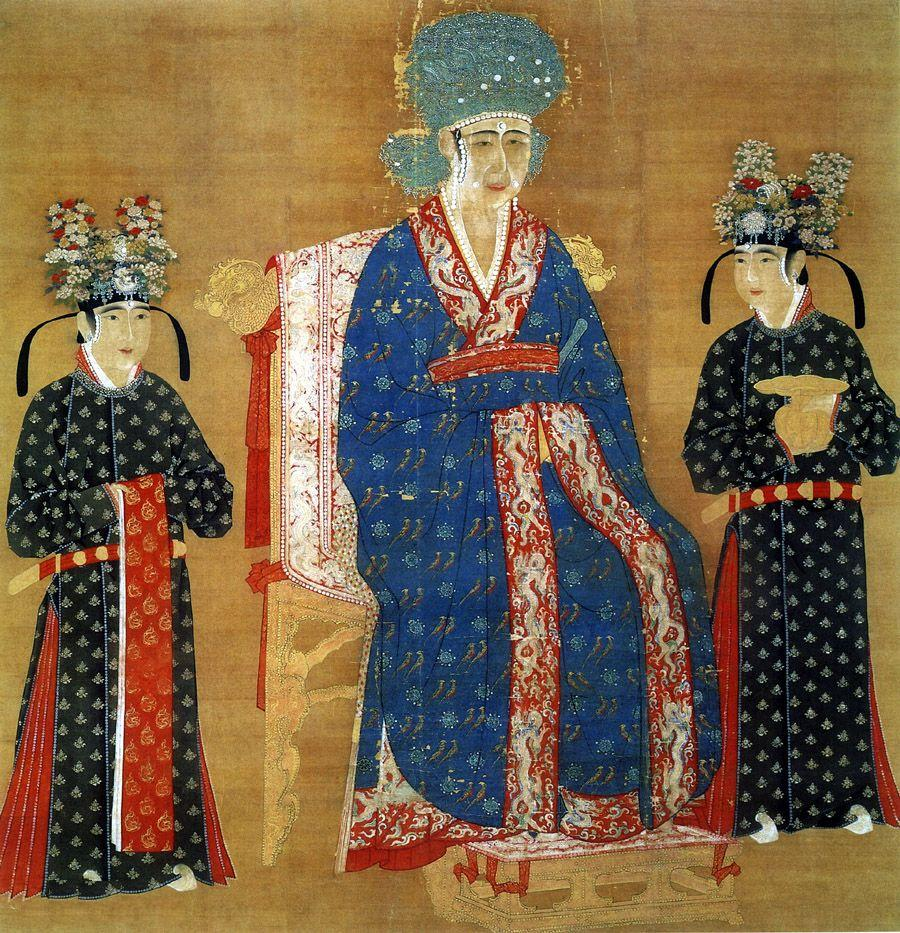
Oficjalny portret cesarzowej Cao, żony cesarza Renzonga
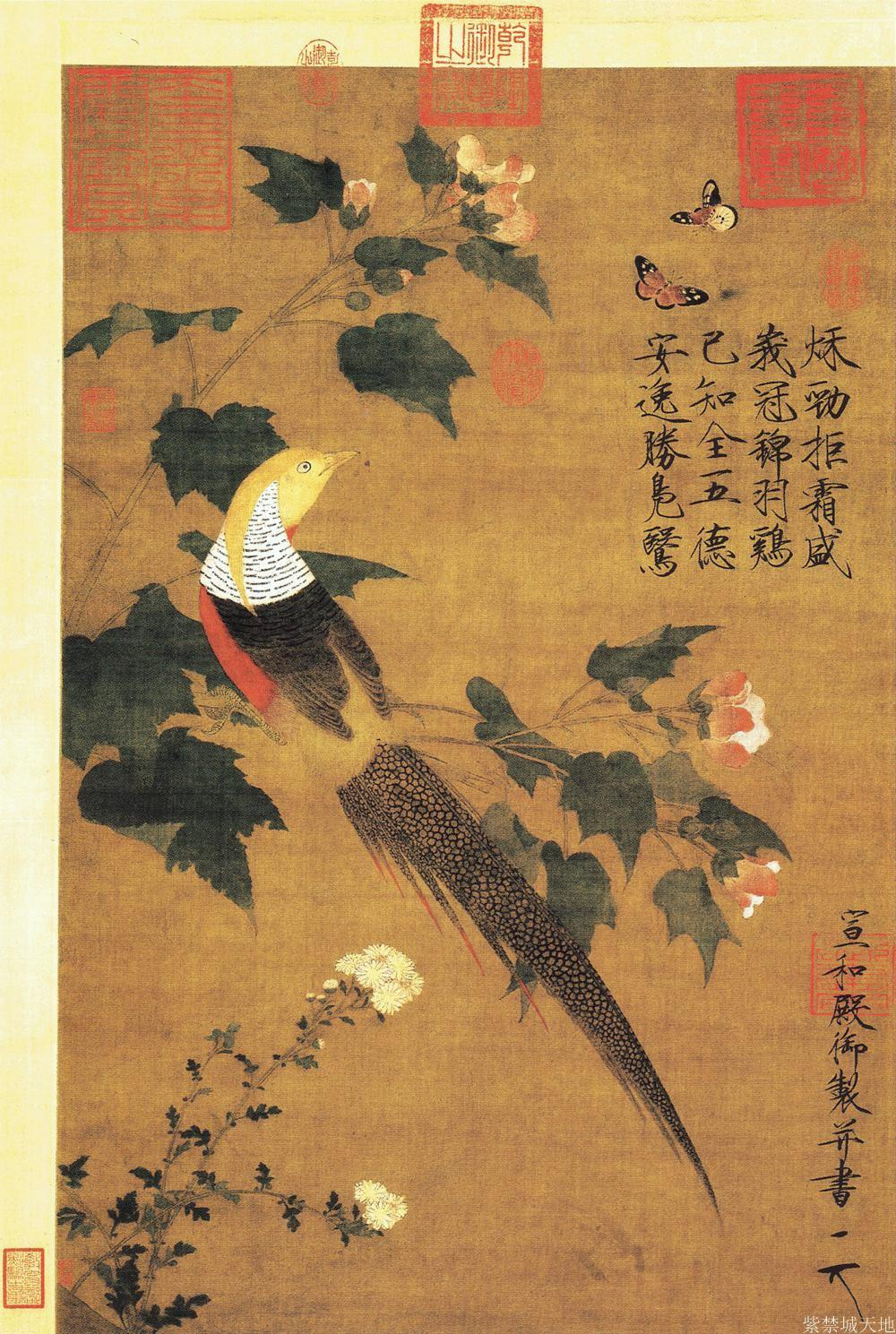
Złoty bażant, cesarz Huizong (1100–1126).
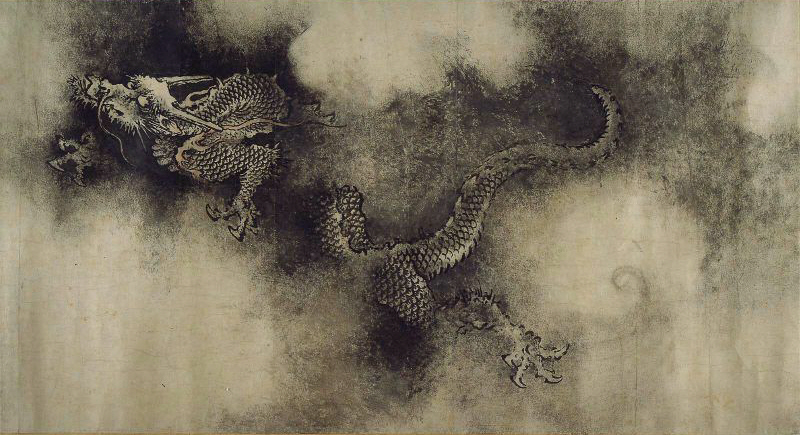
Jeden z Dziewięciu Smoków autorstwa Chen Ronga, 1244.
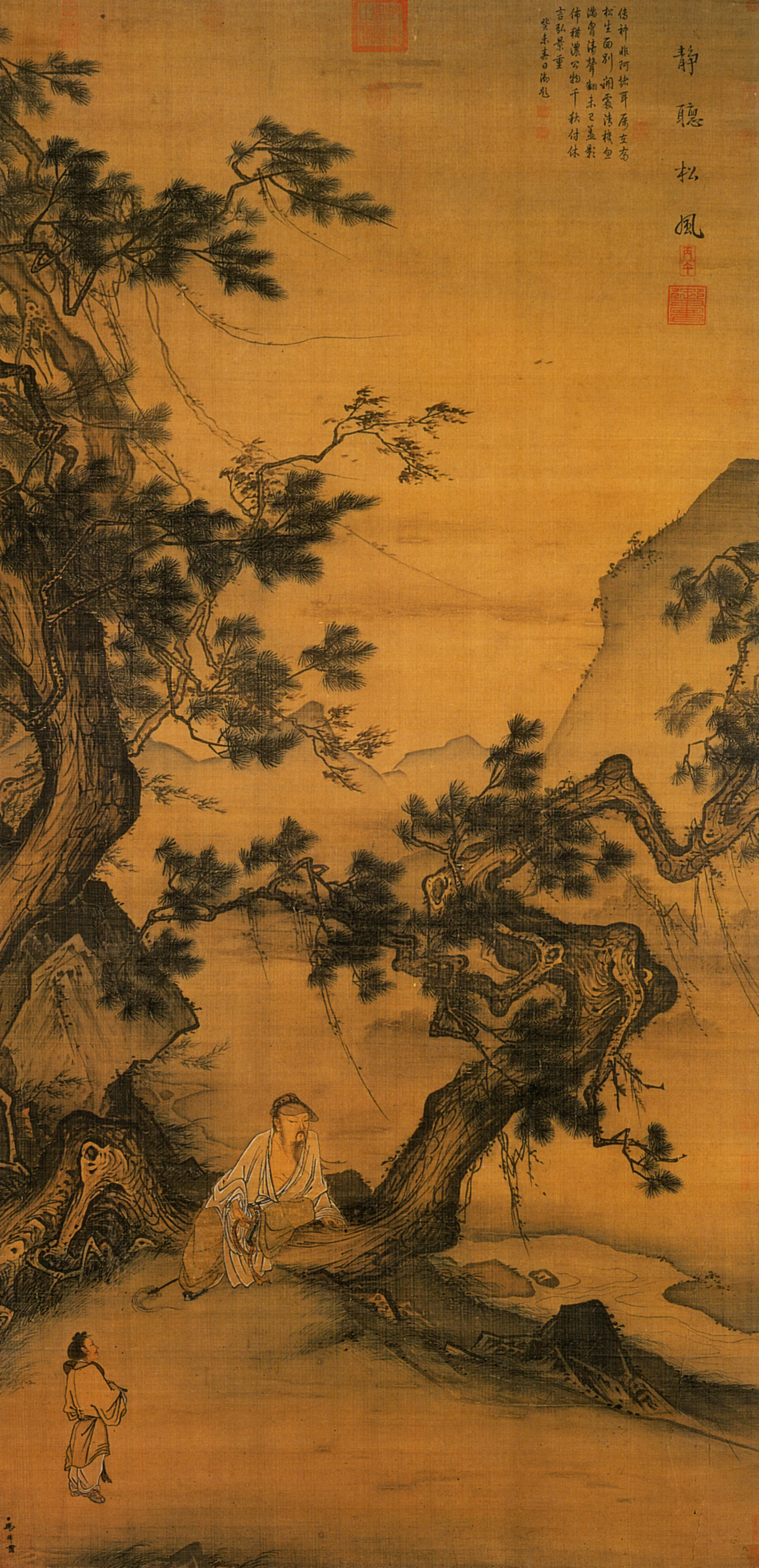
Słuchając wiatru, Ma Lin, 1246.
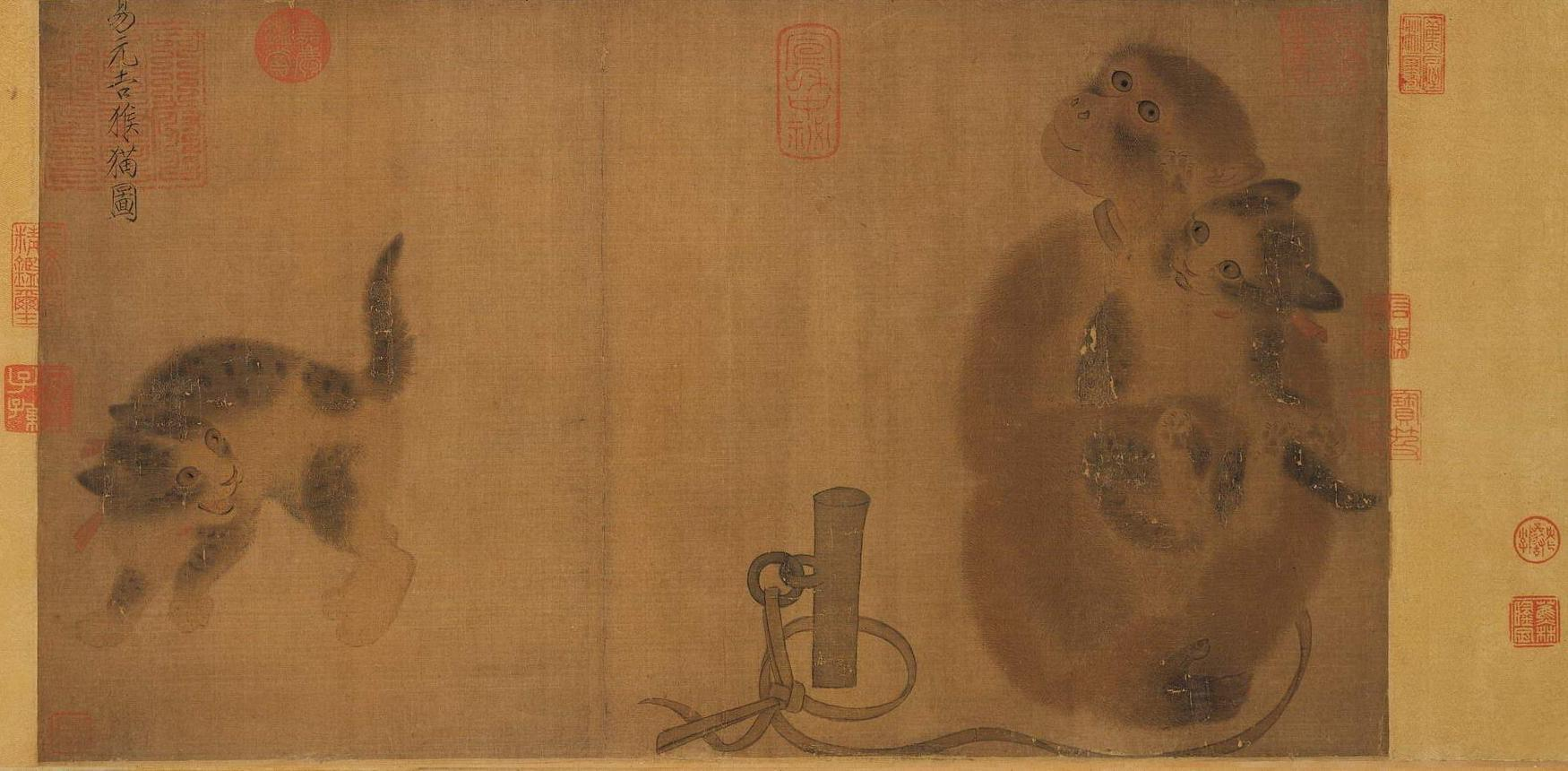
Małpa i koty (fragment), Yi Yuanji, XI w.
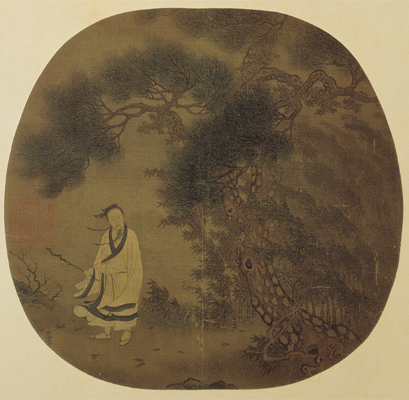
Z kijem podróżnym, pod drzewem sosny, Xu Daoning, XI w.
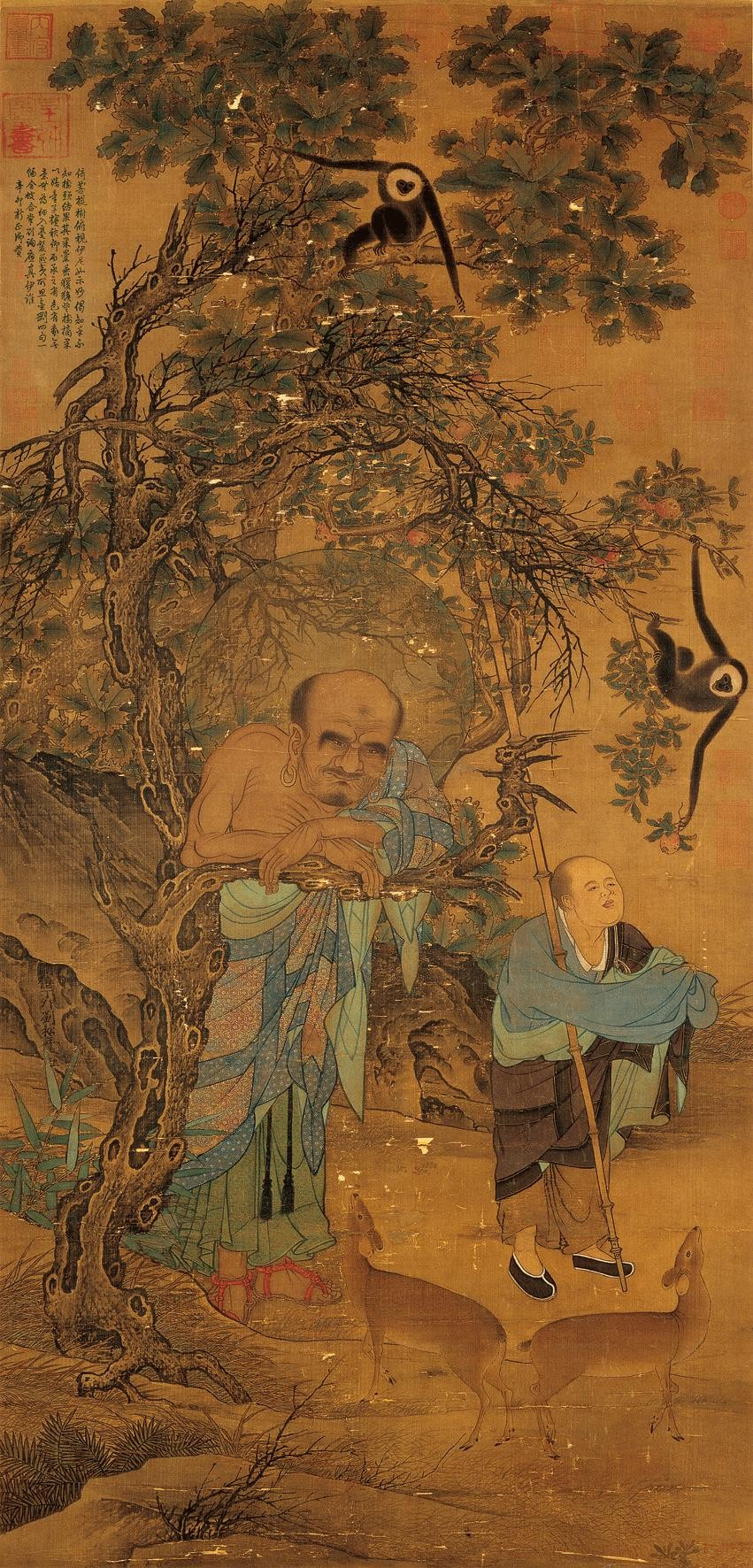
Arahant, Liu Songnian, 1207
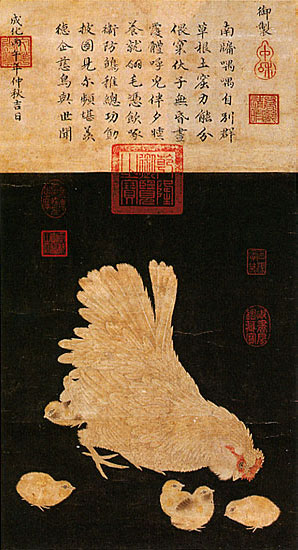
Kwoka i kurczaki, autor anonimowy

### Ceramika

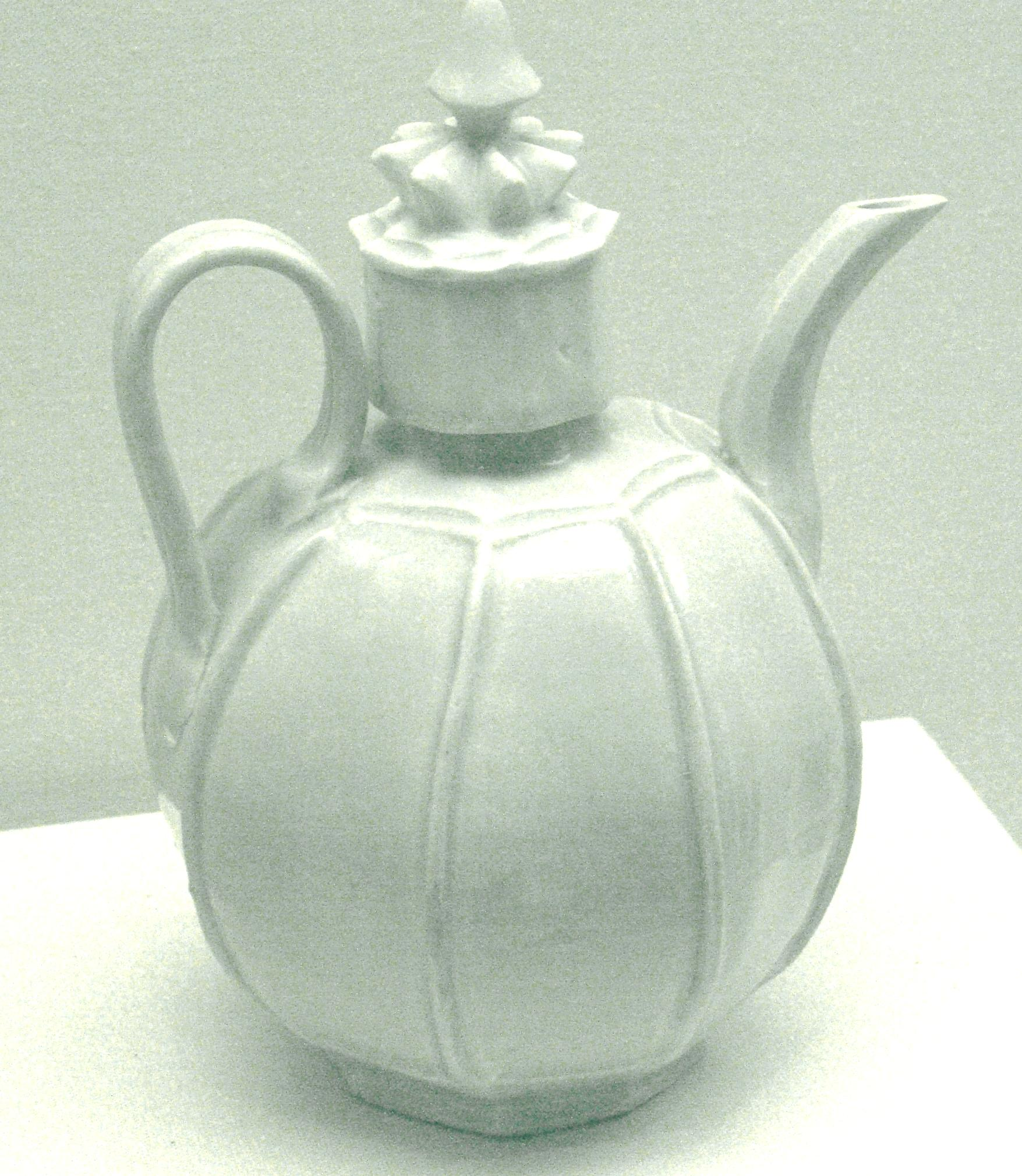
Czajniczek, ceramika qingbai, Jingdezhen, dyn. Song
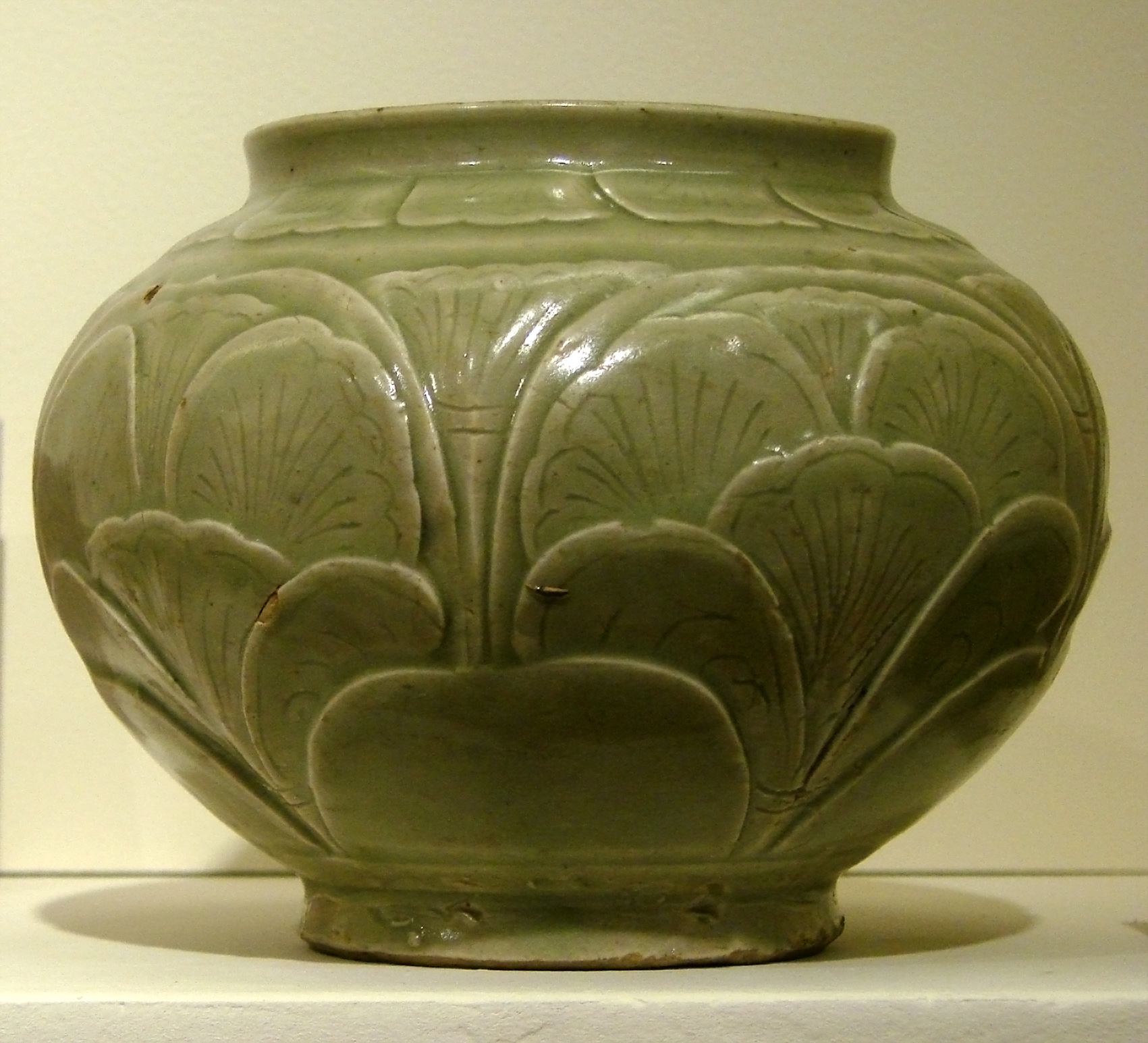
Żłobiony i rytowany kamionkowo-celadonowy dzban z Yaozhou w Shaanxi, X-XI w.
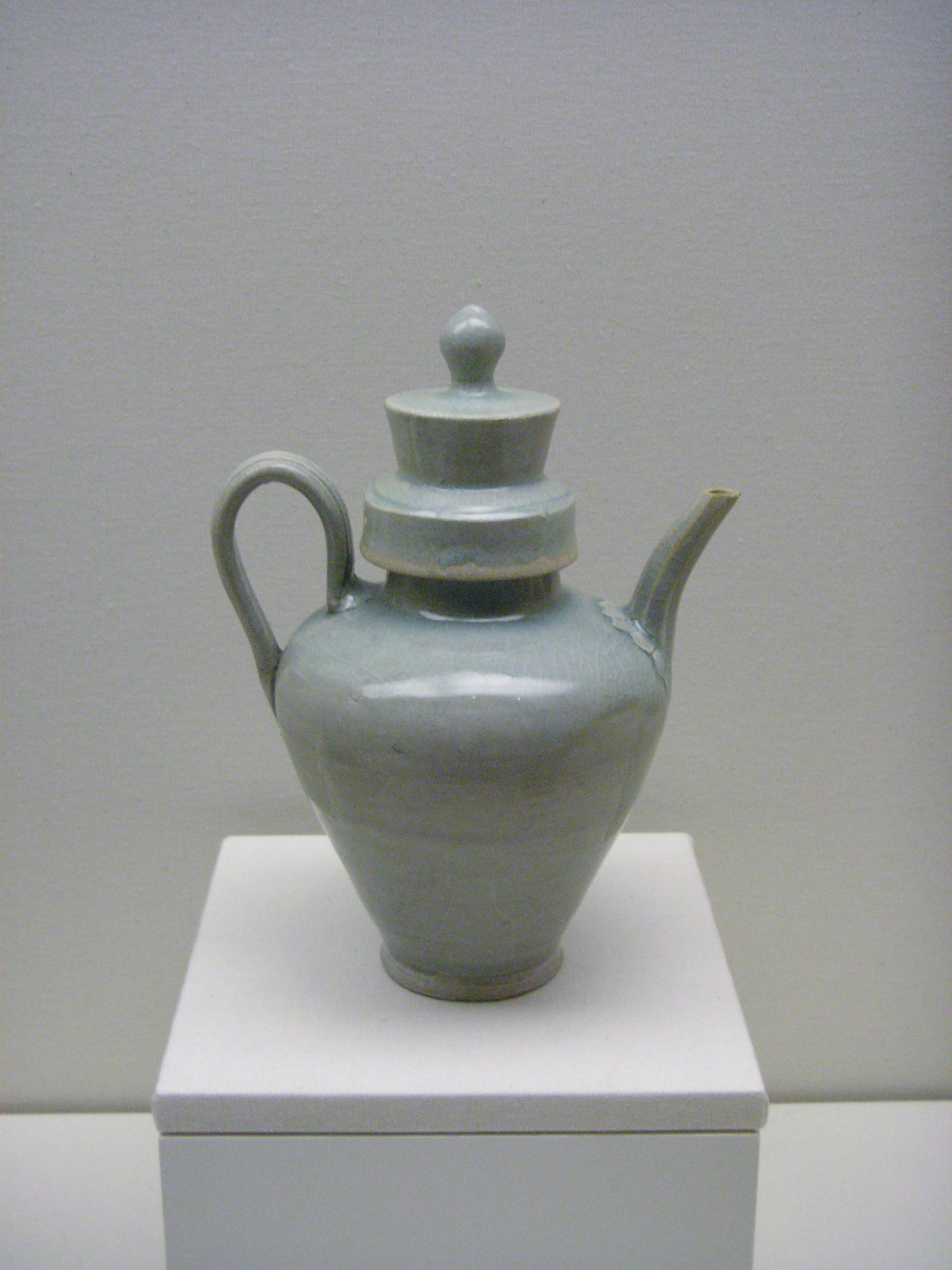
Ceramika z zieloną polewą, Płn. dyn. Song, X-XI w.
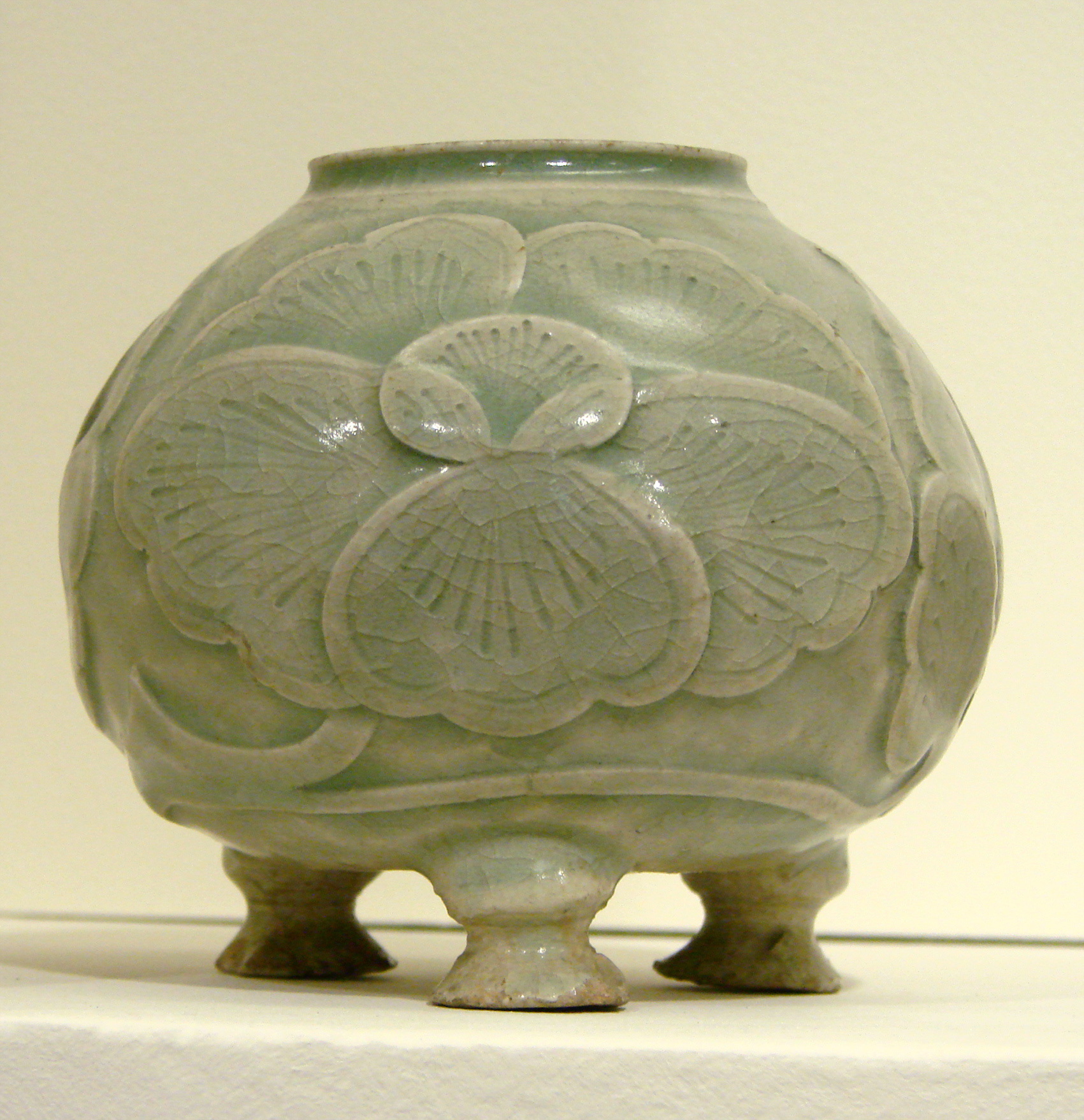
Mały trójnóg z celadonu z Yaozhou w Shaanxi, datowany na koniec X w.
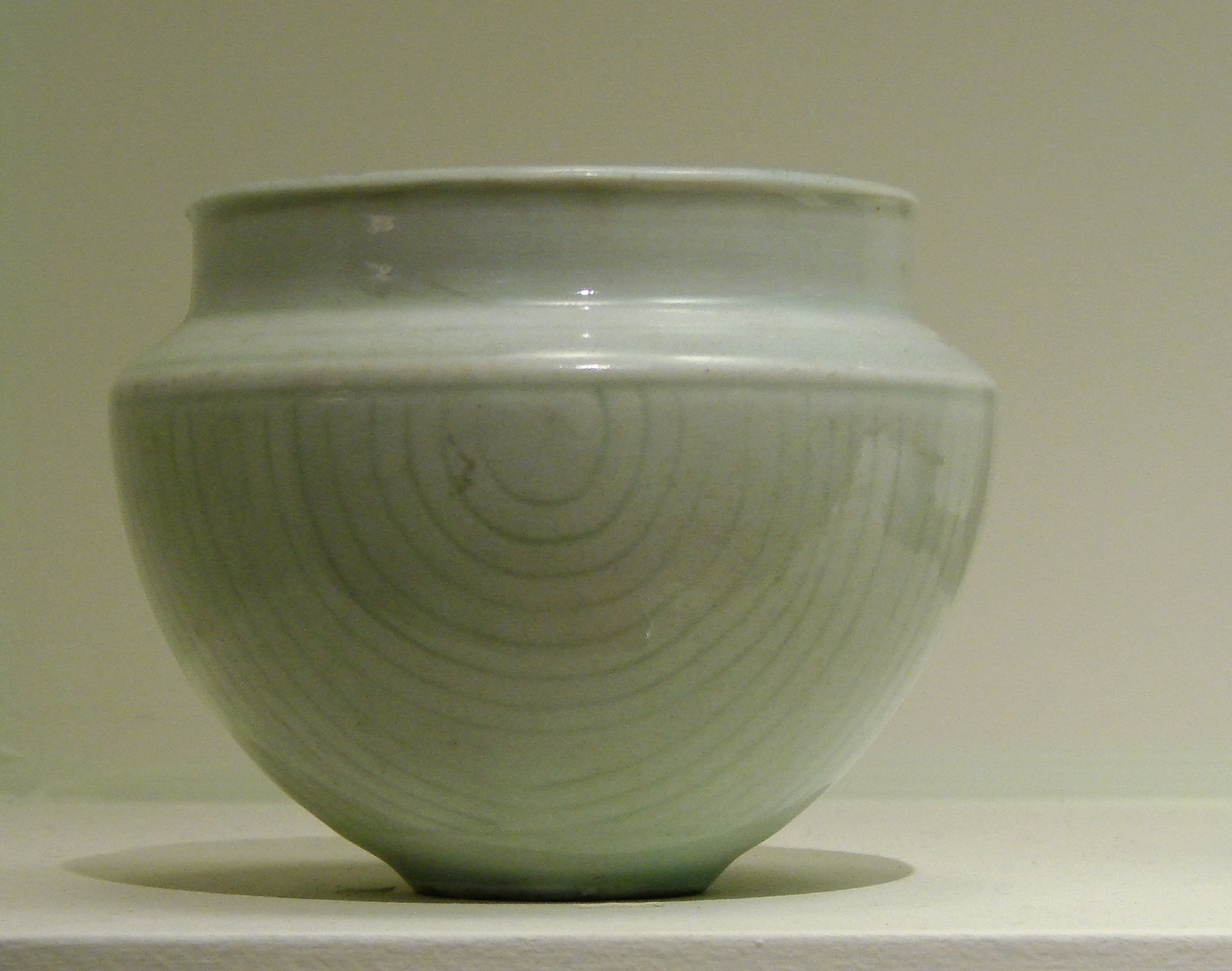
Mały dzbanek, porcelana qinbai z Jingdezhen w Jiangxi, XI-XII w.
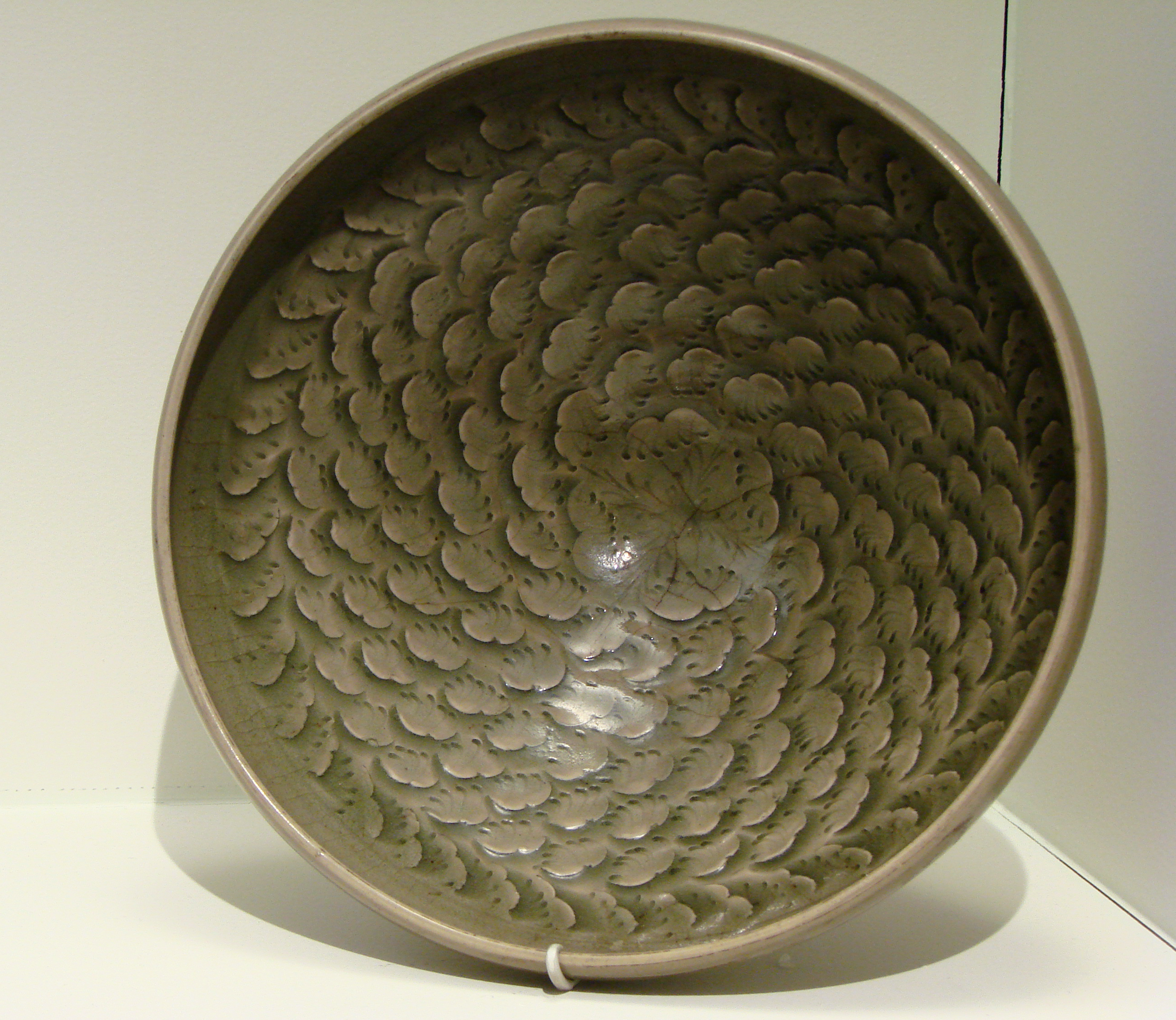
Naczynie z szarej kamionki z celadonową polewą, zdobione w płatki piwonii, z Yaozhou w Shaanxi, XI-XII w.
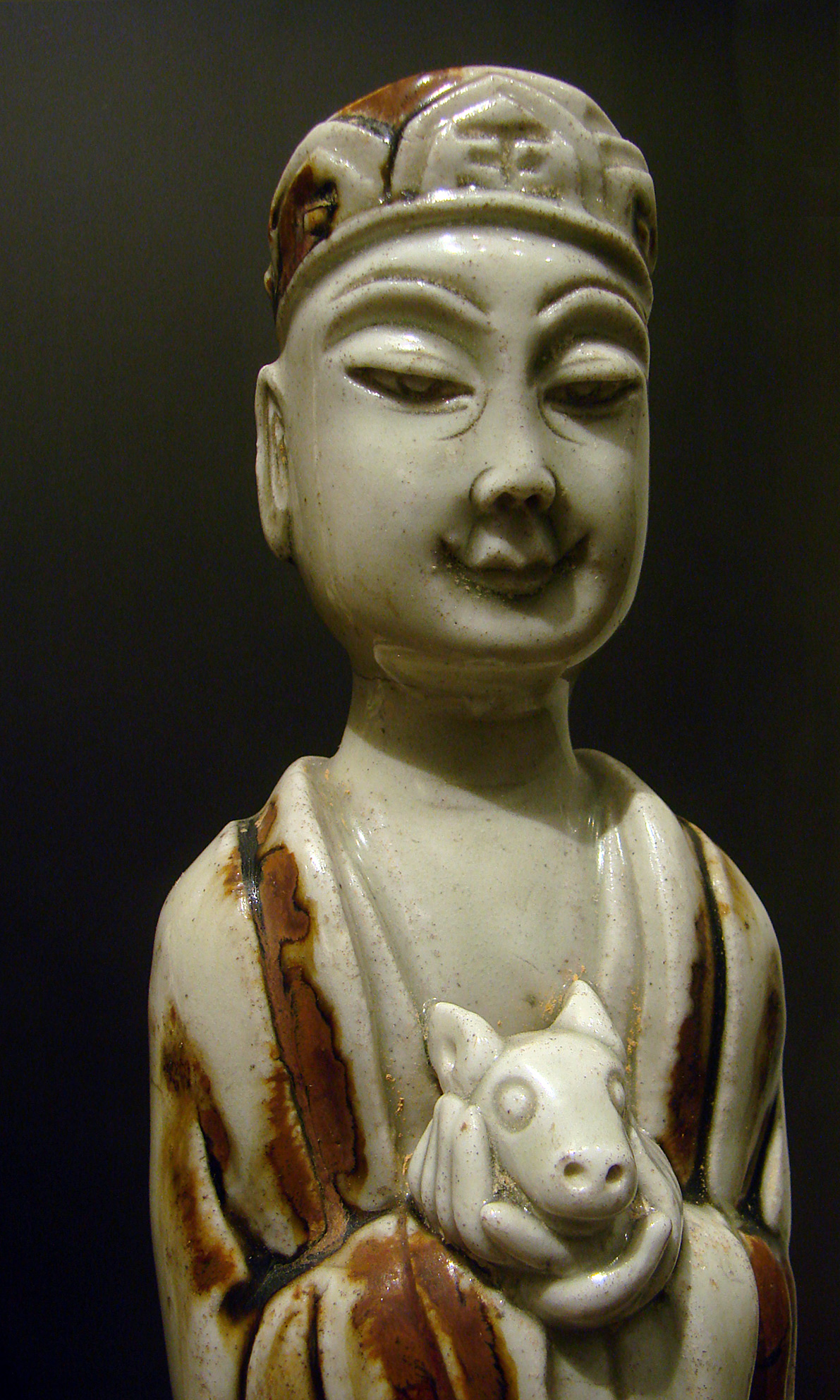
Pogrzebowa figurka porcelanowa przedstawiająca personifikację chińskiego zodiaku, z Jingdezhen w Jiangxi, XII w.
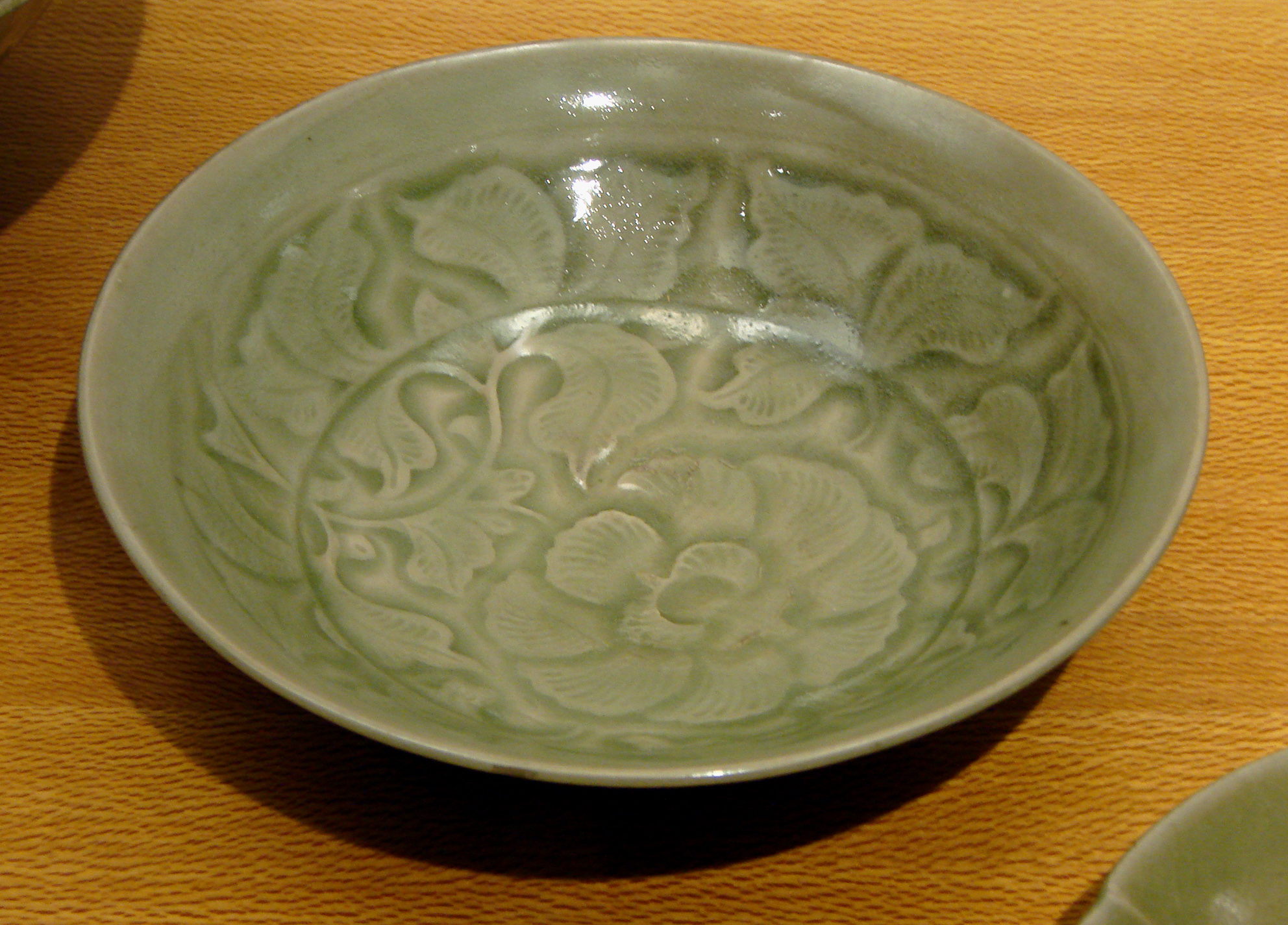
Celadonowy talerz z Yaozhou w Shaanxi, X-XI w.
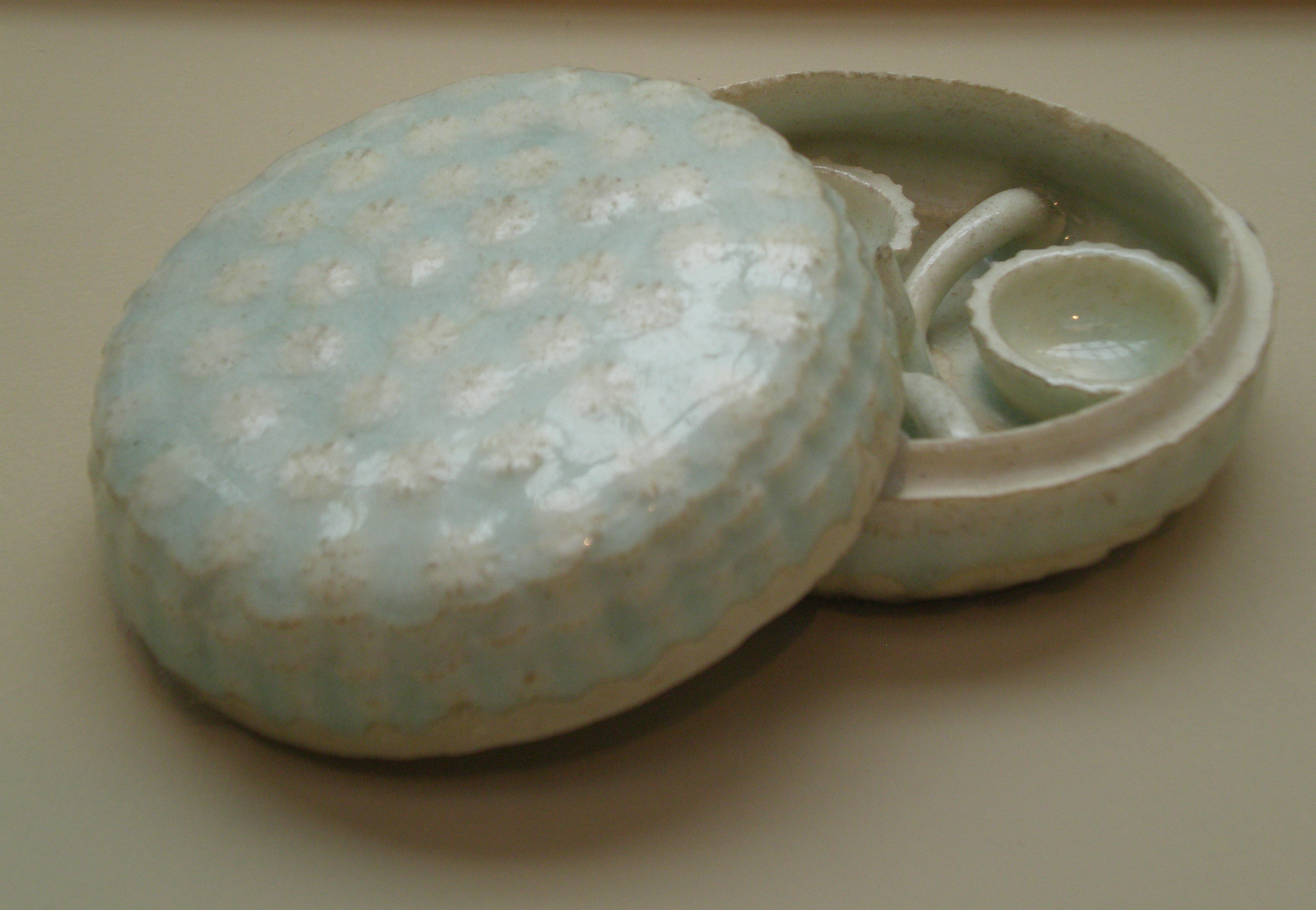
Ceramiczne pudełko zdobione wzorem kwiatowym
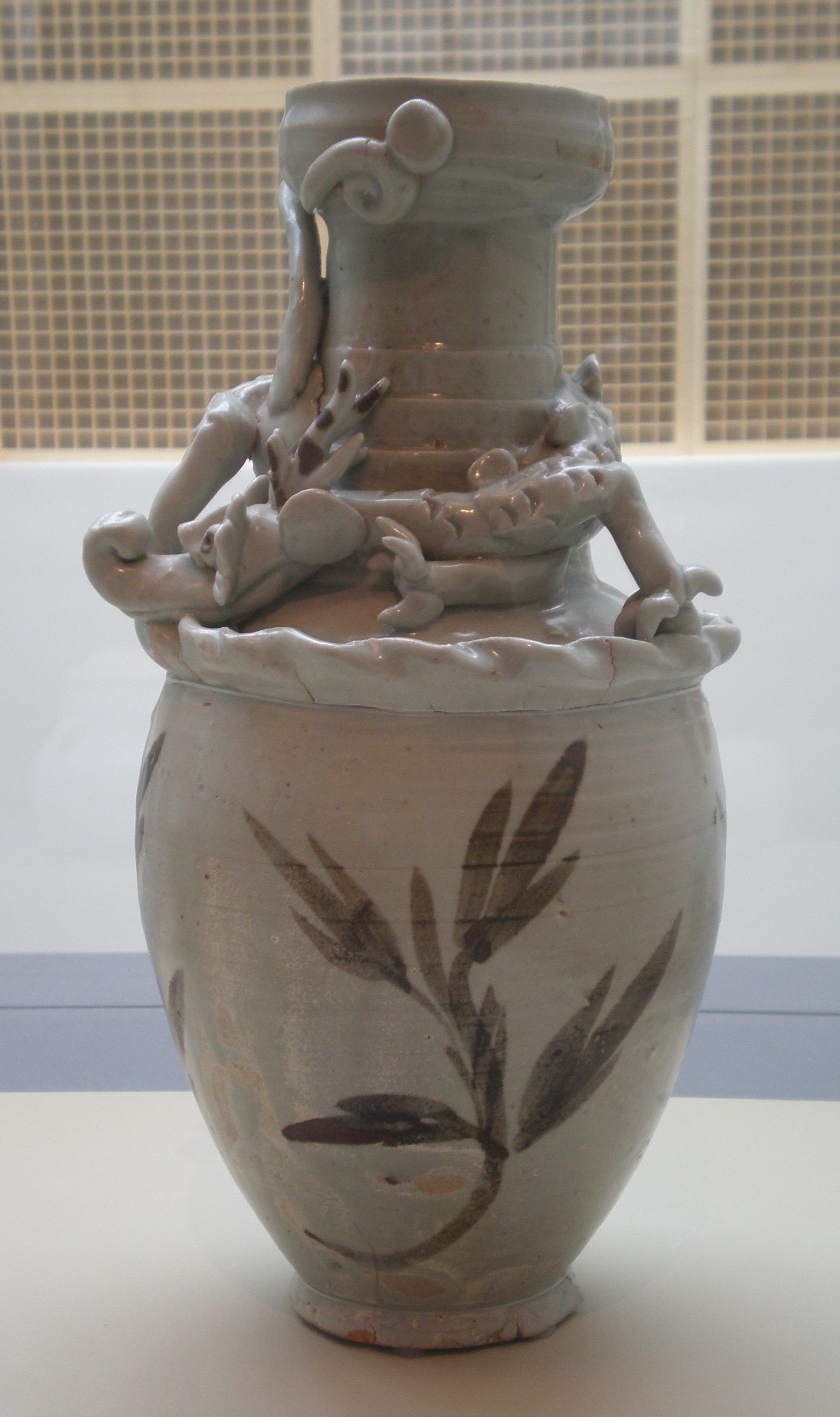
Południowosongowski wazon dekorowany smokami i malowanymi kwiatami
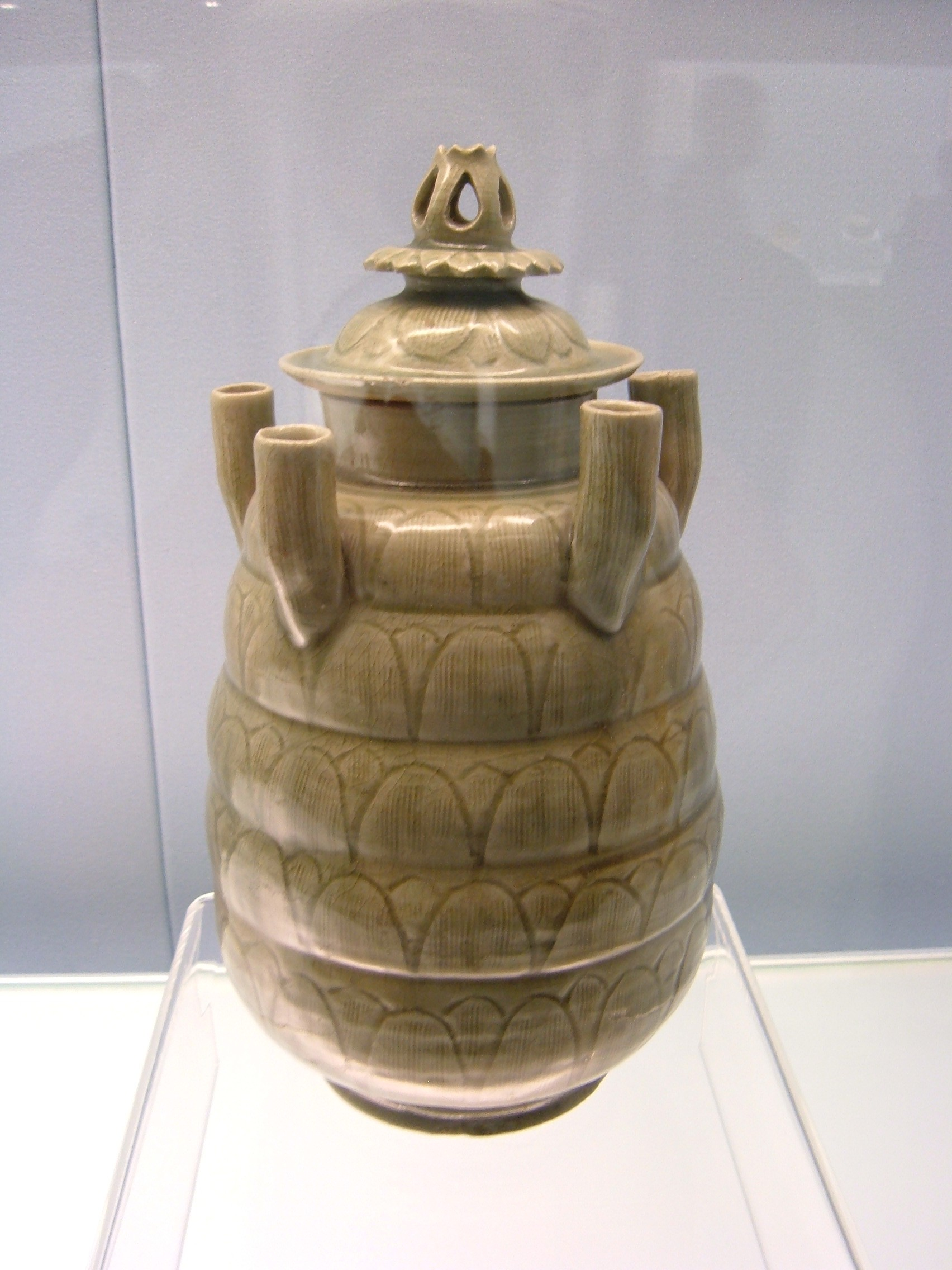
Songowski dzban z pięcioma dzióbkami, zdobiony motywem płatków lotosu, celadon z Longquan
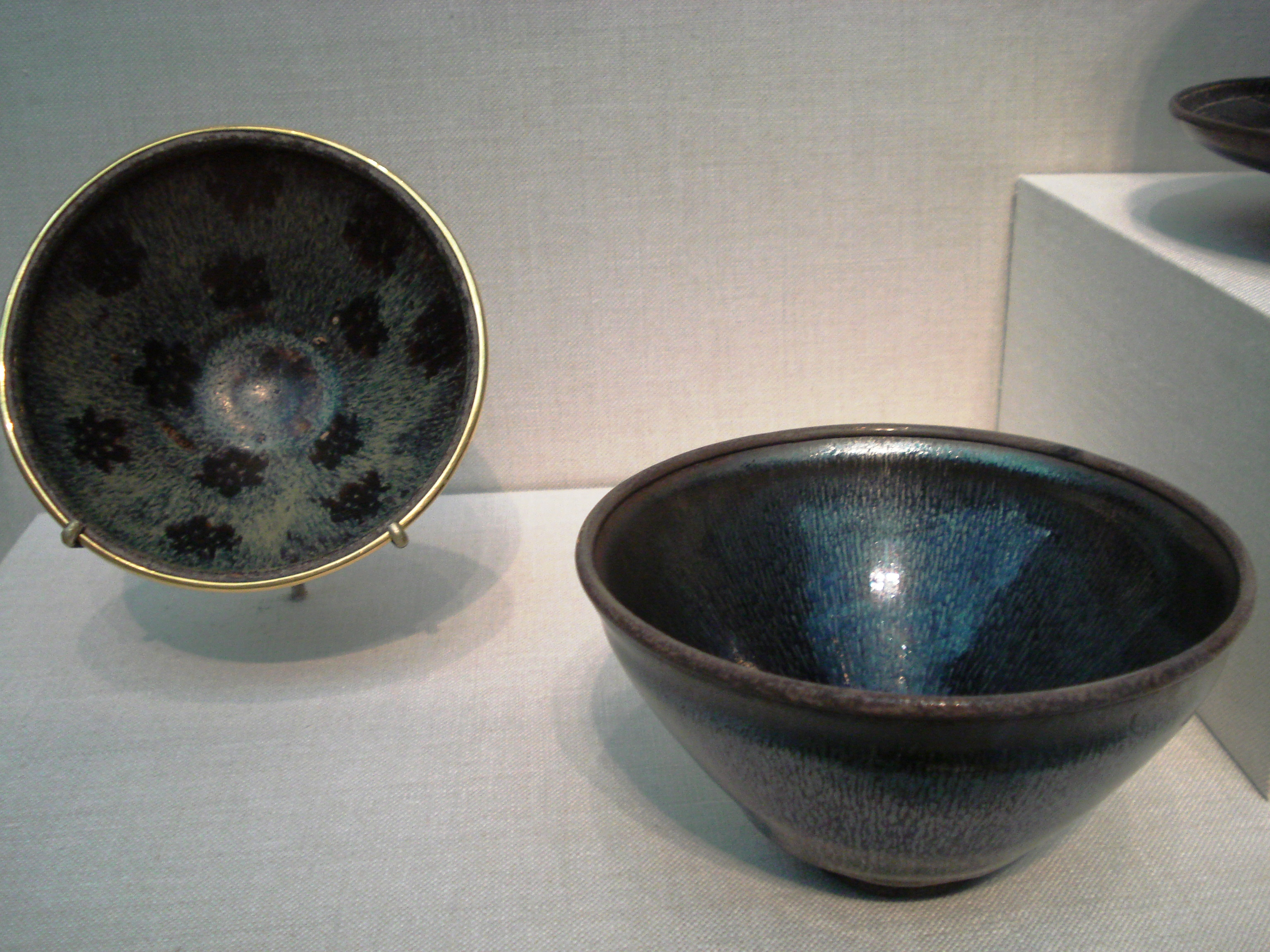
Para kamionkowych miseczek do herbaty, okres Song

## Poezja i literatura

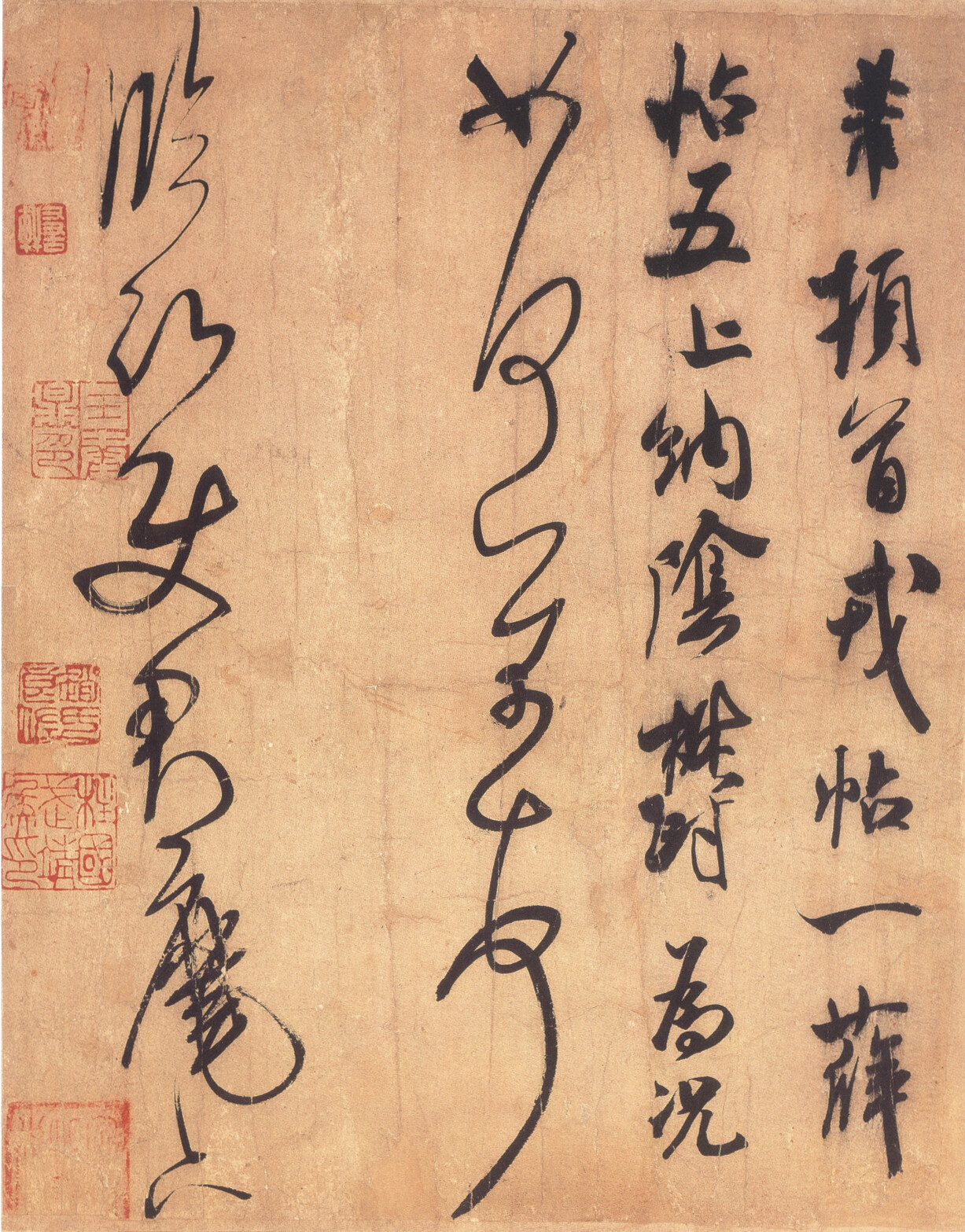
Kaligrafia chińska w różnych stylach autorstwa songowskiego poety Mi Feia (1051–1107)

Literatura chińska epoki Song obejmowała bardzo wiele różnorodnych gatunków, a na jej bogactwo pozytywnie wpływała różnorodność społeczna i złożone procesy zachodzące w społeczeństwie tego okresu. Choć za zenit chińskiej poezji uważa się poprzednią dynastię Tang, gdy tworzyli tacy poeci jak Du Fu, Li Bai, Bai Juyi, Wang Wei i inni, za Songów także nie brakuje wybitnych twórców. Wśród nich należy wymienić pioniera nowego stylu subiektywnego Mei Yaochena (1002–1060), którego utwory zawierają też ostrą krytykę społeczną; kontrowersyjnego polityka, ale bezdyskusyjnie wielkiego artystę Su Shi (1037–1101); błyskotliwego ekscentryka Mi Feia (1051–1107); najsławniejszą chińską poetkę Li Qingzhao (1084–1151) i wielu innych. Był to też okres największej popularności gatunku ci, który choć wywodził się z czasów dynastii Liang (502–557), za Songów był wysoko ceniony, pozostając w repertuarze większości poetów okresu. Wśród wielu wybitnych poetów ci na szczególną uwagę zasługują kanclerz dworu cesarskiego Fan Zhongyan (989–1052), gorący zwolennik neokonfucjanizmu Ouyang Xiu (1007–1072), wielki kaligraf Huang Tingjian (1045–1105) i generał Xin Qiji (1140–1207).
Drugi cesarz z dynastii Song, Taizong, utworzył Chongwenyuan – Akademię Czci Literatury, powołaną dekretem z marca 978 r. Składała się z trzech instytutów, Sanguan: z Instytutu Gloryfikacji Literatury – Zhaowenguan; Instytutu Historiografi – shiguan; oraze Akademii dla Szlachetnych Wykształconych – Jixianyuan. Akademia zgromadziła zbiór książek po cesarzu Mo (913-923) z późniejszej dynastii Liang. W 978 r., po dołączeniu zbiorów ze zjednoczonego cesarstwa, łączna liczba zwojów wynosiła 80 000. Zwoje te były dzielone przez Instytut Historiografii na cztery rodzaje: święte kanoniczne księgi, kroniki historyczne, pisma techniczne i literackie. Na terenie Sanguan oraz Cesarskiej Biblioteki – Bige – przechowywano książki, obrazy i kaligrafię, a zadaniem urzędników było tworzenie katalogów, takich jak Zhongwen zhongmu z 1041 r. W Instytucie Historiograficznym znajdowała się komisja odpowiedzialna za edytorską kontrolę encyklopedii Taiping yulan, którą z przedmową datowaną na 983 r. przedłożono cesarzowi Taizongowi. W 987 zaś Taizong założył Shiyuan – Dwór (na rzecz Kompilacji) Historii. Literaci do niego należący pisali dzieje panującej dynastii (guoshi).
Historiografia utrzymała swoją ważną pozycję w literaturze, podobnie jak to było w wiekach poprzednich i jak pozostanie w wiekach późniejszych. Eseista i historyk Ouyang Xiu, we współpracy z Song Qi, opracował w 1060 Xin Tang Shu, kronikę dynastii Tang. Kanclerz Sima Guang (1019–1086), polityczny oponent Wanga Anshi (1021–1086), przewodniczył zespołowi historyków, których wspólnym dziełem było stworzenie gigantycznego dzieła historycznego Zizhi Tongjian, powszechnej historii świata (tj. Chin i krajów sąsiadujących). Prace nad 294 tomami zawierającymi ponad 3 miliony znaków pisma chińskiego, zakończyły się w 1084. Zakres dzieła obejmował zarówno główne tematy przewodnie, jak i drobne niuanse historii Chin od roku 425 p.n.e. w okresie Królestw Walczących aż do X w. i upadku dynastii Tang. W 1189 Zhu Xi (1130–1200) dokonał dalszej redakcji i skumulował treść w 59 księgach, ale ostatecznie prace dokończyli jego uczniowie pod sam koniec jego życia, około 1200 roku

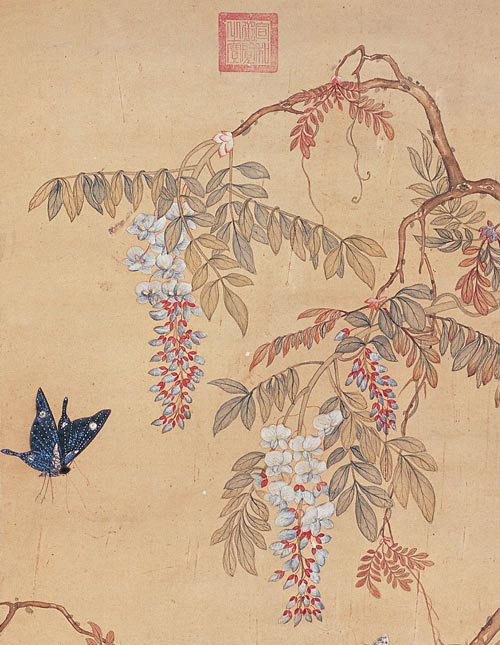
Motyl na kwiatach wisterii, Xu Xi (ok. 886 – ok. 975), namalowane ok. 970

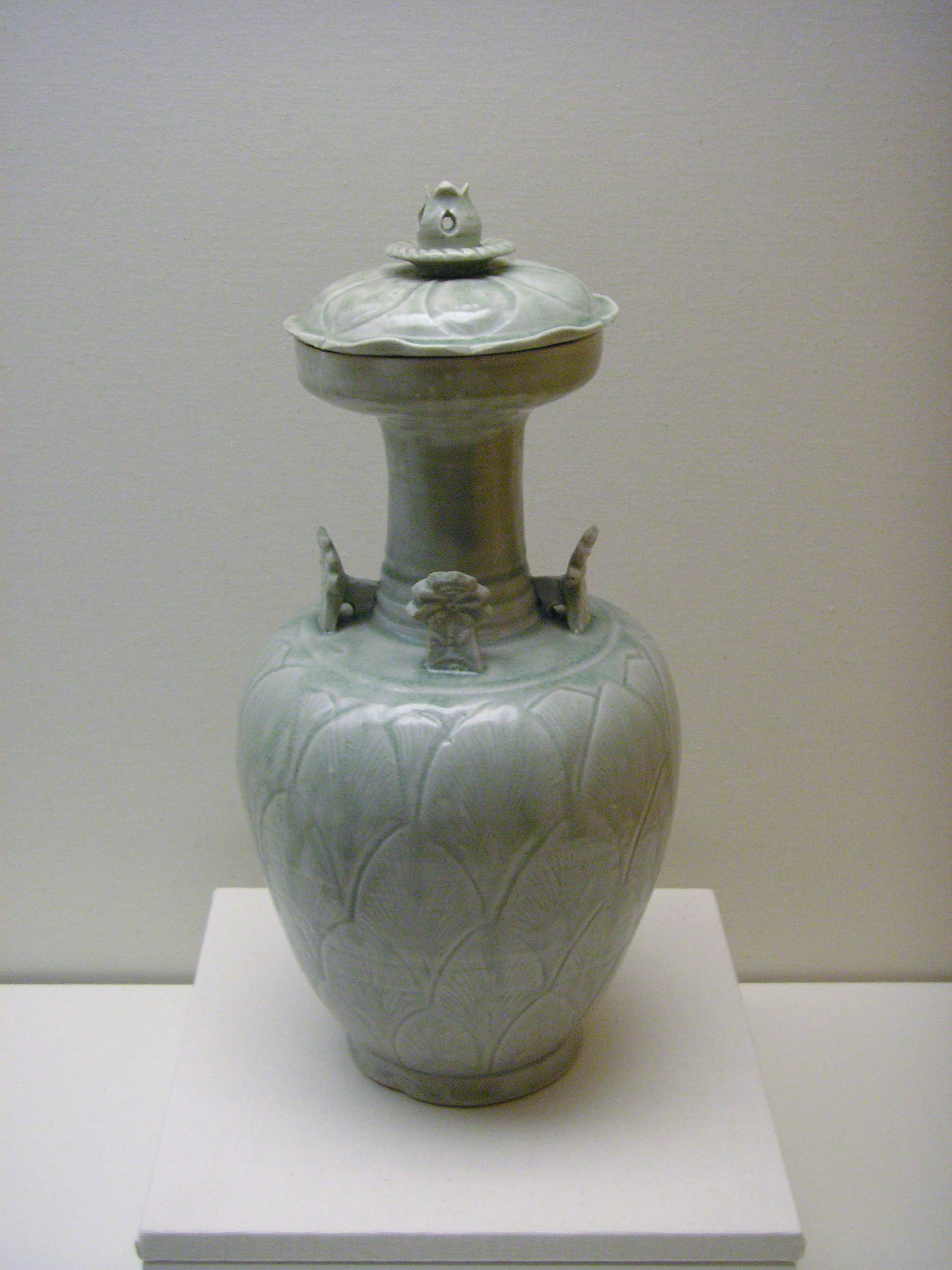
Urna pogrzebowa z przykrywką, kamionka w stylu celadonu z Longquan; ze Zhejiang, Płn. dyn. Song era, X lub XI w.

W okresie Song tworzono też wielkie encyklopedia, jak Songsi Dashu (Cztery wielkie księgi ery Song) zebrane pierwotnie przez Li Fanga w X., a ostatecznie zredagowane w wieku XI. Najobszerniejszą z nich jest wydana w 1013 Cefu Yuangui (Najważniejsze żółwie skorupy cesarskiego archiwum; tytuł nawiązuje do wykonywanych z pancerza żółwi kości wróżebnych epoki Shang), potężna encyklopedia z 9,4 miliona chińskich ideogramów w tysiącu tomów. Kompilowano także słowniki rymów, na przykład opublikowany w 1037 Jiyun. Mimo dominacji neokonfucjanizmu nad buddyzmem w okresie songowskim, literatura buddyjska wciąż odgrywała znaczącą rolę. Jednym z przykładów jest zbiór kōanów sekty chan, zatytułowany Biyun Lu (Zapiski z błękitnego klifu), rozbudowany przez mistrza Yuanwu Keqin (1063–1135). Popularnym gatunkiem były „zapiski z podróży” (youji wenxue), opisy doświadczeń i przygód z wypraw, zazwyczaj napisane prozą lub w stylu narracyjnym. Wśród autorów należy wspomnieć Fan Chengda (1126–1193). Innym wspaniałym zabytkiem tego typu literatury jest Opis góry Kamiennego Dzwonu autorstwa Su Shi (1037–1101).
Za czasów songowskich powstało też wiele dzieł literatury naukowej i technicznej; dwóch najbardziej znanych autorów to Shen Kuo (1031–1095) i współczesny mu Su Song (1020–1101). Shen Kuo opublikował w 1088 Mengxi Bitan (Notatki znad Strumienia Snów), wielkie dzieło o encyklopedycznym charakterze, w którym poruszył bardzo wiele tematów takich jak literatura, sztuka, strategia militarna, matematyka, astronomia, meteorologia, geologia, geografia, metalurgia, inżynieria, hydraulika, architektura, zoologia, botanika, agronomia, medycyna, antropologia, archeologia i inne. Su Song, umysł niemniejszego kalibru, stworzył atlas nieba z pięciu map, napisał w 1070 traktat farmaceutyczny Ben Cao Tu Jing (Ilustrowana Farmakopea), w którym zajął się tematami związanymi z botaniką, zoologią, metalurgią i mineralogia, a w 1092 napisał swe sławne dzieło o horologii Xin Yi Xiang Fa Yao, które szczegółowo opisywało zbudowany przezeń zegar astronomiczny w Kaifengu. Choć się wyróżniają, Su Song i Shen Kuo byli tylko jednymi z wielu wybitnych pisarzami-naukowców epoki Song. Księga Can Shu (Traktat o jedwabnictwie), z 1090, autorstwa Qin Guana, ważne dzieło o produkcji tkanin, zawiera m.in. opis maszyny do tkania jedwabiu, która jest najstarszym znanym urządzeniem wymagającym do funkcjonowania pasa napędowego. Wśród traktatów o rolnictwie należy, wśród wielu dzieł z tego okresu, wspomnieć Jiu Huang Huo Min Shu (Ratunek ludowi; traktat o zapobieganiu [klęskom głodu] i [przynoszeniu] ratunku) zredagowany na początku XII w. przez Dong Weia, Cha Lu (Księgę herbaty) autorstwa Cai Xianga z 1060, Zhu Zi Cang Fa ([Uwagi] mistrza Zhu o zarządzaniu państwowymi [spichlerzami]), napisaną w 1182 przez Zhu Xi. Songowska geografia i kartografia miała wielu wybitnych przedstawicieli, jak Yue Shi (którego księga ukazała się w 983), Wang Zhu (w 1051), Li Dechu (w 1080), Chen Kunchen (w 1111), Ouyang Wen (w 1117) i Zhu Mu (w 1240). W opisach miejscowości, dotychczasowe proste biuletyny geograficzne (gazetery), znane w Chinach od I w. n.e., zwane „przewodnikami po mapach” (tujing), zostały w czasach songowskich zastąpione znacznie bardziej rozwiniętymi formami, zwanymi „traktatami o lokalizacji” (fangzhi). Te ostatnie, długie na 10-15 rozdziałów, drukowane i masowo kolportowane, powstawały z reguły jako wynik lokalnej inicjatywy, podczas gdy tujing, efekt sporadycznych zamówień rządowych, miały tylko cztery rozdziały. Szerokie rozpowszechnienie druku dało wielu zwykłym ludziom dostęp do materiałów, zastrzeżonych niegdyś wyłącznie dla ekspertów; były wśród nich dzieła o rolnictwie, położnictwie, farmacji i medycynie, ekonomii, historii, geografii, wróżbach i rytuałach taoistycznych.
W literaturze popularnej tego czasu pojawił się gatunek huaben, czyli opowiadania o tematyce obyczajowo-społecznej, recytowane przez ulicznych opowiadaczy, które były również zapisywane i wydawane. Innym rodzajem opowieści deklamowanych przez ulicznych wykonawców było pinghua – dłuższe opowieści o wydarzeniach historycznych.

## Sztuka teatralna i przedstawienia

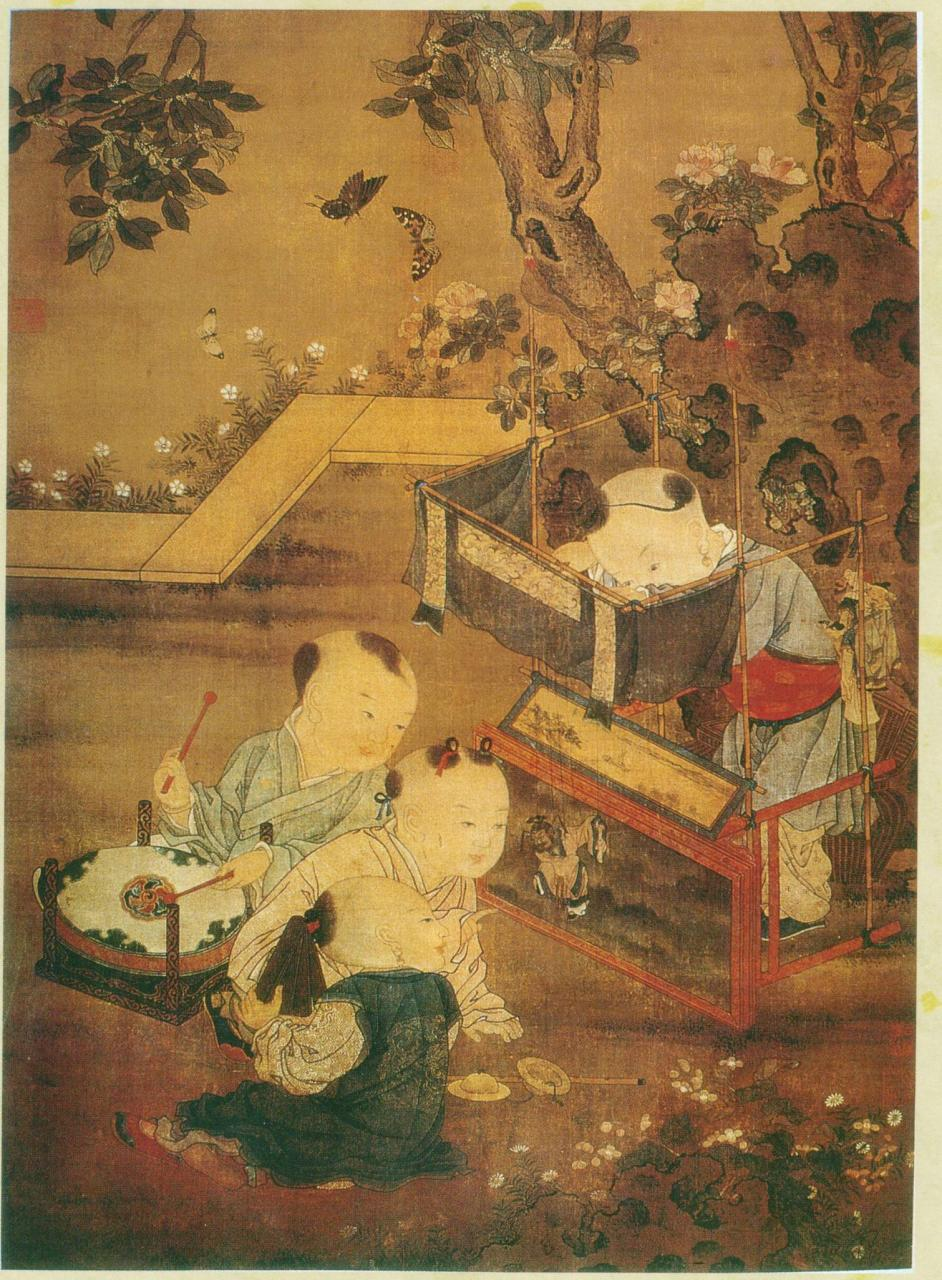
Teatr lalek dla dzieci (傀儡婴戏图轴), autorstwa Liu Songniana (刘松年 1174–1224)

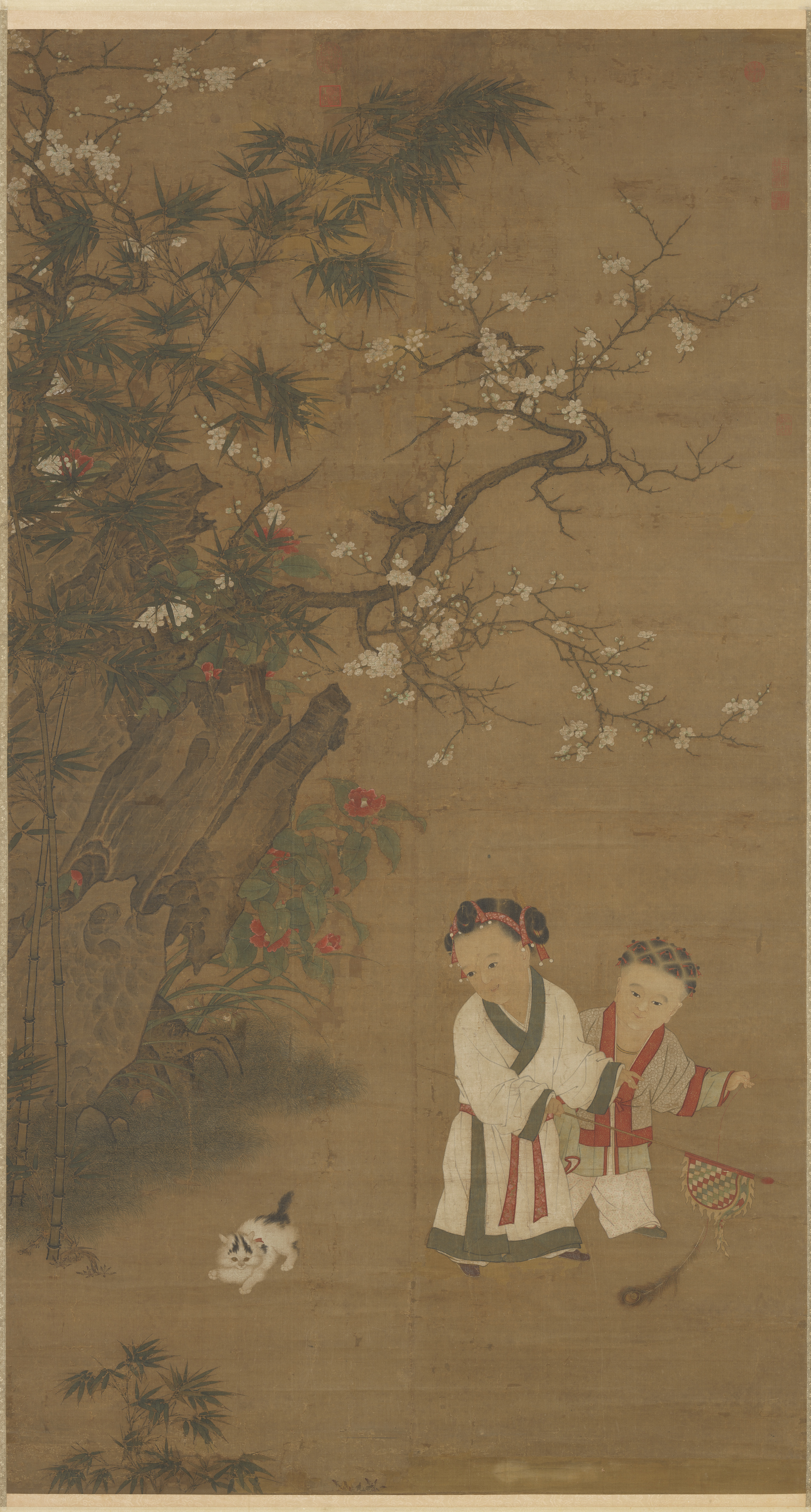
Obraz Su Hanchena z XII w.; dziewczynka powiewa chorągiewką z piór pawia, taką samą, jaką podczas przedstawień teatralnych była atrybutem głównodowodzącego generała

Chińskie przedstawienia teatralne mają historię sięgającą cesarskiej akademii muzycznej, znanej jako Gruszkowy Sad, a założonej z początkiem VIII w. w czasie dynastii Tang. Jednak historyk Stephen H. West twierdzi, że to właśnie północnosongowska stolica Kaifeng była pierwszym miejscem, w którym przedstawienia i teatr stały się „przemysłem rozrywkowym, konglomeratem teatru, hazardu, prostytucji i jedzenia.”. Wzrost poziomu konsumpcji wśród kupców i uczonych-urzędników, przyspieszył, jak twierdzi, „wzrost zarówno sektora usług rozrywkowych, jak i gastronomicznych”; bezpośredni ich związek wynikał z bliskiego sąsiedztwa w miastach. Cztery z pięćdziesięciu kilku teatrów w „dzielnicach rozrywki” Kaifengu, mogły pomieścić po kilka tysięcy widzów każdy. Tłumy, które zbierały się, by obejrzeć przedstawienia, napędzały rozwój pobliskich przybytków. Większość z widzów pochodziła z klasy kupieckiej, podczas gdy urzędnicy państwowi odwiedzali teatry i restauracje tylko w czasie świąt.
W Kaifengu, sztuki dramatyczne w stylu zaju wykorzystywały lirykę typu beiqu. Po przeniesieniu stolicy do Hangzhou, rozwinął się osobny styl dramatu, zwany xiwen lub nanxi (także nanqu). Te dwa gatunki regionalnego dramatu muzycznego, wykorzystywał różne, lokalne dialekty, sposoby recytacji i prowadzenia dialogu; miały też osobne zestawy typów ról (juese) i różne instrumentarium i muzykę. W dramacie kaifeńskim, każdą sztukę odgrywał przeważnie jeden aktor, z towarzyszeniem instrumentów smyczkowych i perkusyjnych. W Hangzhou, w każdym akcie na scenie występowało wielu aktorów, a najpopularniejsze były instrumenty dęte i smyczkowe.
Rangę aktorów teatralnych określały barwa i strój. Podobnie jak sprzedawcy, których stroje identyfikowały ich jako członków konkretnych gildii, standardowe stroje aktorów określały rolę w jakiej pojawiali się na scenie np. studenta, młodego mężczyzny, młodej kobiety, urzędnika, żołnierza itp. Szkoły aktorskie zapewniały wykształcenie kandydatom do zawodu. Na scenie aktorzy zawsze posługiwali się językiem klasycznym; język potoczny został wprowadzony do przedstawień teatralnych dopiero za dynastii Yuan. Choć uczyli się posługiwać wenyan, językiem wykształconych elit, aktorzy pochodzili z reguły z jednej z najniższych warstw społecznych: prostytutek. W biznesie teatralnym znajdowali pracę także muzycy, bo ich gra z reguły towarzyszyła przedstawieniom wystawianym na targach.
Popularne przedstawienia miały różne tematy, od satyr na skorumpowanych urzędników po skecze komediowe takie jak Wywołał pożar podając zupę, Awantura w winiarni, Piwonia pachnie najpiękniej, gdy wino jest kradzione lub Łapanie małpy w restauracji Jedyną sztuką typu xiwen zachowaną z czasów Południowej Dynastii Song jest Zhang Xie zhuang yuan (张協狀元), przerywana komediowymi interludiami; w jednym klaun kradnie widno i jedzenie z przyjęcia weselnego (akt 16), drugie to skecz o wynajmowaniu pokoju (akt 24).
Nie tylko aktorzy zajmowali się dostarczaniem rozrywki; nawet sprzedawcom i ulicznym domokrążcom, śpiewającym sprośne piosenki i tłukącym w cokolwiek mogli znaleźć (zamiast w prawdziwą perkusję), zdarzało się przyciągnąć zainteresowanie tłumów. Praktyka ta była tak powszechna, że Stephen West opisuje miasto ery Song jako „wielką scenę, a jego mieszkańcy byli ciągłą widownią”. Wiele pieśni wystawianych na scenach zaczynało swój „muzyczny żywot” na ulicach, jako przyśpiewki handlarzy. W Nowy Rok odbywały się konkursy, w których uliczni sprzedawca rywalizowali na „reklamy” i przyśpiewki; zwycięzców zapraszano na występy do pałacu cesarskiego. Wulin jiushi z czasów Południowej Dynastii Song opisuje, że sprzedawcy ci, po występach przed konkubinami i nałożnicami pałacowymi, otrzymywali wielkie ilości złota i pereł za swe towary; niektórzy z nich „stawali się bogaczami w jeden wieczór”. By przyciągnąć klientów, prezentowano także pokazy teatralne; przykładowo, sprzedawcy smażonych kulek z ryżu kleistego wieszali małe, czerwone lampki na przenośnych ramach z bambusa i w rytm bębenka wirowali nimi, oszałamiając tłumy. Popularne były też przedstawienia lalkowe, wystawiane na ulicach i podwórcach.

## Święta

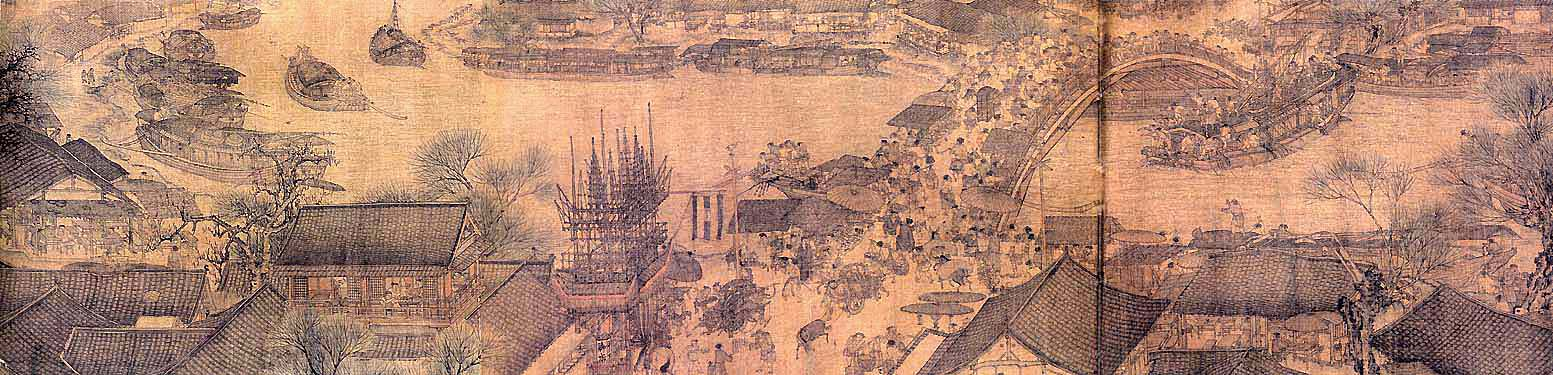
Niewielki fragment Qingming Shang He Tu (Widok wzdłuż rzeki podczas święta Qingming), wielkiego poziomego zwoju autorstwa Zhang Zeduana (1085–1145)

W typowym dla czasów songowskich środowisku miejskim, święta, zarówno publiczne, jak i prywatne były częstą okazją do obchodów. Dla ciężko pracujących chłopów, święta cyklu rocznego zapewniały chwilę wytchnienia i radości, a najubożsi mieli szansę, że ktoś pożyczy im trochę jedzenia i wina, by wszyscy mogli wziąć udział w obchodach. Ludność zbierała się w lokalnych świątyniach, oglądając świąteczne przedstawienia teatralne, zawody, żonglerów, klaunów i inne występy. Najważniejszym świętem były wielkie obchody chińskiego Nowego Roku, przypadające zazwyczaj na początek lutego w kalendarzu europejskim. Przygotowania do obchodów trwały na ogół ponad miesiąc; kaligrafowano życzenia na czerwonych wstęgach papieru, zwanych chunlian, naklejanych następnie wokół drzwi; malowano obrazy boskich strażników drzwi i drukowano podobizny pogromcy duchów Zhong Kuia; wreszcie – gotowano specjalne odświętne potrawy np. mus z czerwonej fasoli. 15 dnia 1. miesiąca księżycowego odbywało się bardzo popularne Święto Latarni. Według uczonego i urzędnika Zhou Mi (1232–1298), za panowania cesarza Xiaozonga (1163–1189) najznakomitsze święta latarni odbywały się w Suzhou i Fuzhou, a Hangzhou było sławne z wielkiej różnorodności lampionów, wszelkich kształtów i rozmiarów. Meng Yuanlao (akt. 1126–1147) wspominał w swoich pamiętnikach, jak wcześniejsza stolica Północnej dynastii Song, Kaifeng, była dekorowana dziesiątkami tysięcy kolorowych i jasno oświetlonych papierowych latarni, rozwieszonych na długich tyczkach wzdłuż głównej ulicy; tyczki ozdobione były kolorowym jedwabiem, a w powietrzu, niczym wróżki, unosiły się papierowe figury. Wśród innych uroczyście obchodzonych świąt należy wspomnieć Qingmingjie; to właśnie je miał namalować na wspomnianym obrazie Zhang Zeduan (choć niektórzy twierdzą, że obraz przedstawia raczej scenerię jesienną).

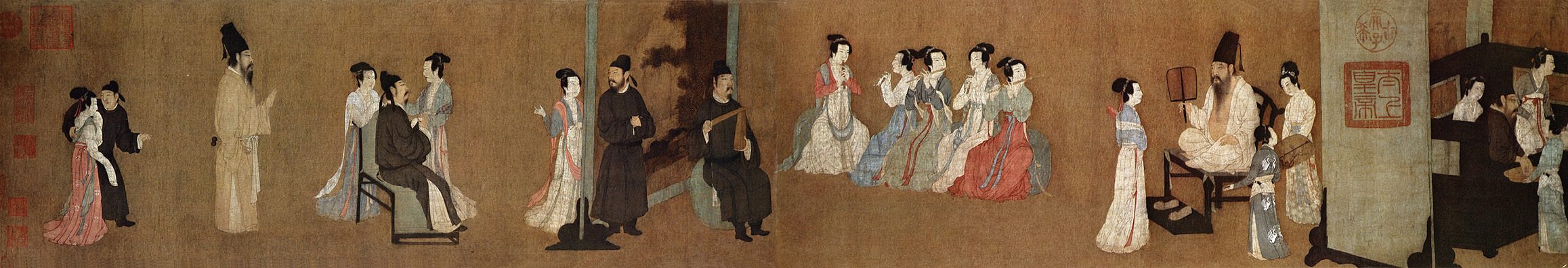
Fragment XII-wiecznej, songowskiej wersji obrazu Gu Hongzhonga Nocne przyjęcie u Han Xizaia; artystki w centrum obrazu grają na poprzecznych fletach bambusowych i na guan, a muzyk wybija rytm na kołatce zwanej paiban.

Od czasów wynalezienia w Chinach prochu, wspaniałe pokazy fajerwerków odbywały się czasem podczas świąt. W 1110, by zabawić dwór cesarza Huizonga urządzono pokazy wojenne; zanotowano podówczas, że pokazy fajerwerków towarzyszyły chińskim tancerzom w egzotycznych kostiumach, którzy wynurzali się z kłębów kolorowego dymu podczas swoich występów. Także zwykli ludzie nabywali proste fajerwerki od miejskich kupców i sprzedawców; sporządzano je z cienkich bambusowych rurek wypełnionych niewielką ilością prochu.
Choć po powstaniu An Lushana (755–763) podczas dynastii Tang, zaprzestano organizowania wystawnych świąt, odżyły one za czasów songowskich. Ogólnochińskie święta celebrowano na terenie całego państwa, gdy cesarz uznał, że winien wykazać się szczególną szczodrością i dbałością o lud, ze względu na szczególną okazję, jak wielkie zwycięstwo militarne, obfite plony po latach nieurodzaju, ogłoszenie cesarskiej amnestii, ustanowienie księcia-następcy tronu, ślub w rodzinie cesarskiej, ofiary dla bóstw itp.

## Stroje i ubiory

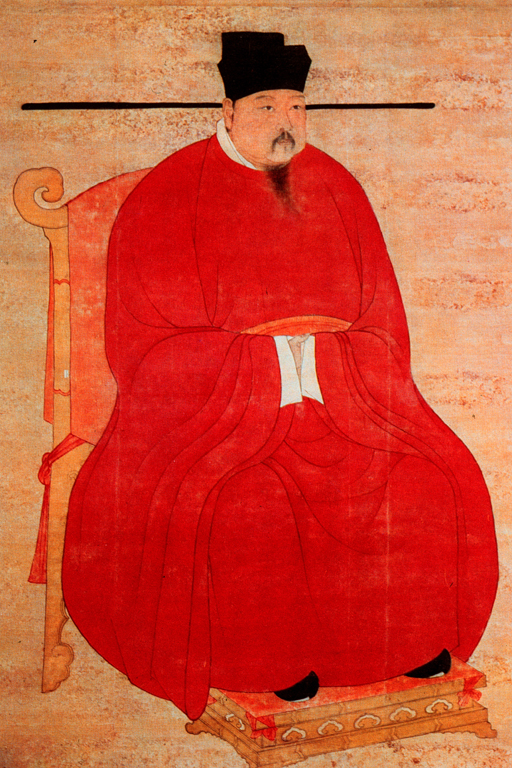
Portret cesarza Song Zhenzongaa, odzianego w długą szatę i oficjalne, cesarskie nakrycie głowy cesarza. Kapelusze tego typu, podobnie jak kapelusze urzędników i kupców wykonywano z czarnego jedwabiu

W okresie Song panowała znaczna różnorodność ubiorów, a mody zmieniały się często; niemniej dwa podstawowe czynniki miały wpływ na ubiór: pora roku i status społeczny. Węgiel, używany do ogrzewania domów, był drogi i często go brakowało, używano więc ciepłych ubrań z dodatkową, jedwabną podszewką i płaszczy lamowanych futrem. Ulubionym materiałem warstw zamożnych był jedwab, a na specjalne okazje przywdziewano szaty jedwabne szaty zdobione złotym brokatem. Ubodzy często używali konopnego płótna, ale bawełna była także często wykorzystywana, zwłaszcza na południu Chin. Niższe warstwy, miejskie i wiejskie, ubierały się podobnie, a typowymi kolorami były biały i czarny; podobna jednolitość stroju cechowała warstwy wyższe. Bogacze i członkowie elit społecznych przestrzegali przyjętych reguł dotyczących stroju, w szczególności w sytuacjach rytualnych. Wśród klas wyższych, każda warstwa odróżniała się od innych (niższych i wyższych) kolorem i specyficznymi zdobieniami szat, kształtem i rodzajem nakryć głowy, a nawet stylem pasa. Szczególnie w początkowym okresie dynastii, zasad tych przestrzegano bardzo uważnie. Z czasem jednak linie podziałów zaczęły się zacierać, a np. purpura, niegdyś zastrzeżona dla urzędników trzeciej i wyższych rang, rozpowszechniła się wśród wszystkich urzędników, którzy nosili szaty w tym kolorze bez względu na rangę. Do stopniowego zaniku zasad regulujących wygląd szat ceremonialnych, przyczyniły się nie tylko sprzeciwy młodszych rangą urzędników, lecz także postępowanie bogatszych kupców, przywdziewających stroje dawniej zastrzeżone dla elit urzędniczych. Mimo to, różnice między urzędnikami a bogatymi kupcami i przedsiębiorcami pozostawały widoczne: urzędnicy wyróżniali się długimi szatami, sięgającymi ziemi, podczas gdy kupcy z reguły nosili bluzy sięgające za pas oraz spodnie. Spodnie i nogawice pojawiły się w Chinach w okresie Królestw Walczących ok. IV w. p.n.e. i używali ich nie tylko kupcy; były one elementem munduru każdego żołnierza, a także nosił je gmin.
Większość mężczyzn goliła twarz całkowicie, ale bokobrody i „bródki hiszpańskie” były popularne wśród żołnierzy, oficerów i profesjonalnych zawodników chińskich sztuk walki, jako znak „męskości”.

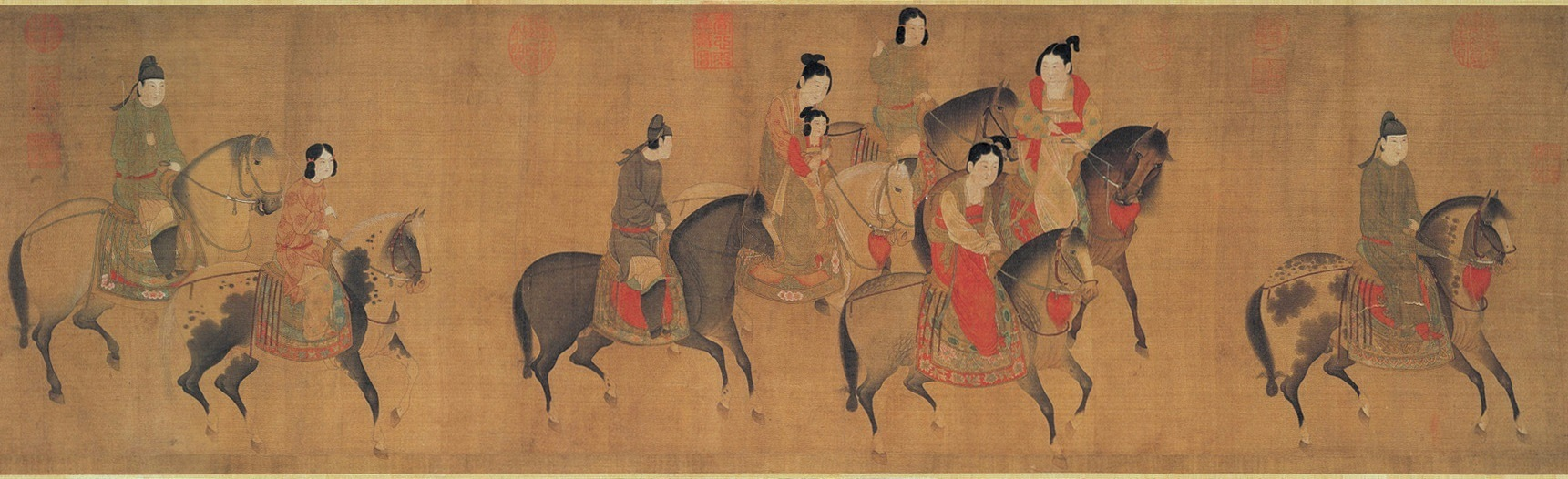
Obraz przedstawiający damy dworu i jednego mężczyznę, jadących konno, ubranych na wycieczkę w stroje typowe dla klasy wyższej. Dzieło z XII w. autorstwa Li Gonglina, a równocześnie przeróbka oryginału autorstwa Zhang Xuana z czasów dynastii Tang

Główną różnicą między strojem męskim i damskim było zapięcie: męski zapinał się na prawo, a damski na lewo. Kobiety za czasów dynastii Song nosiły długie suknie, kaftany sięgające kolan, a także spódnice i koszule z długimi i krótkimi rękawami. Na przechadzkę poza domem, damy z bogatych rodzin narzucały na ramiona purpurowe szale. Damy upinały fryzury szpilkami do włosów i grzebieniami, a księżniczki, konkubiny cesarskie, i żony urzędników i bogatych kupców ubierały srebrne i złote diademy w kształcie feniksów i kwiatów.
Chińczycy czasów songowskich nie wychodzili z domu boso i zawsze nosili jakieś nakrycie głowy. Sklepy w miastach specjalizowały się w konkretnych typach kapeluszy, np. w czapkach ze spiczastymi szczytami, a także w pasach i przepaskach. Tylko buddyjscy mnisi golili głowy i chodzili bez kapeluszy i żadnego innego nakrycia głowy. Wśród obuwia, można było wybierać między skórzanymi butami (zwanymi „naoliwionym obuwiem”), drewnianymi i konopnymi sandałami; można też było kupić droższe pantofle jedwabne.

## Kuchnia i potrawy

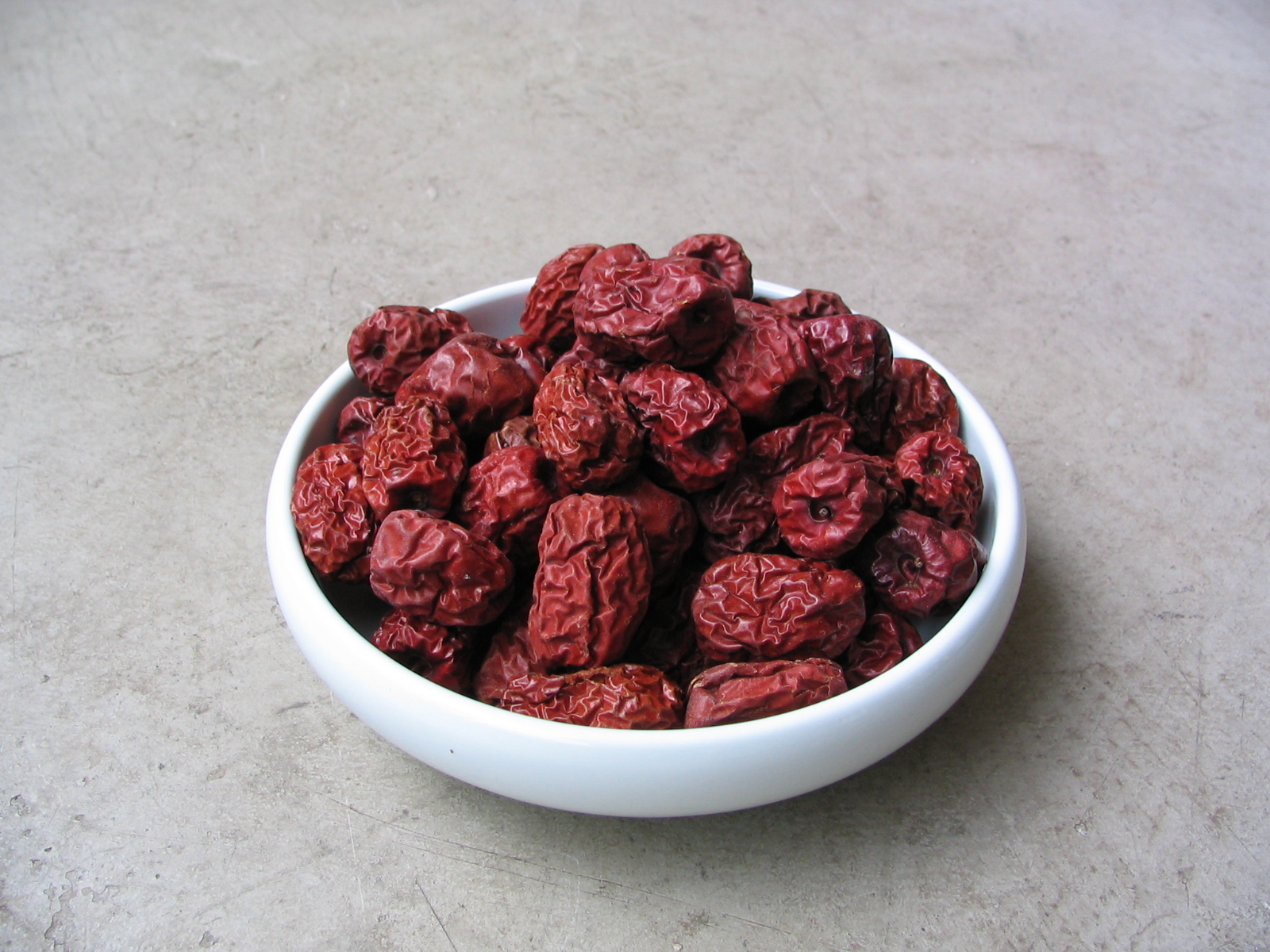
Suszone owoce głożyny (tzw. daktyle chińskie) importowano do Chin z Azji Południowej i Bliskiego Wschodu. Urzędnik z Kantonu, zaproszony do domu arabskiego kupca, opisał je następująco: „Owoc ten ma kolor cukru, ma słodką skórkę i miąższ, a podczas jedzenia ma się wrażenie, że najpierw został upieczony w piecu, a potem wysuszony”

Zachowało się wiele list przystawek i dań z restauracji i tawern z okresu Song, a także spisy potraw z bankietów, świąt i uroczystości oraz zwykłych obiadów. Wiele z tych dań ma swoje własne nazwy, z których nie można odgadnąć ich składu. Patrząc jednak na przyprawy, jakich do nich używano, takie jak papryka, sos sojowy, oleje, imbir, sól i ocet, kuchnia songowska była prawdopodobnie zbliżona do współczesnej kuchni chińskiej. Inne przyprawy obejmowały orzechy włoskie, rzepy, proszkowany kardamon, pieprz syczuański, oliwki, orzechy miłorzębu, skórka cytrynowa lub pomarańczowa i olej sezamowy.
Kulturowe różnice regionalne przekładały się na różnice w kuchni, a równocześnie, w niektórych regionach rozmaite tradycje kulinarne mieszały się ze sobą; jednym z przykładów takich miejsc, było stołeczne Hangzhou. Po wielkiej migracji z północy, uciekinierzy przynieśli ze sobą henańską kuchnię, popularną w poprzedniej stolicy (Kaifengu), która w Hangzhou zaczęła się łączyć z lokalnymi tradycjami, ze Zhejiangu. Zapiski wskazują jednak, że już wcześniej, w okresie Północnej dynastii Song, ówczesna stolica – Kaifeng – mógł się poszczycić restauracjami serwującymi dania w stylu południowym. Ich klientami byli m.in. urzędnicy pochodzący z południowego wschodu, dla których północna kuchnia była mdła i nie dość przyprawiona. Właśnie za czasów songowskich po raz pierwszy pojawiają się terminy nanshi, beishi i chuanfan, oznaczające odpowiednio kuchnie południową, północną i syczuańską. Wiele restauracji było sławnych ze swych specjalności, np. w Hangzhou była restauracja serwująca wyłącznie dania mrożone, podczas gdy inne specjalizowały się w daniach ciepłych letnich, gorących lub schłodzonych. Choć większość restauracji w Hangzhou była w posiadaniu uchodźców z Kaifengu i ich potomków, lecz serwowały one rozmaite kuchnie i dania regionalne, jak np. potrawy z Syczuanu, przyprawione wielką ilością tamtejszego pieprzu, lub dania i napoje z Hebei Shandongu, czy pochodzące z wybrzeża krewetki i ryby słonowodne. Obsługujący gości kelnerzy musieli wykazywać się cierpliwością i znakomitą pamięcią, bo nawet niewielka pomyłka mogła zepsuć bankiet składający się z dwudziestu i więcej dań. Jeśli gość poskarżył się na błąd kelnera, ten ostatni ryzykował naganę, obcięcie pensji lub w najgorszym razie – zwolnienie.

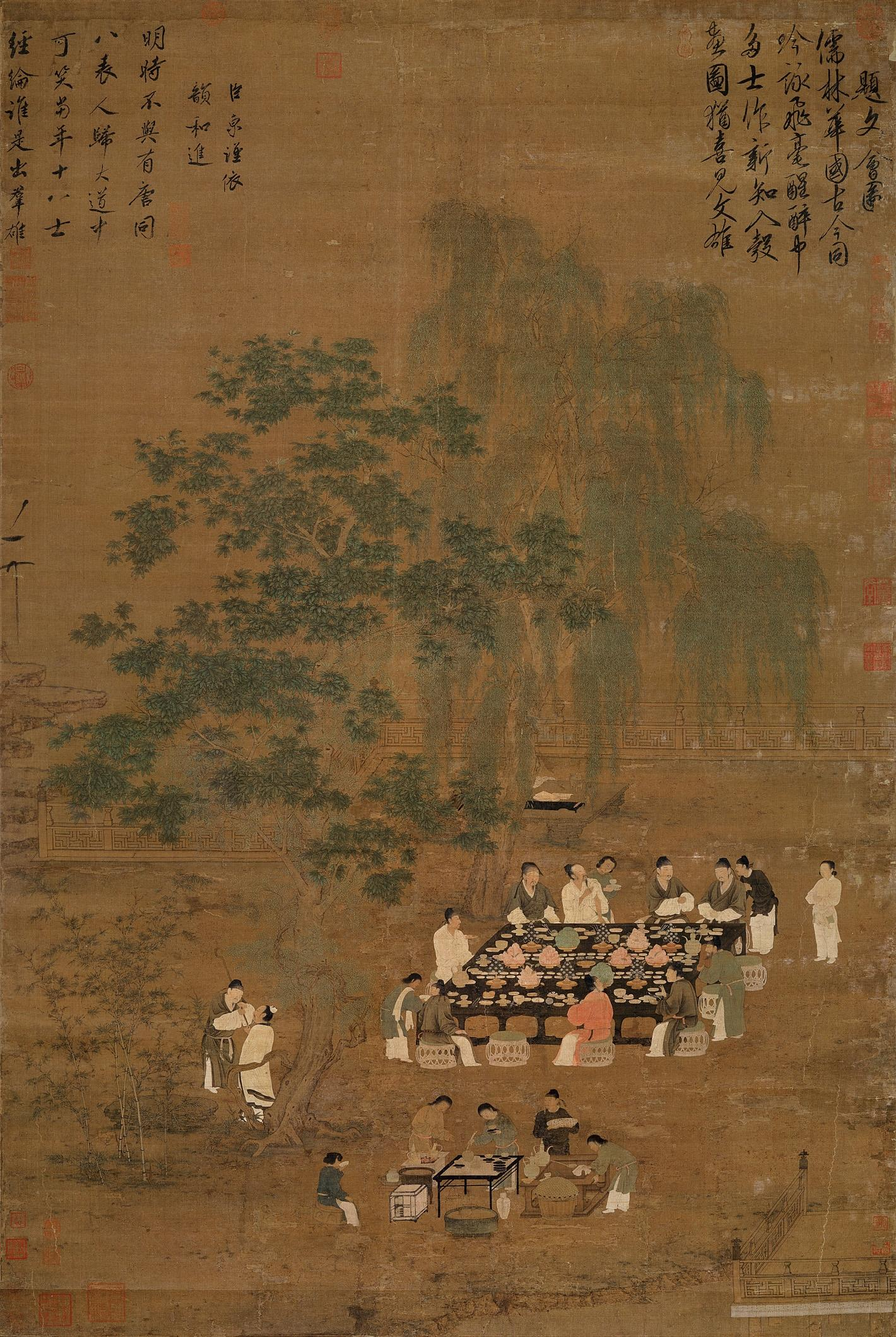
Piknik na wolnym powietrzu, obraz z epoki Song (prawd. kopia oryginału z okresu dynastii Tang)

Rankiem, wzdłuż głównej arterii Hangzhou, Drogi Cesarskiej, sprzedawano na śniadanie rozmaite specjały takie jak smażone flaczki, krojona baranina czy gęsina, wiele rodzajów zup, gorące naleśniki (także przygotowywane na parze) i mrożone ciastka. Restauracje specjalizujące się w makaronach różnego rodzaju nigdy nie narzekały na brak klientów, i wzdłuż Drogi Cesarskiej można było znaleźć otwartą restaurację o dowolnej porze dnia i nocy. Jedno z songowskich źródeł opisuje, że nocne targi w Kaifengu kończyły działalność po trzeciej zmianie nocnej warty, ale otwierały się już po piątej zmianie; handel nie zamierał nawet w zimowe burze i najciemniejsze, zimowe noce.
Do Chin importowano też egzotyczne smakołyki, jak rodzynki, perskie głożyny (jujuby) i wino gronowe; w Chinach dominowało wino ryżowe, co zauważył nawet trzynastowieczny wenecki podróżnik Marco Polo. Choć wino gronowe znane było od czasów dynastii Han, gdy Chińczycy dotarli do Azji Centralnej i spotkali się tam z przedstawicielami cywilizacji hellenistycznej, ze względu na cenę delektowała się nim wyłącznie elita. Poza winem pijano sok gruszkowy i z liczi, napoje na miodzie i imbirze, herbatę. Hodowla krów i innych zwierząt mlecznych była obce Chińczykom, co wyjaśnia brak mleka i nabiału w ich diecie. Wołowinę jadano rzadko, ze względu na wartość wołów jako zwierząt pociągowych. Podstawą wyżywienia klas niższych pozostawał ryż, wieprzowina i solone ryby, a równocześnie – na podstawie zachowanych menu restauracyjnych – wiemy, że klasy wyższe unikały psiny. Klasy wyższe jadały wiele rodzajów mięsa jak np. kurczaki, małże, daniele, zające, kuropatwy, bażanty, frankoliny, przepiórki, lisy, borsuki, ostrygi, kraby i wiele innych.
W lokalnych rzekach i jeziorach poławiano słodkowodne ryby, sprzedawane następnie na targach, a na Jeziorze Zachodnim hodowano gęsi i kaczki. Wśród powszechnie jadanych owoców znajdowały się melony, granaty, liczi, longany, pomarańcze, owoce głożyny, pigwy chińskie i japońskie, gruszki i morele; tylko obszar wokół Hangzhou dostarczał jedenastu gatunków moreli i osiem gatunków gruszek. Wśród songowskich specjałów łączących różne rodzaje produktów można znaleźć perfumowane skorupiaki gotowane w ryżowym winie, gęś w morelach, zupę z nasion lotosu, ostrą zupę z małży i rybę gotowaną ze śliwkami, słodką zupę sojową, pieczone bułeczki sezamowe z nadzieniem z kwaśnej fasoli lub polędwicy wieprzowej, bułki z nadzieniem warzywnym, kandyzowane, aromatyzowane owoce, plasterki imbiru z fermentowaną pastą fasolową, pierożki na parze z nadzieniem z głożyny, pieczone kasztany, słoną zupę z fermentowanej fasoli, owoce gotowane w aromatyzowanym miodzie i „chrupki miodowe” z ciasta wyrobionego z miodu, mąki, smalcu i łoju baraniego. Z mąki z olejem i miodem formowano w foremkach dziewczęce buzie lub żołnierzy w pełnych zbrojach na wzór posągów strzegących świątyń; nazywane były „podobnym jedzeniem” (w znaczeniu „podobnym do oryginału”, guoshi).

## Filozofia

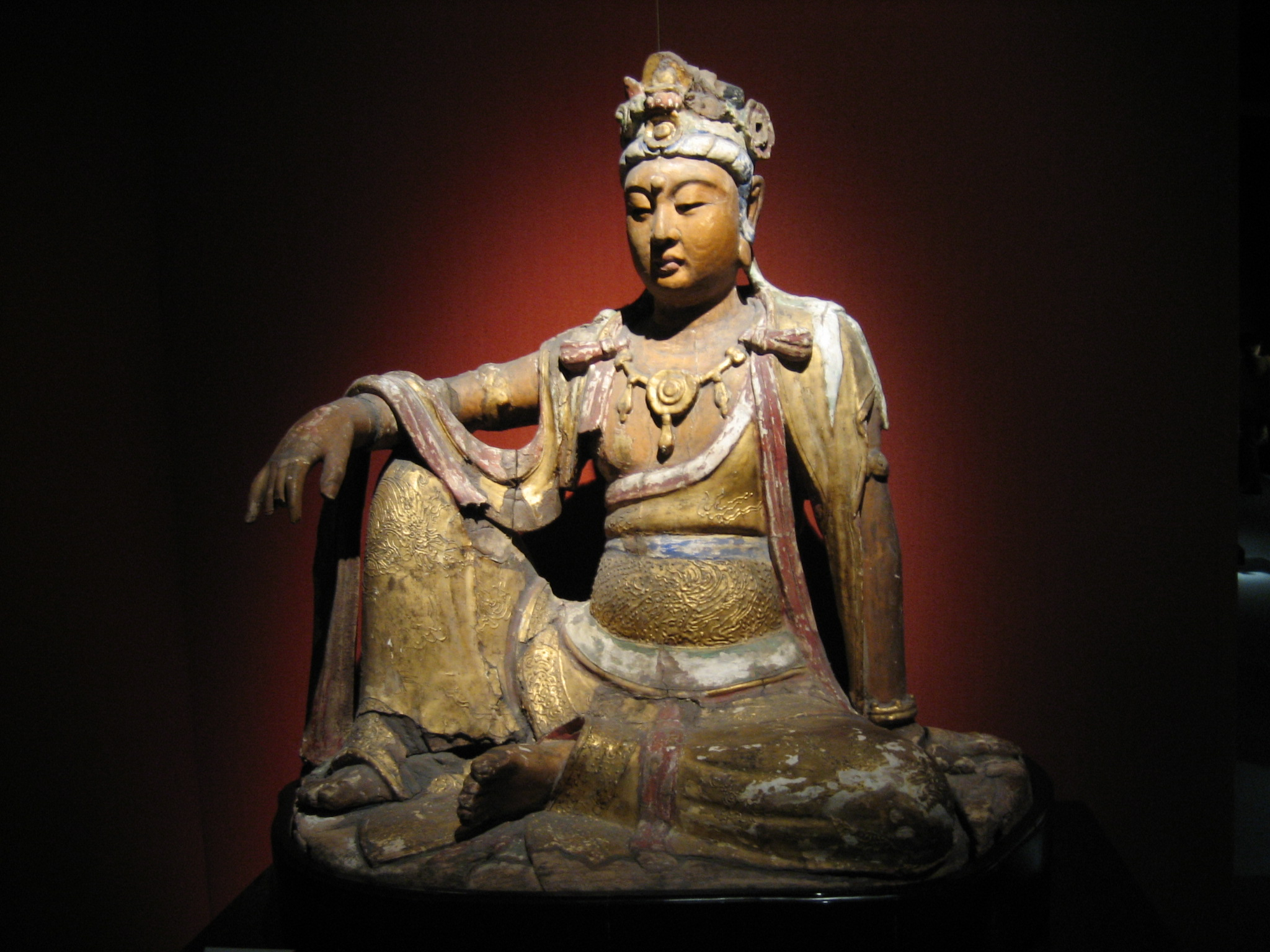
Drewniany bodhisattwa, posąg z czasów songowskich

W czasach songowskich odpowiedzi na pytania o charakterze filozoficznym i politycznym szukano przede wszystkim w klasykach konfucjańskich. Wzrost zainteresowania ideałami konfucjanizmu i starożytnym społeczeństwem zbiegł się w czasie z postępującym upadkiem chińskiego buddyzmu; uznawano podówczas, że jest to kierunek obcy, który nie oferuje zbyt wielu rozwiązań problemów natury praktycznej. Równocześnie jednak buddyzm wciąż wywierał bardzo znaczny, choć może nie bardzo łatwo zauważalny wpływ na myśl konfucjańską, a nawet taoistyczną, które konserwatywni neokonfucjaniści uważali za czystsze i bardziej „chińskie” i „miejscowe”. Popularność buddyzmu wyraźnie widać odbijała się sztukach plastycznych, wśród dzieł okresu Song są np. takie serie jak ukończony w 1178 zestaw 100 malowideł przedstawiających Pięciuset Arahatów, autorstwa Lin Tingguia i Zhou Jichanga.
Neokonfucjanizm Zhu Xi (1130–1200) miał swoich prekursorów, a konserwatywni konfucjaniści odgrywali coraz większą rolę od czasów późnej dynastii Tang (zob. np. Han Yu). Wielu myślicieli tego kierunku by nastawionych zdecydowanie antybuddyjsko. Wśród nich jedną z najważniejszych postaci był Ouyang Xiu (1007–1072). W swym dziele Benlun przedstawił on teorię wyjaśniającą dlaczego buddyzm tak łatwo przeniknął do społeczeństwa chińskiego w okresie dynastii Południowych i Północnych. Argumentował, że przyczyną było osłabienie tradycyjnych instytucji państwa chińskiego, spowodowane wieloma czynnikami, jak rządy niechińskich (Xianbei) dynastii na północy, podział kraju na zwalczające się państwa i nieszczęścia tym spowodowane. Choć cesarz Sui Wendi (rządził 581–604) zlikwidował instytucję Dziewięciu Rang arystokratycznych i zastąpił ją biurokracją z urzędników wykształconych w duchu konfucjańskim, a rekrutowanych drogą egzaminów, sponsorował także popularną ideologię, jaką był buddyzm, w celu legitymizacji swego panowania. Pozwoliło buddyzmowi swobodnie się rozwijać i stać się dominującą siłą w kulturze chińskiej okresu Sui i Tang; historyk Arthur Wright opisuje ówczesny konfucjanizm jako zepchnięty do roli „zatęchłego przeżytku”. Ouyang Xiu napisał:
„To przekleństwo [buddyzm] rozpełzło się po całym imperium w ciągu tysiąca lat, i cóż jeden człowiek w jeden dzień może z tym zrobić? Ludzie upajają się nim, a przekleństwo to przeniknęło aż do szpiku ich kości; na pewno nie można pokonać go elegancką mową. Cóż więc mamy czynić?

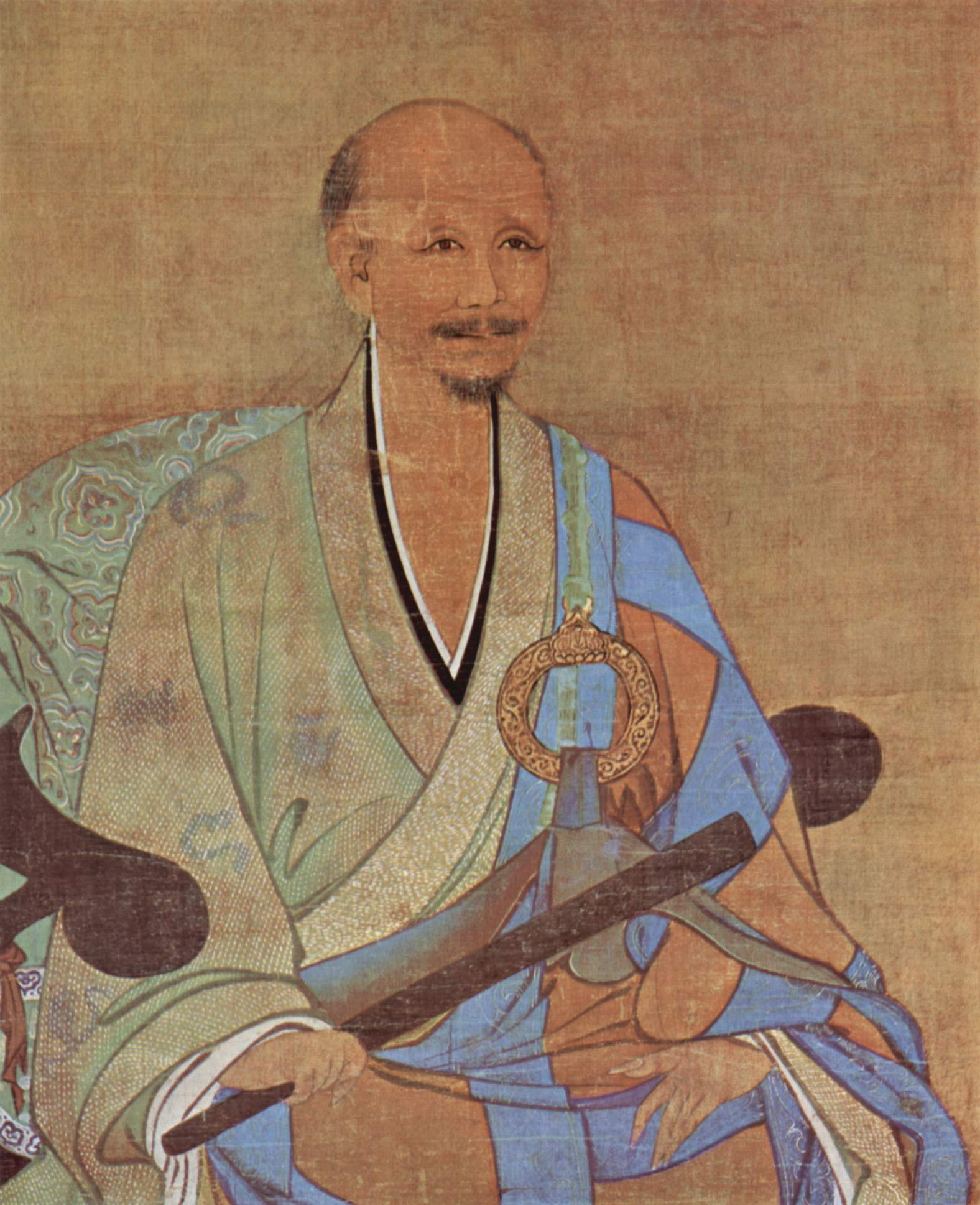
Portret Wuzhun Shifana, chińskiego buddysty chan, z 1238

Kończąc rozważania na temat, jak wykorzenić „zło”, jakim był buddyzm, Ouyang Xiu odwoływał się do historycznego przykładu, by pokazać, jak można by to uczynić:
W dawnych czasach, za Walczących Królestw, Yang Zhu i Mo Di gwałtownie się spierali. Mencjusz uważał to za niegodne i w pełni poświęcił się nauczaniu prawości i dobroci. Jego nauczanie prawości i dobroci przeważyło i nauki Mo Di i Yang Zhu zostały zarzucone. W czasach Han setki szkół filozoficznych wspólnie się rozwijały. Dong Zhongshu bardzo się tym sromał i odnowił konfucjanizm. Od tego czasu Droga Konfucjusza rozkwitła w pełni, a setki szkół zanikły. To jest skutek tego, co zwę „korygowaniem samych podstaw, by ukrócić zło”.
Choć Ouyang Xiu i inni uczeni o podobnych poglądach zdecydowanie przeciwstawiali konfucjanizm buddyzmowi, przedstawianemu jako obcy i moralnie niedoskonały, w rzeczywistości konfucjanizm zapożyczał idee buddyjskie, wykorzystując dla własnego odrodzenia. Mahajanistyczny ideał bodhisattwy, reprezentujący etyczny uniwersalizm, dobroczynność i chęć niesienia pomocy wszystkim potrzebującym, zainspirował takich ludzi jak Fan Zhongyan i Wang Anshi, jak również songowski rząd, którego byli członkami. W odróżnieniu od dynastii Tang, gdy buddyzm miał bardzo silną pozycję, a zamożni i pobożni buddyści oraz buddyjskie klasztory zajmowały się dobroczynnością i pomocą ubogim, rolę tę przejęło państwo songowskie, wdrażając rozmaite programy opieki społecznej i pomocy. Arthur F. Wright zaznacza, że w okresie Song, mnisi buddyjscy często byli mianowani na stanowiska zarządców takich przedsięwzięć, ale inicjatywa ich zakładania wychodziła od neokonfucjańskich urzędników. W pewnym sensie, państwo chińskie przejęło od buddyzmu jego koncepcję współczucia, jak również sposoby jej wcielania w życie.

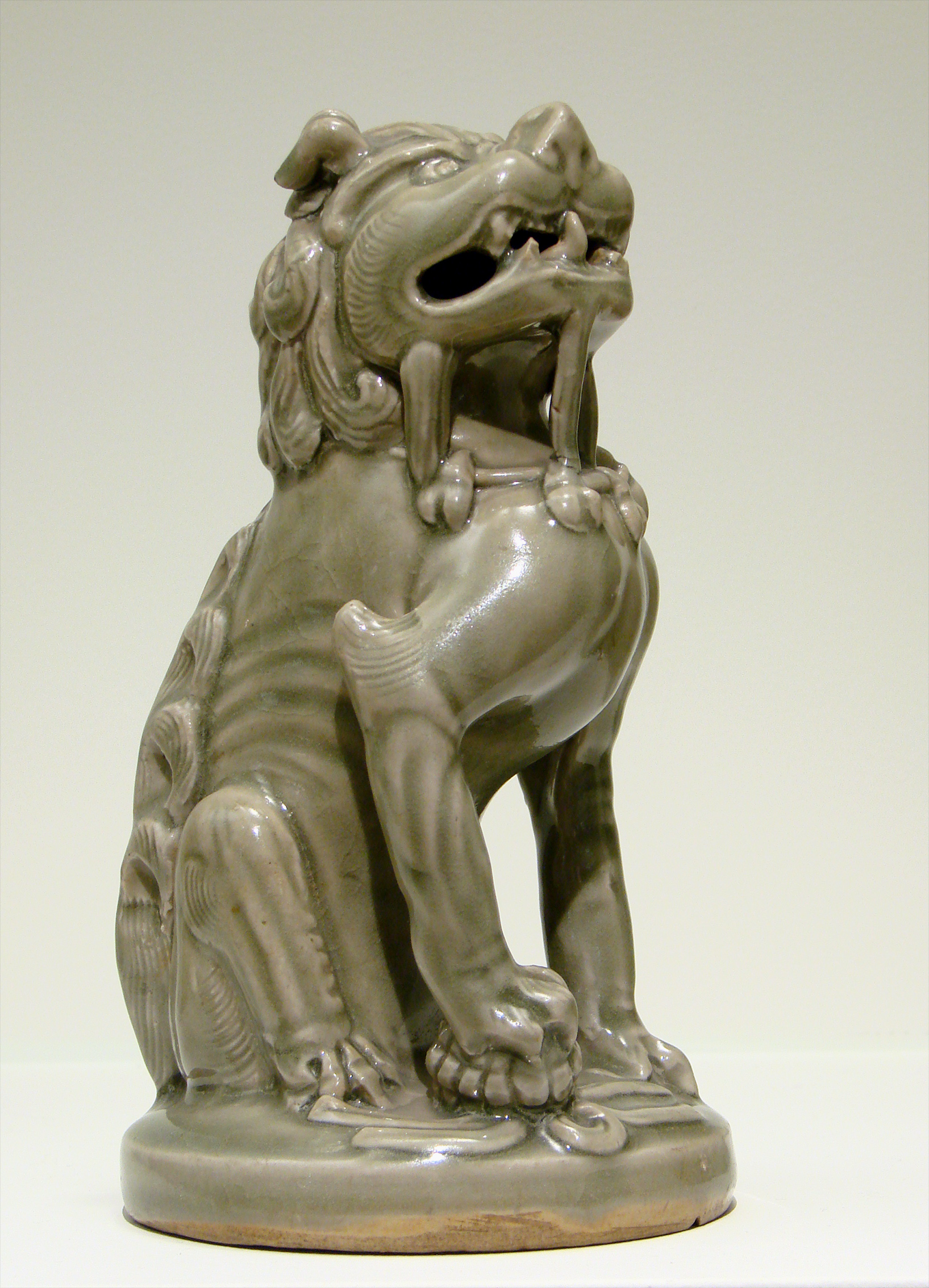
Figurka siedzącego lwa, celadon z Yaozhou, Shaanxi, XI-XII w.

Choć stracił swą dominującą pozycję wśród elity oraz patronat ze strony państwa, buddyzm bynajmniej nie zniknął z kultury chińskiej. W szczególności, w okresie Song, rozkwitał buddyzm chan, a cesarz Lizong zwrócił się do mnicha Wuzhun Shifana, by ten objaśnił doktrynę tej szkoły na dworze. Podobnie jak cesarz Julian Apostata promując wierzenia pogańskie i teurgię wśród warstw wyższych społeczeństwa rzymskiego, a równocześnie spychając wpływy chrześcijańskie do warstw niższych, tak trzynastowiecznym neokonfucjanistom udało się wyprzeć buddyzm ze sfery zainteresowań elit społeczeństwa chińskiego.
Buddyjska metafizyka wywarła wpływ na poglądy i nauczanie konfucjańskich filozofów z okresu Północnej dynastii Song, jak bracia Cheng Hao i Cheng Yi. Podkreślali oni rolę dbania o własny rozwój moralny, który cenili wyżej, niż służbę władcy. Nastawieni byli na naprawę społeczeństwa, począwszy od jego członków („od dołu do góry”), w odróżnieniu od takich mężów stanu jak Fan Zhongyan czy Su Shi, którzy byli starali się służyć władcy jak najlepszą radą, by mógł podejmować jak najlepsze decyzje dla dobra ogółu. Bracia Cheng nauczali także, że działanie natury i zagadnienia metafizyczne można opisać wykorzystując pojęcia li i energii życiowej qi. Zasady natury mogą być moralne lub fizyczne, np. zasady istnienia małżeństwa są moralne, a zasady istnienia drzewa – fizyczne. Jednak by zasady mogły istnieć i normalnie funkcjonować, niezbędna jest substancja i energia życiowa. Dzięki temu songowscy intelektualiści byli w stanie uzasadnić nauczanie Mencjusza o wrodzonej dobroci natury ludzkiej, równocześnie wyjaśniając przyczyny ludzkich złych zachowań. W skrócie, podstawowa zasada natury człowieka jest dobra i humanitarna, ale energia życiowa może zboczyć z właściwego kursu i ulec zaburzeniu, dając w ten sposób impuls do zachowań samolubnych i innych negatywnych cech ludzkich.

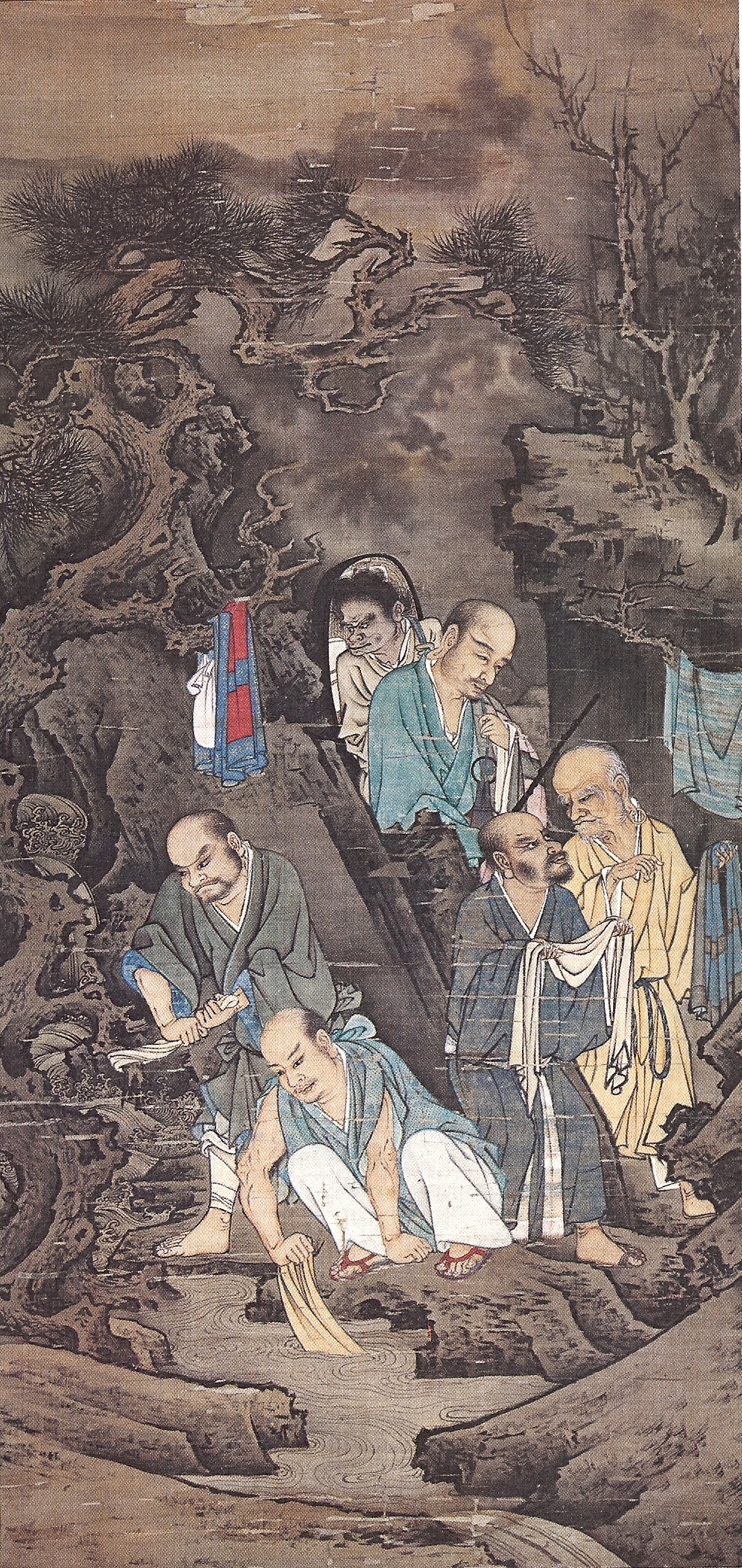
Piorący arahaci, buddyjskie malowidło, przedstawiające pięciu luohanów i jednego sługę, autorstwa Lin Tingguia, 1178 r.

Filozofowie neokonfucjańscy okresu Song, dostrzegli rodzaj czystości w oryginalności starożytnych tekstów klasycznych i napisali do nich wiele komentarzy. Najbardziej wpływowym z tych filozofów był Zhu Xi, którego synteza myśli konfucjańskiej, buddyjskiej i taoistycznej stała się podstawą ideologii imperialnej od późnego okresu Song aż po wiek XIX. Oparł się na nauczaniu braci Cheng, ale znacząco rozwinął ich idee, tworząc rdzeń myśli neokonfucjańskiej. Zwracał szczególną ideę na czteroksiąg: Dialogi konfucjańskie, Księgę Mencjusza, Doktrynę Środka i Wielką Naukę (te dwa ostatnie dzieła to rozdziały ze starożytnej Księgi obyczajów). Uważał, że naprawę świata należy rozpocząć od naprawy własnego umysłu, według zaleceń zawartych w Wielkiej Nauce. Jego podejście do konfucjanizmu spotkało się z krytyką współczesnych, a jego pisma zakazano cytować kandydatom zdającym egzaminy urzędnicze. Jednak cesarz Lizong uznał jego pisma za interesujące, i spowodował całkowitą zmianę polityki, nakazując studentom przygotowywanie się na podstawie komentarzy Zhu Xi do Czteroksięgu.
Neokonfucjanizm Zhu Xi przekształcił się z czasem w sztywną, oficjalną doktrynę, która nakazywała jednostronne posłuszeństwo i poddanie urzędnika władcy, dziecka ojcu, żony mężowi i młodszego brata starszemu. Spowodowało to ograniczenie rozwoju społecznego w przednowoczesnych Chinach, powodując wielopokoleniową stabilizację polityczną, społeczną i duchową, za cenę spowolnienia zmian kulturowych i instytucjonalnych aż po wiek XIX. Doktryna neokonfucjańska odgrywała też dominującą rolę w życiu intelektualnym Korei, Wietnamu i Japonii aż do czasów współczesnych.